# ソビエト連邦

ソビエト社会主義共和国連邦
Союз Советских Социалистических Республик (ロシア語)

国の標語: Пролетарии всех стран, соединяйтесь!
（万国の労働者よ、団結せよ！）国歌: Интернационал（ロシア語）
インターナショナル
（1922年 - 1944年）
Государственный гимн СССР（ロシア語）
初代 ソビエト連邦国歌
（1944年 - 1955年）
2代目 ソビエト連邦国歌
（1955年 - 1977年）
3代目 ソビエト連邦国歌
（1977年 - 1991年） 3代目 ソビエト連邦国歌 (演奏版)
（1977年 - 1991年）

1945年以降のソビエト連邦領（実効支配地域含む）

| 先代 | 次代 |
| --- | --- |
| ロシア社会主義連邦ソビエト共和国 ウクライナ社会主義ソビエト共和国 白ロシア社会主義ソビエト共和国 ザカフカース社会主義連邦ソビエト共和国 | ロシア ウクライナ ベラルーシ ウズベキスタン カザフスタン グルジア アゼルバイジャン リトアニア モルドバ ラトビア キルギス タジキスタン アルメニア トルクメニスタン エストニア チェチェン |
ソビエト連邦（ソビエトれんぽう）は、1922年から1991年までユーラシア大陸北部に存在した社会主義国家。正式な国家名はソビエト社会主義共和国連邦（ソビエトしゃかいしゅぎきょうわこくれんぽう、ロシア語: Союз Советских Социалистических Республик  発音、通称:Советский Союз, Союз ССР、頭字語: СССР）。複数のソビエト社会主義共和国から構成される連邦国家であった。首都はモスクワ。略称はソ連、ソ連邦、ソビエト。
国土面積は約2,240万km2で、当時世界最大の面積を有していた。国土の南西ではアジアとヨーロッパの各国と国境を接しており、一方の北東部では、海を挟んで北アメリカ大陸と向かい合っていた。人口は1991年時点で2億9010万人に達し、当時の世界において中国・インドに次ぐ3位であり、4位のアメリカ(2億5650万人・1991年)よりも多かった。
第二次世界大戦後、崩壊するまでの40年以上に渡り、アメリカ合衆国と並ぶ世界の超大国の地位を維持していた。「ソビエト帝国」とも呼ばれ、軍事力や経済力、代理戦争、発展途上国への影響力、宇宙技術や兵器を中心とした科学研究への資金提供などで、東欧・中欧をはじめ世界的に覇権を行使していた。

## 概要
ソビエト連邦は、1917年にウラジーミル・レーニン率いるボリシェヴィキが、二月革命により成立したロシア臨時政府を転覆した十月革命を起源とする。ボリシェヴィキは憲法で保障された世界初の社会主義国家であるロシア社会主義ソビエト共和国を樹立したが、十月革命がもたらした緊張はボリシェヴィキの赤軍と、白軍に代表される反ボリシェヴィキの諸勢力との間で行われるロシア内戦へと発展した。
ボリシェヴィキを脅威と見る協商国による干渉を受けつつも、赤軍は1920年までに内戦での勝利を決定的なものとし、十月革命後ロシア共和国からの分離独立を果たしていた諸地域（ウクライナなど）を1921年までに占領して、各地にボリシェヴィキが支配するソビエト共和国を樹立した。ボリシェヴィキは旧ロシア帝国領の再統合を企図し、1922年12月30日にロシア、ウクライナ、ザカフカース、白ロシア（ベラルーシ）の4つのソビエト共和国から成るソビエト連邦（以下ソ連）を成立させた。
1924年のレーニンの死後に党内闘争を経てヨシフ・スターリンが政権を掌握し、共産党内外で反対派を弾圧し、計画経済体制を確立した。その結果、急速な工業化と強制的な集団化の時期を迎え、著しい経済成長を遂げたが、1932年から1933年にかけて人為的な飢饉を引き起こした。また、収容所制度もこの時期に拡大した。スターリンはまた、政治的パラノイアを煽り、軍事指導者、共産党員、一般市民を問わず大勢逮捕し、強制労働場に送るか死刑を宣告することによって、自分の実際の敵、認識上の敵を党から排除する大粛清を実施した。
1939年8月23日、西側諸国との反ファシスト同盟の構築に失敗した後、ソ連はナチス・ドイツと不可侵条約を締結した。第二次世界大戦の開戦後、中立国だったソ連は、ポーランド、リトアニア、ラトビア、エストニアの東部地域を含む東欧諸国に侵攻し、領土を併合した。1941年6月、ドイツ軍がバルバロッサ作戦によりソ連領を侵略し、独ソ戦が幕を開けた。スターリングラード攻防戦などで枢軸国と交戦する過程で、ソ連の戦死者が連合国の死傷者の大半を占めた。ソ連軍は最終的にベルリンを占領し、1945年5月9日、ヨーロッパでの第二次世界大戦に勝利した。赤軍が制圧した地域は、東側諸国の衛星国となった。1947年、東西冷戦が勃発し、東側諸国は西側諸国と対峙し、西側諸国は1949年にはNATOに統合されることになる。
1953年3月5日、スターリンの死後、ニキータ・フルシチョフの指導のもと、非スターリン化、雪どけと呼ばれる時期が訪れた。何百万人もの農民が工業化された都市に移動し、国は急速に発展した。ソ連は、史上初の人工衛星と人類初の宇宙飛行、他の惑星である金星への初の探査機の着陸により、宇宙開発競争で早くから主導権を握った。1970年代、米国との関係は一時的にデタント状態になったが、1979年にソ連がアフガニスタンに軍を展開すると緊張が再開された。この戦争で経済資源が枯渇し、それに合わせるようにアメリカのムジャヒディン戦闘員への軍事援助がエスカレートしていった。
1980年代半ばに、ソ連最後の指導者ミハイル・ゴルバチョフが、グラスノスチとペレストロイカという政策で、さらなる改革と経済の自由化を目指した。その目的は、共産党を維持しつつ、経済の停滞を逆転させることだった。彼の在任中に冷戦が終結し、1989年には中・東欧のワルシャワ条約機構諸国がそれぞれのマルクス・レーニン主義体制を打破した。ソ連全土で強力な民族主義・分離主義運動が勃発した。ゴルバチョフは、リトアニア、ラトビア、エストニア、アルメニア、グルジア、モルドバがボイコットした国民投票を実施し、過半数の国民がソ連を新たな連邦として存続することを支持する結果となった。1991年8月、共産党の強硬派によるクーデターが発生したが、ロシア共和国大統領エリツィンを中心に阻止され、失敗に終わった。その結果、共産党への信頼は失墜し、ロシアとウクライナを中心とする共和国が独立を宣言した。1991年12月25日、ゴルバチョフが辞任した。ソビエト連邦の崩壊により、すべての共和国がポストソビエトの独立国として誕生した。ロシア連邦はソビエト連邦の権利と義務を引き受け、世界情勢においてその継続的な法的人格として認識されている。
ソ連は、社会的・技術的に多くの重要な成果を上げ、軍事力に関しても革新的なものを生み出した。日本やイギリス、西ドイツに抜かれるまでは世界第2位の経済力と世界最大の常備軍を誇り、公式核保有国である5か国の1つとして認識されていた。国連安全保障理事会の創設常任理事国であり、OSCE、WFTU、経済相互援助会議、ワルシャワ条約機構の主要国であった。

## 国名・象徴

### 国名の由来
ソビエト（露: Совет）というロシア語は「評議会」の意味をもち、スラヴ祖語のvět-iti（「知らせる」）の動詞語幹から派生したものである。労働者の代表による評議会としての「ソビエト」は、1905年のロシア第一革命の中で初めて出現した。それらのソビエトは帝国政府によって速やかに解散させられたが、1917年の二月革命による帝政の崩壊後、ロシア各地で労働者や兵士がソビエトを組織し、首都ペトログラードの労働者・兵士代表ソビエトはロシア臨時政府に対抗し得る権力を有した。この二重権力状態の中で、ボリシェヴィキは「全権力をソビエトへ」のスローガンを掲げて臨時政府と対立し、1917年10月（旧暦）にはソビエトの名の下に武装蜂起を実行して臨時政府から権力を奪取した（十月革命）。1918年1月、ボリシェヴィキは「ロシア社会主義連邦ソビエト共和国」の建国を宣言し、1922年12月30日には同国と他のソビエト共和国を統合する連邦国家として「ソビエト社会主義共和国連邦」を成立させた。ソビエト連邦の政治基盤は人民の代表によるソビエトと憲法で定められていたが、実際の政治的権力はボリシェヴィキの後継である共産党によって掌握されていた。（ソビエト連邦#政治も参照）

#### 国名の表記
ロシア語表記の正式名称はСоюз Советских Социалистических Республик。通称はСоветский Союз、Союз ССР 。略称はСССР、またはラテン文字でSSSRとなるが、これは正式名称を音訳すると「Soyuz Sovietskikh Sotsialisticheskikh Respublik」となるためである。英語表記の正式名称は、Union of Soviet Socialist Republics、通称はSoviet Union、略称はUSSRが用いられる。
日本語表記では「ソビエト社会主義共和国連邦」が一般的に用いられるが、原文に即した直訳としては「ソビエト（評議会）社会主義共和国の連合」がより正確である。正式名称である「Союз Советских Социалистических Республик」は直訳すると「ソビエト（評議会の）社会主義共和国の連合」となり、「Союз」は「連合」、「Советских」は「評議会（совет）」に由来する形容詞「ソビエトの」の複数属格である。ただし、「評議会（совет）」そのものの意味ではなく、「ソビエト的」という形容詞的性格を持つ。
また通称は、ソビエト連邦（「ソビエト」は「蘇維埃」「ソヴィエト」「ソヴィエット」「ソヴェト」「ソヴエト」「ソヴェート」「ソベート」「ソブイエト」「ソウエト」「ソウェート」「ソウエート」「ソウエット」「ソウエツト」「サウエト」「サウェート」「サウエート」「サウエット」「サウィエート」、より原語に近づけて「サヴィェート」とも）。略称はソ連邦、ソ連、または単にソビエトやソヴィエトともする。漢字では蘇聯邦、蘇聯などと表記され、蘇と略される。
第二次世界大戦後、少なくともヨシフ・スターリンが1953年に死去するまでの日本ではソヴェト同盟の表記が主流であり、ソビエト連邦の表記は前者に比べれば劣勢であった。しかし、ソ連が「Союз とは Федерация（連邦）である」と説明し、在日ソ連大使館も戦前から一貫して「連邦」の訳語を使用したことから、1950年代後半から現在まで、「連邦」が優勢となっていった。
構成共和国のロシア・ソビエト連邦社会主義共和国とザカフカース社会主義連邦ソビエト共和国の国名にも「連邦」の文字が含まれるが、こちらは Союз ではなく Федерация の訳である。旧ソ連圏の統合を目指しているユーラシア連合やユーラシア経済連合の Союз は「連合」と訳されている。日本語読みでは Союз はソユーズ(原音的にはサユース)で知られる。ソ連を構成したロシア・ソビエト連邦社会主義共和国と、その後継国家ロシア連邦は「Федерация（連邦）」である。
ソビエト連邦は、国名に固有名詞（地名）を含まない世界でも希有な例であるが、連邦を構成する各共和国の国名には「ロシア・ソビエト連邦共和国」など地名が含まれている。
一部の西側諸国ではソビエト連邦全体を指して「ロシア」（Russia）と呼び続ける例も多かった。日本では労農ロシアや赤露などとも呼ばれたが、「ソ連」「ソ連邦」が一般化した。

### 象徴
ソビエト連邦における国家の象徴として用いられたのは、赤い星ならび鎌と槌をベースとした国章であった。これはソビエト国家ならびに十月革命を体現する構成国家と共産革命における特徴的な記号として大きな意味を持つものとなっていた。

## 歴史

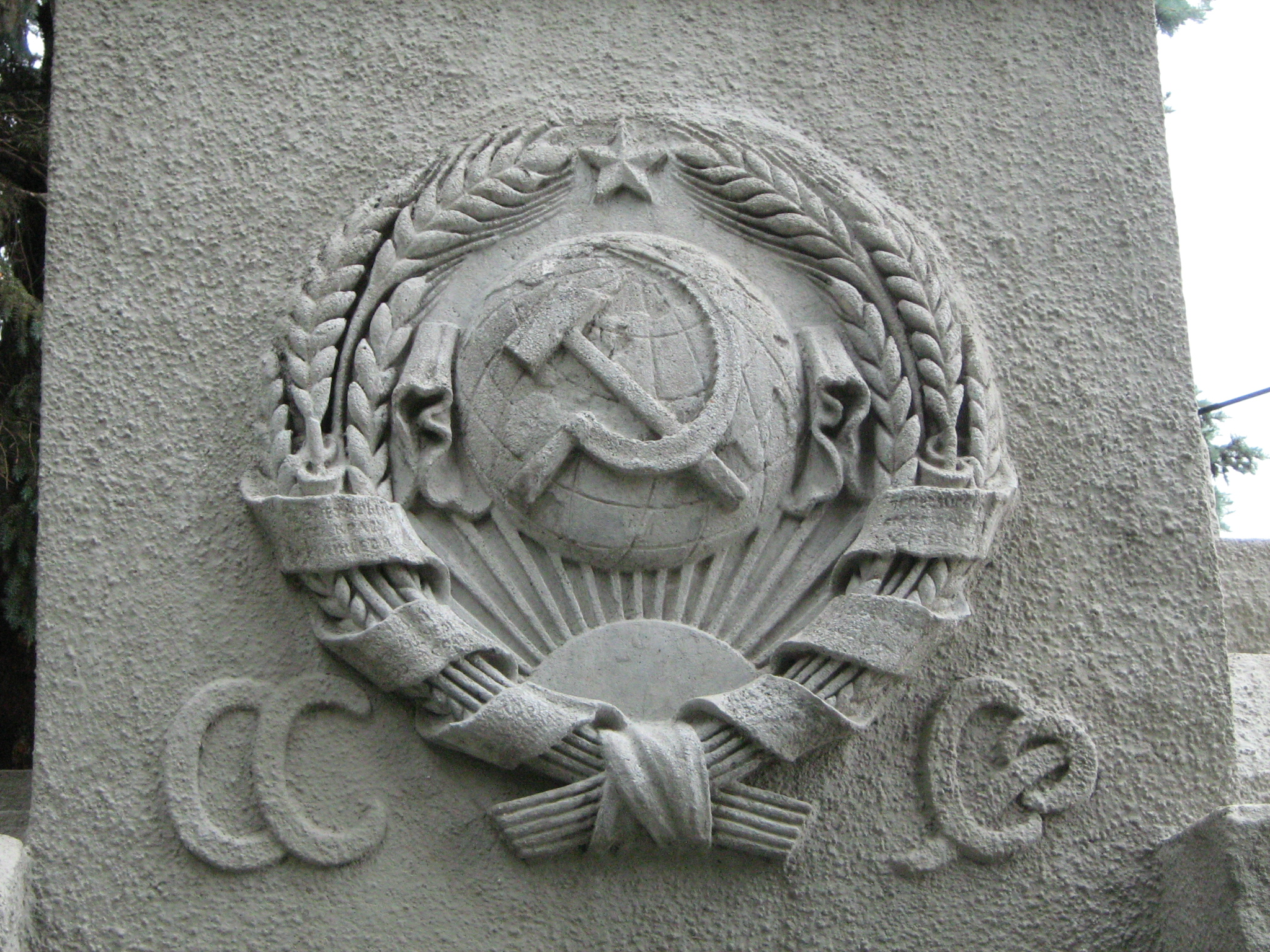
ロシア・ニジニ・ノヴゴロド州の州都ニジニ・ノヴゴロドのソルモフスキー地区にあるレーニン記念碑の台座に刻印された連邦の徽章。

### ロシア革命

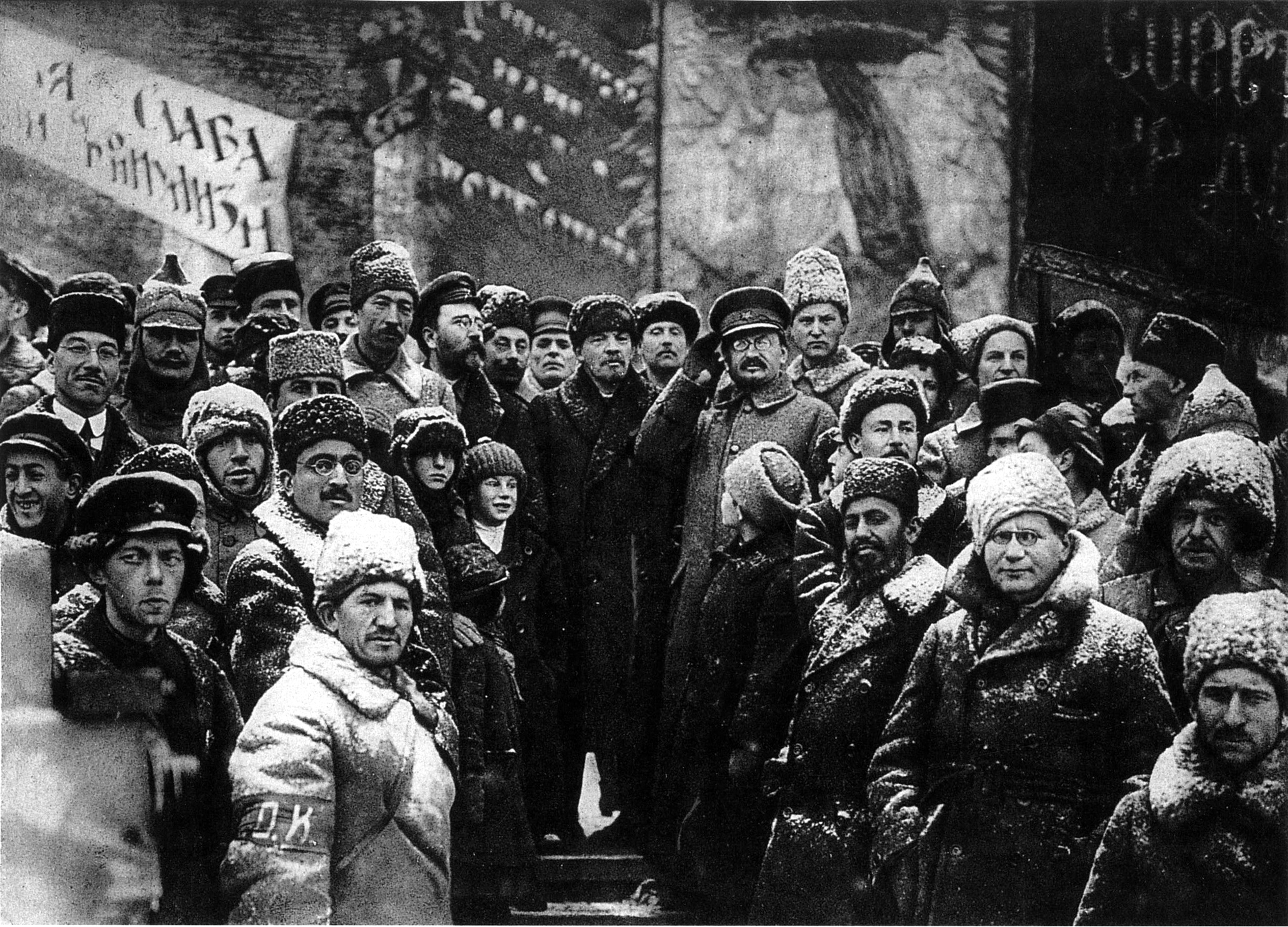
十月革命2周年を祝うレーニン、トロツキー、カーメネフ（1919年）。

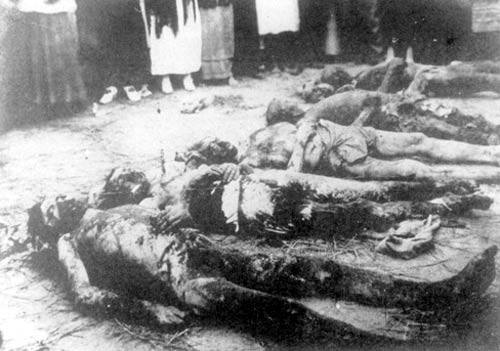
赤色テロの犠牲者。その民間人はソ連のチェーカ警察によって逮捕され、拷問を受けた。

1917年3月8日（ロシア暦2月23日）に首都ペトログラードで起こったデモに端を発する二月革命により、ロシア帝国は崩壊して漸進的な改革を志向するロシア臨時政府が成立した。臨時政府は第一次世界大戦への参戦継続を決定したが、ドイツ軍との戦線はすでに破綻しており、国内の政治的混乱にも収拾のめどはついていなかった。他方、二月革命の中で労働者・兵士の代表によるソビエト（会議、評議会）がロシア各地で組織され、中でも最大の影響力を持つペトログラード労働者・兵士代表ソビエトと臨時政府の間では「二重権力」状態が生じた。
1917年8月、ラーヴル・コルニーロフ将軍が臨時政府に対する反乱を起こし、それがソビエトの力によって鎮圧されると、ソビエト内ではウラジーミル・レーニン率いるボリシェヴィキに対する支持が高まった。ボリシェヴィキは、かねてよりソビエトへの全権力の集中を訴え、戦争継続を主張する臨時政府との対決姿勢を露わにしていた。同年10月、ボリシェヴィキは武装蜂起の方針を決め、11月7日（ユリウス暦10月25日）に首都ペトログラードのほぼ全域を制圧し、臨時政府から権力を奪取した（十月革命）。この11月7日が、ロシア革命記念日である。同日に開催された第2回全ロシア・ソビエト大会では、ソビエトによる体制の成立と、新政府である人民委員会議の成立が宣言された。首相にあたる人民委員会議議長にはレーニン、外務人民委員にはレフ・トロツキー、民族問題人民委員にヨシフ・スターリンが就任している。ソビエト政権はモスクワ近郊を制圧し、11月10日には左派社会革命党を政権に取り込んだ。1918年1月10日からは第3回全ロシア・ソビエト大会が開催され、ロシアが労働者・兵士・農民のソビエトの共和国であると宣言され、連邦制をとるとした宣言が採択された（ロシア社会主義連邦ソビエト共和国）。
1918年3月、ボリシェヴィキはドイツ帝国を含む中央同盟国とブレスト＝リトフスク条約を締結し、第一次世界大戦から離脱したが、以降は連合国によるシベリア出兵の干渉戦争や、白軍など反革命勢力とのロシア内戦 (1917-22) に対処することになった。一方で、ウクライナ人民共和国やアゼルバイジャンのバクー・コミューンなどボリシェヴィキ派のソビエト政権も各地で次々に樹立された。これらの各政権は独立国であったが、ロシア・ソビエト政府の一部であると自らを定義することもあった。

### ロシア内戦

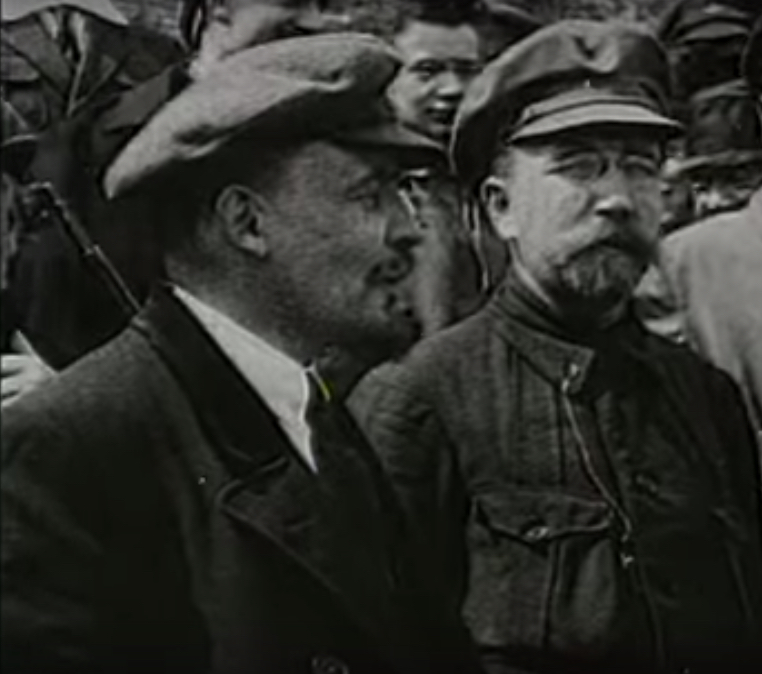
左にウラジーミル・レーニンと右にレフ・カーメネフ。

十月革命の直後から始まったロシア内戦は、1918年5月のチェコ軍団の反乱を契機に本格化した。ソビエト政府は内戦中に経済政策として戦時共産主義を導入したが、これは農業と工業の崩壊を招き、数百万人の餓死者を出した。土地の国有化によって地主階級も自作農（フートル農、オートルプ農）も消滅し、三圃制にもとづく農村共同体が復活したが、農業生産には重大な打撃が生じた。1918年5月の食料独裁令で農産物は国家専売とされ、自由取引は禁止された。第一次世界大戦後、経済復興のために農民は、十分な食料供給と生産が義務化された。1920年は凶作となり、重い負担に不満をもった農民は西シベリアやタンボフ県で反乱を起こした。1921-1922年にはロシア飢饉が発生し、農民反乱の拡大が政権を脅かすことを懸念したレーニンは、1921年より戦時共産主義に代わる新経済政策（ネップ）を導入し、穀物の強制徴収は廃止され、部分的に市場経済が取り入れられた。

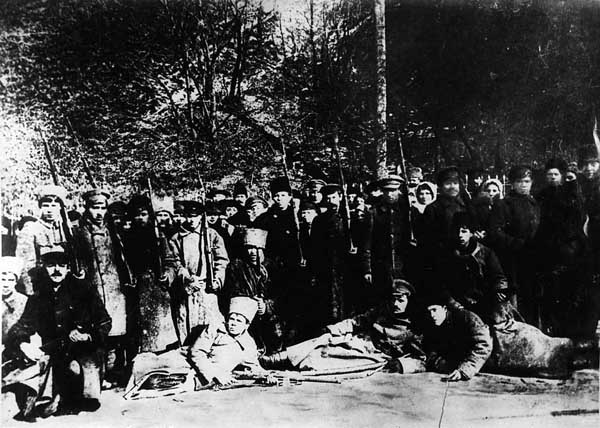
この写真は、ミハイル・ムラヴィヨフ指揮下のソ連軍がレーニンの命令で1918年2月5日から7日にかけてキエフを砲撃し、市内に約1万5000発の砲弾を発射し、その後キエフ市民数千人を残忍に殺害した様子をとらえている。

1920年、ロシア内戦におけるボリシェヴィキの勝利は決定的となった。1921年までに、赤軍は十月革命後ロシアから分離独立を果たしていたウクライナ、ベラルーシ、ザカフカースの民族国家を侵攻し、占領することに成功した。同時に、ボリシェヴィキはそれらの地域（ウクライナ、ベラルーシ、アゼルバイジャン、アルメニア、グルジアなど）でソビエト政権を樹立した。

### ソビエト連邦の成立

1922年におけるソビエト連邦の一部としてのロシアSFSR

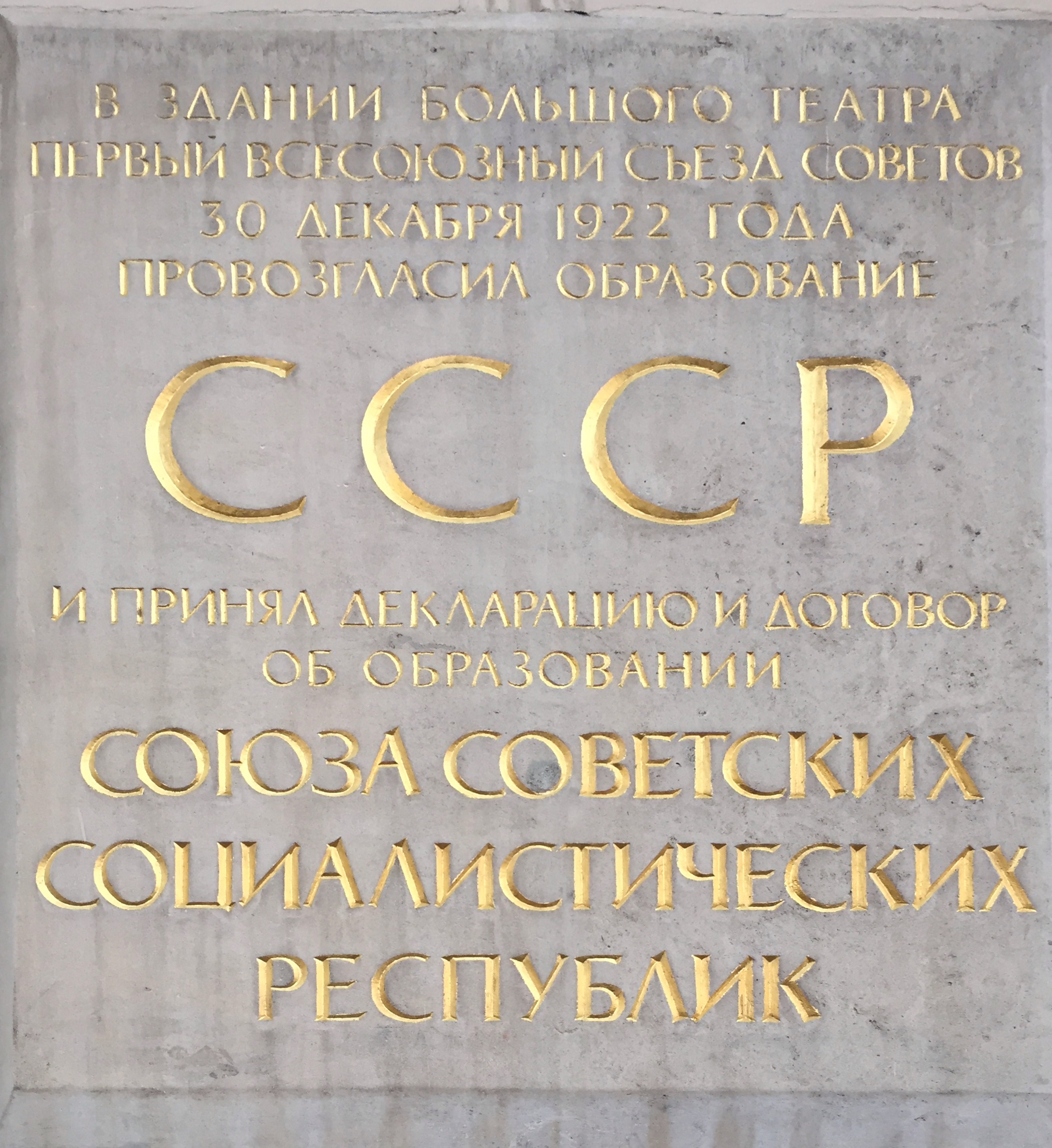
ソ連邦の結成を確定させた全連合第一回ソビエト大会の開かれたボリショイ劇場には、このようなプレートが付けられている。

ロシア内戦が収束に向かうと、各地のソビエト政権の間では統合への動きが強まった。ロシア共産党の手によって各地の革命政権との統合が進行し、1920年にはロシア連邦共和国とアゼルバイジャン社会主義ソビエト共和国の間で、緊密な軍事的・政治的な同盟条約が締結され、ウクライナ、白ロシア、グルジア、アルメニアとも同様の条約が結ばれた。これらの国々は憲法を持つ主権国家ではあったが、最高機関は全ロシア・ソビエト大会と全ロシア中央執行委員会であり、ロシア連邦共和国の主導権は明確であった。
1921年1月には、燃料危機、運輸危機、食糧難が連鎖的に発生し、3月にはクロンシュタットの反乱も起き、党内でも党内の民主化を求められた。党指導部は党員が過剰であるとの理由で「党の総粛清」を開始、党歴の長さに応じてヒエラルキーがつくられ、古参党員による寡頭支配が成立していった。
1922年5月にはレーニンが脳出血で倒れ、一命は取り留めたものの影響力は急速に低下した。4月にはスターリンがロシア共産党の書記長に就任、党組織を掌握し始めた。8月にはソビエト政権の統合のための委員会が設置され、スターリンが主導者の一人となった。スターリンは9月に各政権が自治共和国として、ロシア・ソビエト社会主義共和国連邦に加入するという統合形式を発表した。この意見はグルジア以外のソビエト共和国の賛成を得て採択されたものの、各共和国にとっては不満の残るものであり、レーニンの指導によって10月の中央委員会では、各共和国が対等な共和国として連邦に加入するという形式が定められた。しかし、この修正ではザカフカースの3共和国がいったん連邦となってから加入することが定められたため、グルジアでの猛反発を招いた（グルジア問題）。反対派は次第に追い詰められ、これによってザカフカース社会主義連邦ソビエト共和国が成立している。
1922年12月には第1回ソビエト連邦全連邦ソビエト大会が開催され、12月30日にロシア社会主義連邦ソビエト共和国、ウクライナ社会主義ソビエト共和国、白ロシア社会主義ソビエト共和国、ザカフカース社会主義連邦ソビエト共和国の4国が平等な立場で加盟するとしたソビエト社会主義共和国連邦の樹立を宣言する連邦結成条約が調印された。この連邦には各国が自由な意志で参加・脱退できると定められており、新たな最高機関の設立も決定された。
1923年、スターリンら党内主流派は、ソ連体制の正当性を工場労働者からの支持に見出し、労働者の入党キャンペーンを展開したが、さらに党内対立を招いた。工場労働者を支持母体とみなす一方で、農民は潜在的には「敵」（反革命分子）とみなされた。
1924年1月31日には最初のソビエト連邦憲法が成立した。
1924年にレーニンが死亡したが、生前にはスターリンとトロツキーの対立を憂い、スターリンを警戒するようになっていた。スターリンはまずトロツキーを孤立させ、次いでレーニンの側近だったグリゴリー・ジノヴィエフや、レフ・カーメネフ、カール・ラデックらを攻撃した。1927年にはトロツキー、ジノヴィエフ、カーメネフを党から除名したことで、明らかな優越者としての地位を確保し、スターリンは正式に最高指導者になった。
外交面では連合国の直接干渉自体はなくなったものの、ソビエト政権が旧ロシア帝国の債務支払いを拒否したため、関係改善は進まなかった。一方で国際的に孤立していたヴァイマル共和政下のドイツはソ連と接近し、賠償の相互放棄を定めたラパッロ条約の締結となった。ドイツ軍はソビエト領内で軍事開発を秘密裏に行い、ソ連はそれによって情報を取得するという関係も築かれた。この後、中東諸国や中華民国との国交が成立したものの、1925年にはロカルノ条約の成立によってドイツが西欧諸国側になったと受け止められた。これに対してソ連は東欧諸国やフランスと不可侵条約を締結することで対抗しようとした。

### 一国社会主義と五カ年計画

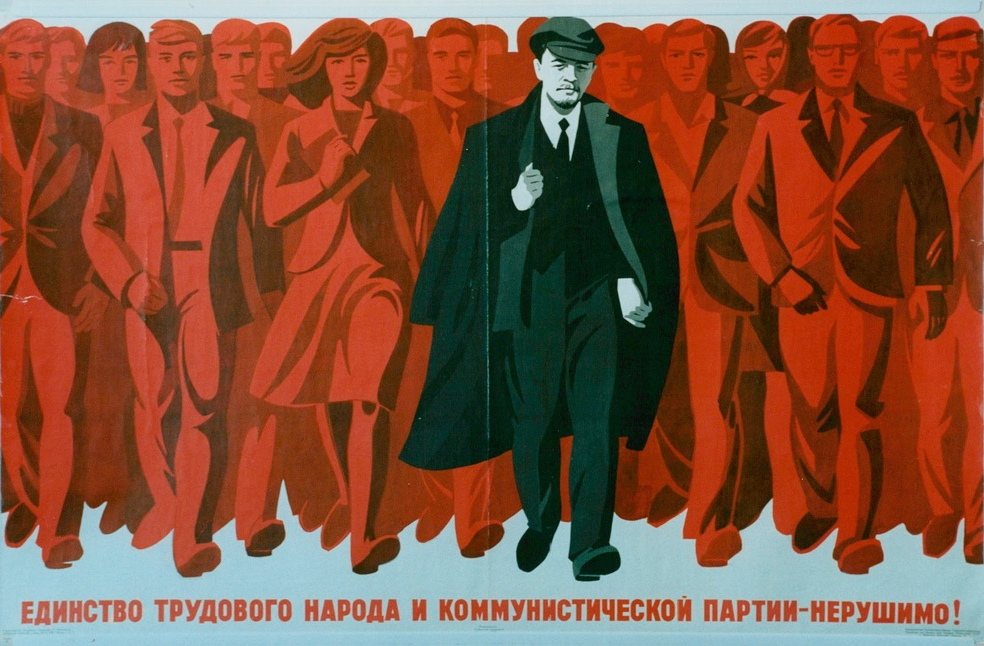
ソ連のポスター

一方でコミンテルンは各国の共産主義運動を支援する世界革命を目指していたが、一国社会主義を唱えるスターリンの勝利によって、その運動はソ連を守るためのものとなった。1925年5月スターリンは「ロシアのような後進国でも完全な社会主義を実現できる」とする一国社会主義論を唱え、金属工業を重視した。しかし、1925年には「商品飢饉」が起きると、スターリン政権は、穀物や木材の輸出による利益（差益）による解決を決定し、農民から穀物を安く買い上げた。
ネップで農業生産は拡大したが、商品価値の高い生産に集中するようになり、穀物の供給が滞るようになった。スターリンはネップを終わらせ、計画経済への転換によるソ連の工業化をはかった。1928年から第一次五カ年計画が始まり、鉄鋼生産の増強、農業の集団化、電化や機械化に重点を置いた工業化が達成された。1928年と1937年を比較すると、石炭は3倍強、粗鋼は4倍強の生産高に達しており、工業全体では第一次で2倍、第二次五カ年計画で2.2倍に達したといわれる。同時期に欧米諸国が世界恐慌によって多数の失業者を出し、経済を縮小させたのと比較して、ソ連の経済成長率は世界最高を記録した。

### 農業集団化とクラーク撲滅

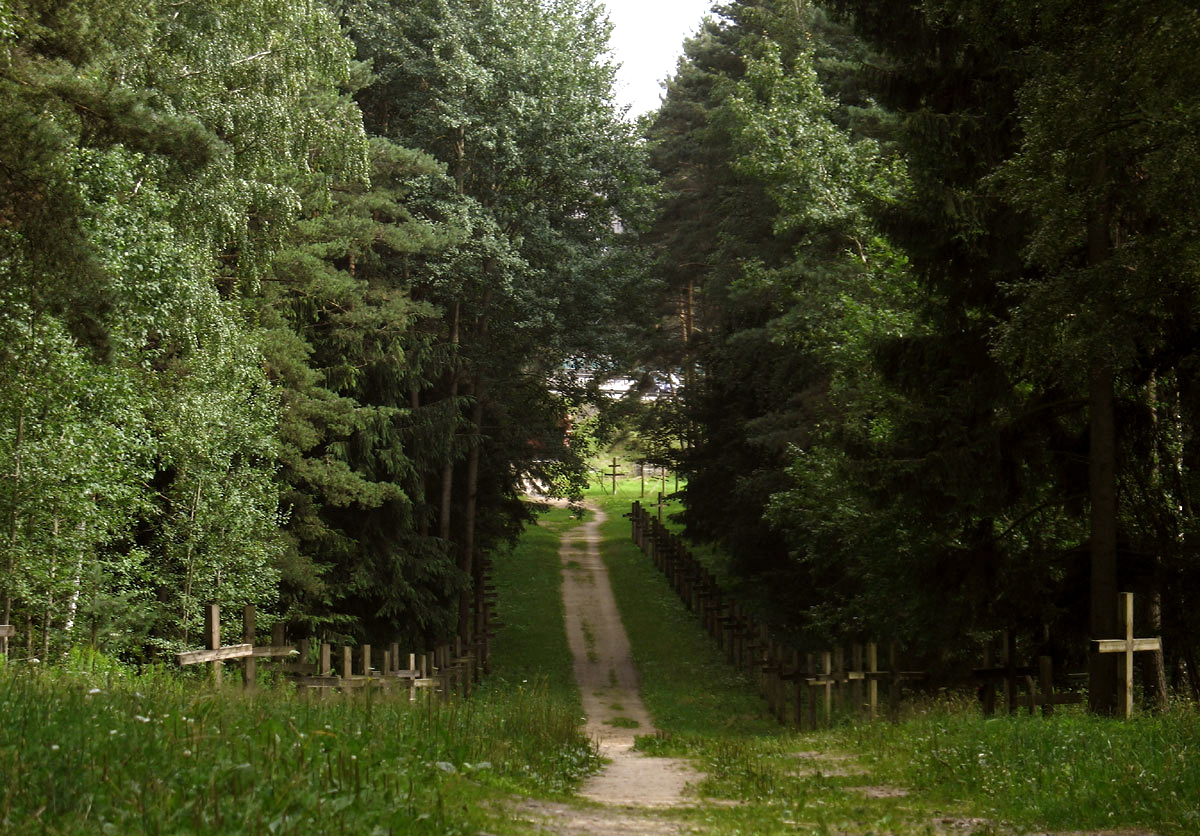
クラパティの森は、ベラルーシと旧ソ連における政治犠牲者の最大の埋葬地である。ソ連崩壊後、秘密文書が公開され、1930年代に25万人がここで射殺され埋葬されたことが記録されている。1990年代には記念碑が建立された。

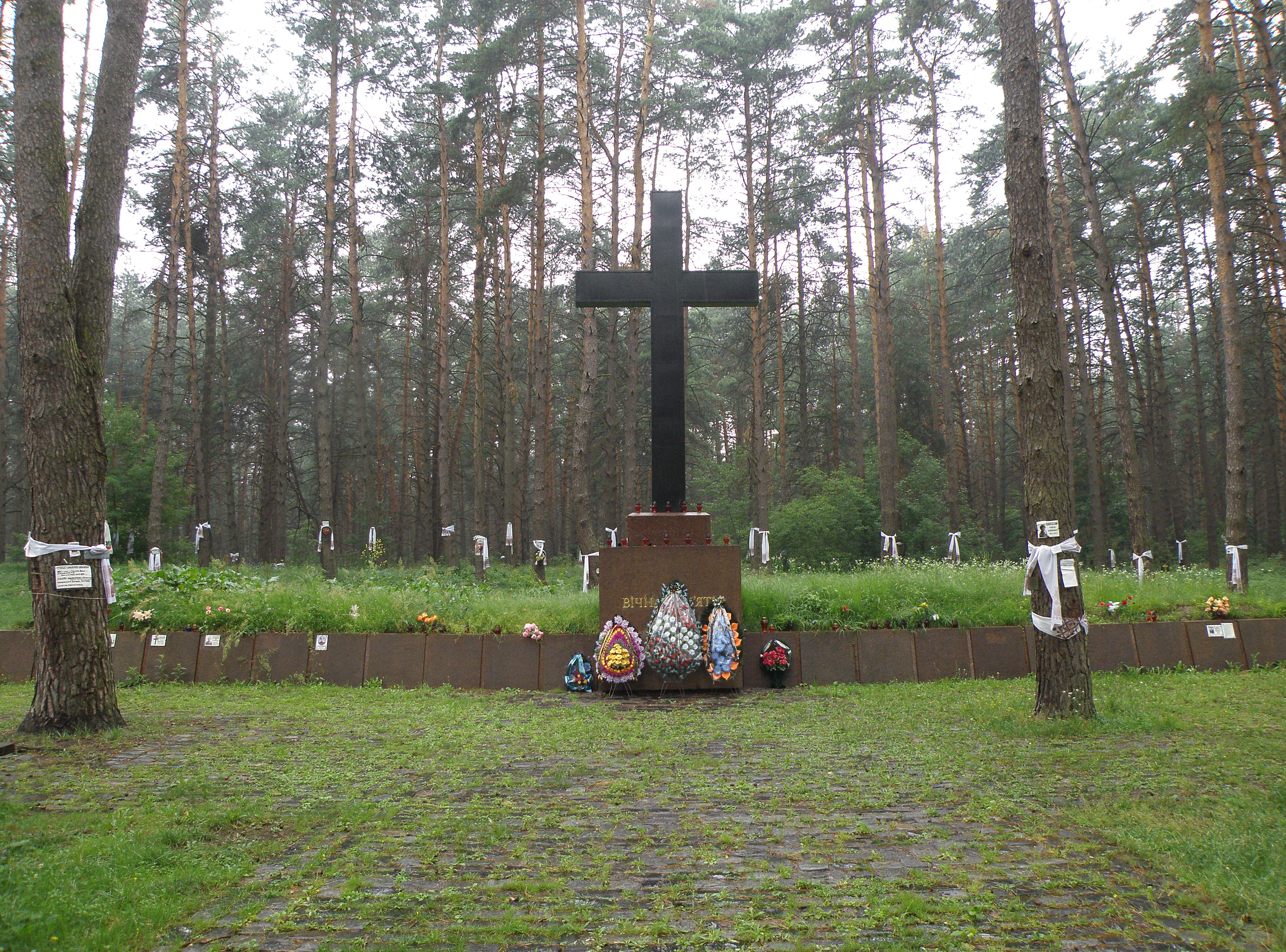
キエフ近郊のブキヴニャの森は、政治弾圧の犠牲者の埋葬地である。ここには約10万基の墓がある。

1927年秋には、農産物を安く買い取る国への販売を農民がしぶったため、穀物の調達難が起こり、都市の食糧難が発生し、これはスターリンの構想を崩壊させかねない危機となった。スターリンは穀物調達難の原因を「クラーク（富農）」にあると決めつけ弾圧を強め、1929年12月には「クラーク階級の抹殺」を宣言した。また、農民を集団農場コルホーズへ編入させ、強引な農業集団化を推進した。餓死者の報告に対して、スターリンは集団化による飢饉は「作り話」で「悪意ある噂」であるとみなし、1932年8月の社会主義的財産保護法で穀物を「横領」した者には全財産の没収をともなう死刑、または10年の自由剥奪に処された。1932年末から1933年初めに国内パスポートが義務づけられたが、農民には交付されなかったため、農民は仕事をもとめて都市に行くこともできなくなった。1932年から1934年にかけてウクライナ、北カフカース、ヴォルガ流域、カザフスタンで飢饉が発生し、数百万人が犠牲となった。カザフスタンでは農業集団化による100万人が死亡し、30%の農民が中国に逃亡した。ウクライナでは400万から600万人が飢饉の犠牲となった（ホロドモール)。北カフカースでも100万人が犠牲になった。ソ連全体の餓死者は600万人から700万人ともいわれ、犠牲者数は諸説ある。さらに工業賃金も上昇せず、労働者の実質賃金も12%近く減少した。
クラーク（富農）と認定された農民は何百万人も極北やシベリアの強制収容所(グラグ)に強制移住させられた。白海・バルト海運河計画などの大規模インフラの建設には、クラークや弾圧された共産党員ら囚人労働者が動員された。レーニンから「党の寵児」と呼ばれ、穏健な計画を唱えたニコライ・ブハーリンはこの時期に失脚した。1930年代の富農撲滅運動では650万人が犠牲となり、強制収容所では350万人が死亡した。

### 戦間期の外交

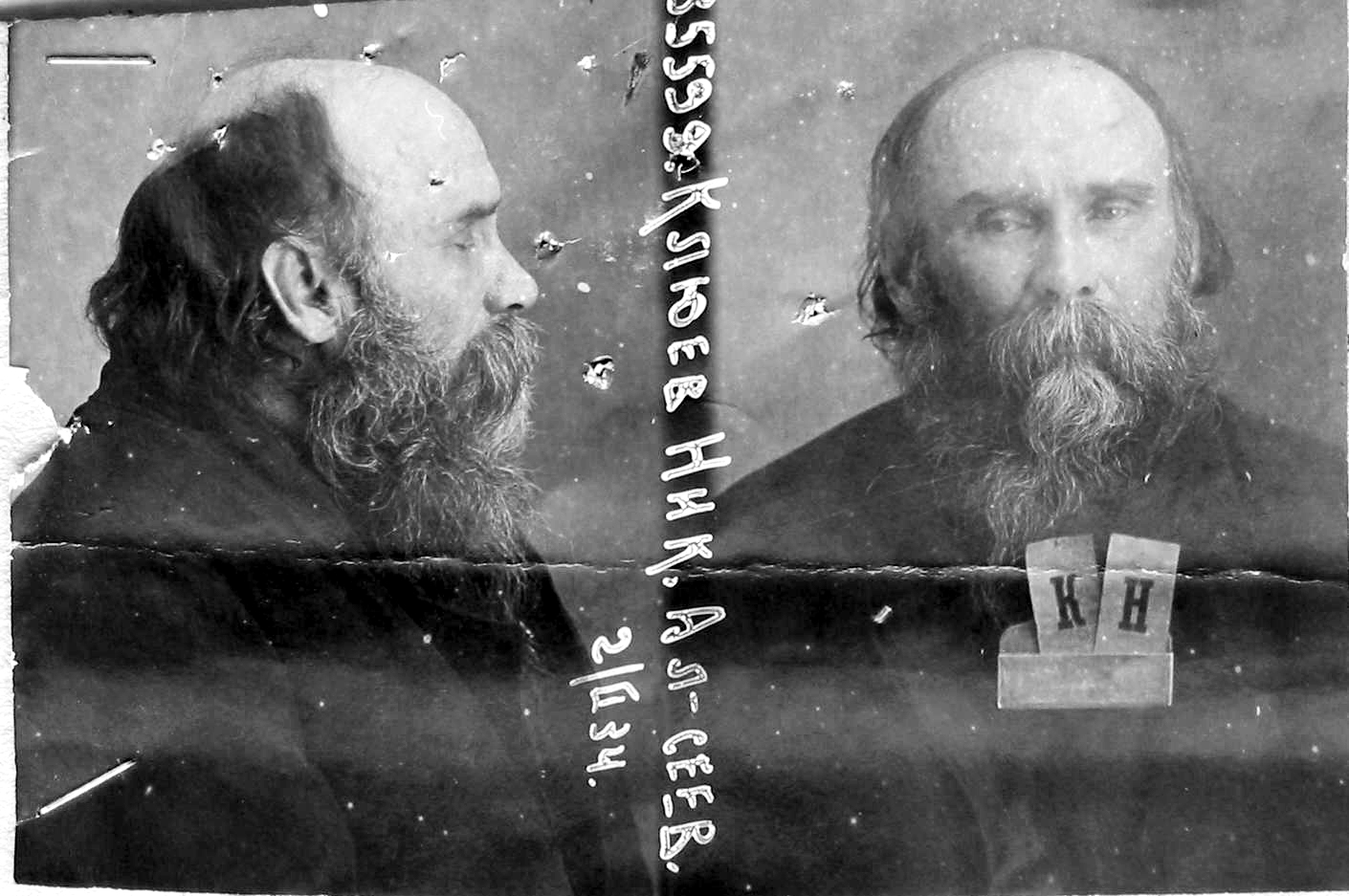
ソ連におけるスターリンの弾圧の最も有名な犠牲者の一人である作家ニコライ・クリュエフは、1937年に処刑された。

外交面では、コミンテルンは当初社会ファシズム論を唱え、社会民主主義勢力への批判を強めていたが、ファシズムやナチズムについてはむしろ容認していた。しかし、ヒトラー内閣成立後、1933年11月にアメリカと国交を樹立。1934年9月には国際連盟に加盟し、常任理事国となった。折りしもドイツではナチ党政権が成立し（ナチス・ドイツ）、1935年には再軍備を宣言した。ソ連はこれに対抗するために、フランスと手を結ぶ東方ロカルノ政策で対抗しようとし、1935年に仏ソ相互援助条約が締結された。コミンテルン第7回大会においても反ファシズム統一戦線の方針が確認され、人民戦線戦術がとられるようになった。赤軍は1934年には60万人から94万人、1935年には130万人に拡大され、1937年にソビエト連邦海軍の設置が行われるなど急速な拡大が続けられた。
しかしながら、イギリス・アメリカ・フランスなど資本主義陣営の中で、ファシズムより共産主義に対する懸念は依然として強く、むしろファシズムを共産主義に対する防波堤として利用しようとする向きもあった。特にそのソ連敵視が如実に表れたのが1936年の第二次エチオピア戦争であり、ファシズムのイタリアによるエチオピア侵攻という事態に対して、ソ連はイタリアに対する非難を行うも、イギリス・フランスはイタリアとの戦争を懸念して何ら制裁を課すことはしなかった。英仏の態度に失望したスターリンは、さらにミュンヘン会談における両国のナチスに対する譲歩がソ連への侵攻を容認しているのではないかという疑惑を深めていく。

### 大粛清

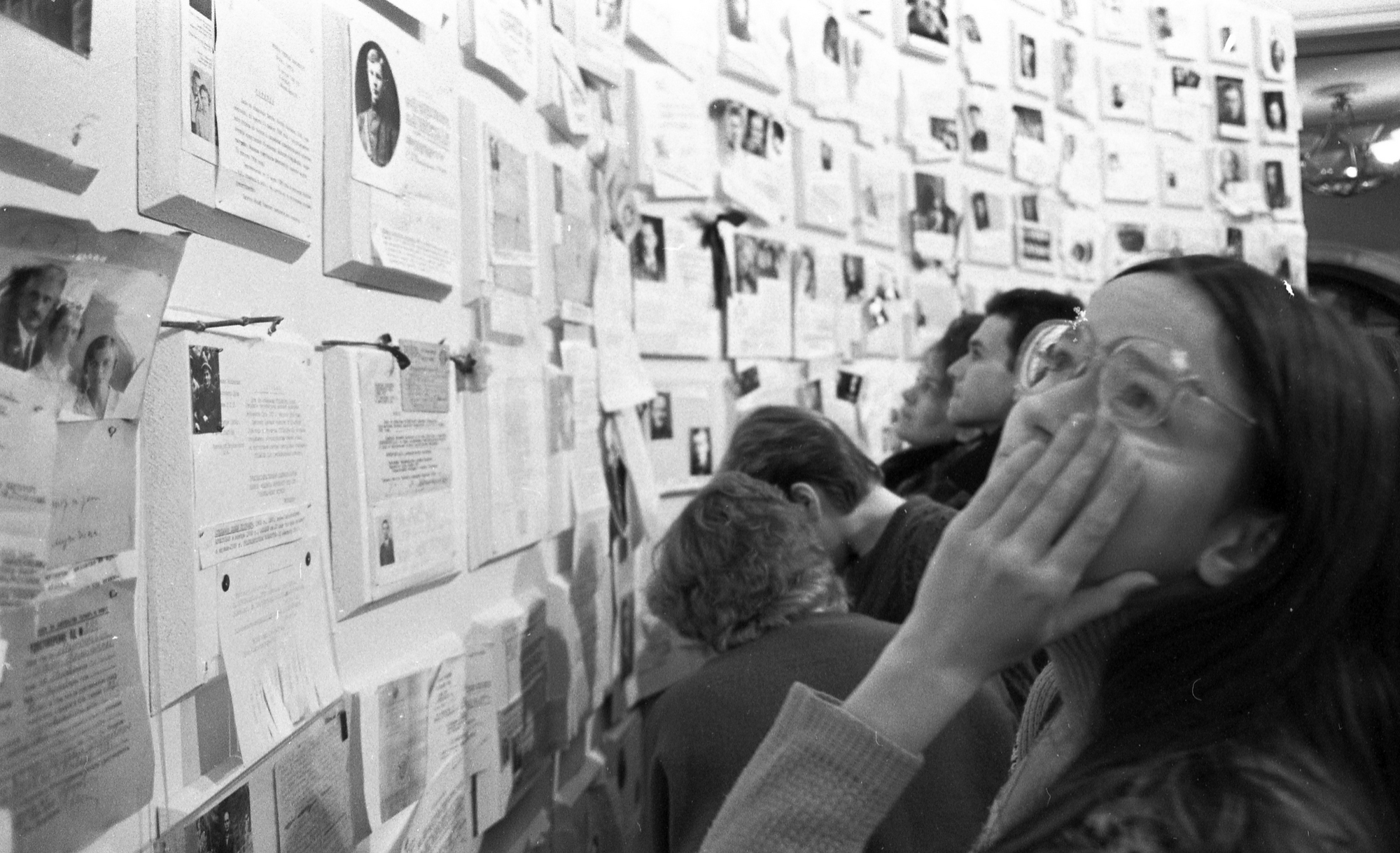
1988年、モスクワのグラーグ強制収容所の犠牲者を追悼する展覧会。

急進する集団化と工業化については、党内のセルゲイ・キーロフやグリゴリー・オルジョニキーゼらといった勢力が穏健化を求めるようになった。その最中に起こった1934年のキーロフ暗殺事件以降、スターリンにより党内の粛清が激化し、ブハーリン、ゲオルギー・ピャタコフ、レーニンの後継人民会議議長であったアレクセイ・ルイコフ、ジノヴィエフ、カーメネフらといった有力党員、ミハイル・トゥハチェフスキーらといった軍人が次々と処刑された。その他多くの党員や軍人、一般国民が死刑もしくは流罪などにより粛清された。この粛清はスターリンの配下である粛清の実行者ですらその対象となり、ゲンリフ・ヤゴーダ、ニコライ・エジョフらもその犠牲となっている。
流罪の受け入れ先として大規模な強制収容所（シベリアのコルィマ鉱山など）が整備された。大粛清による犠牲者数には諸説があるが、当時行われた正式な報告によると、1930年代に「反革命罪」で死刑判決を受けたものは約72万人とされる。この粛清によりスターリンの体制はより強固なものとなった。1938年以降、スターリンが1953年に死去するまで党大会は1回、中央委員会は数回しか開かれず、重要決定は全てスターリンによって行われた。

### 第二次世界大戦
1938年のアンシュルス後、ソ連は「明日ではもう遅すぎるかも知れない」と、英仏に対してファシスト勢力への具体的な集団的行動による対応を求めた。しかしミュンヘン会談によるドイツへの宥和政策は、英仏がドイツの矛先をソ連に向けようとしているというソ連側の疑念を強めさせた。

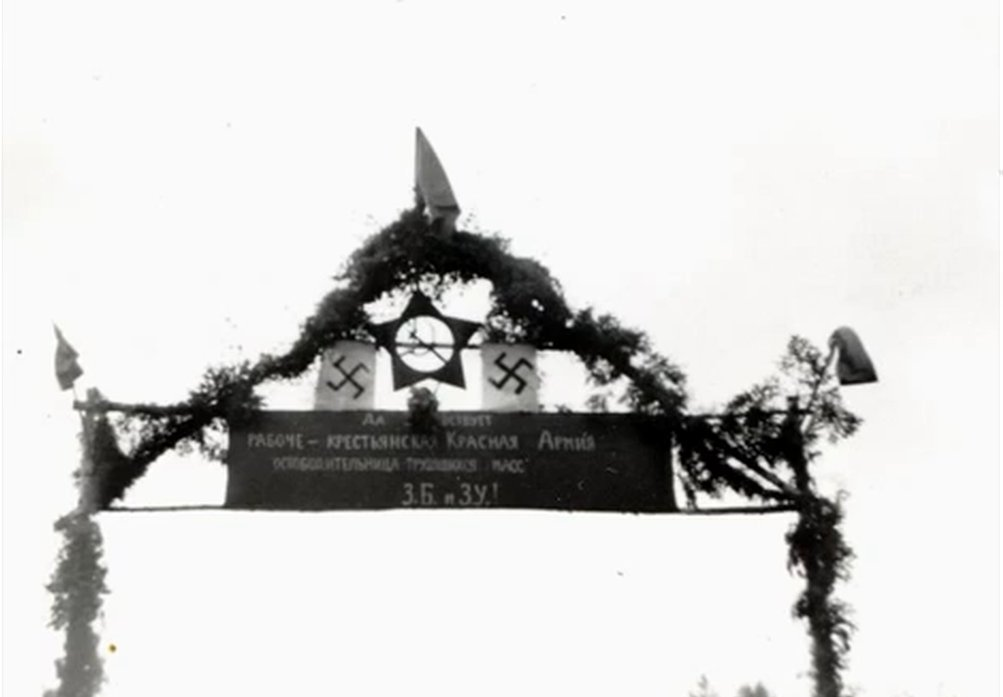
1939年9月22日の第三帝国とソビエト連邦の軍の合同パレードの際、ブレストの入り口のアーチにはソビエトとナチスのシンボルが飾られた。

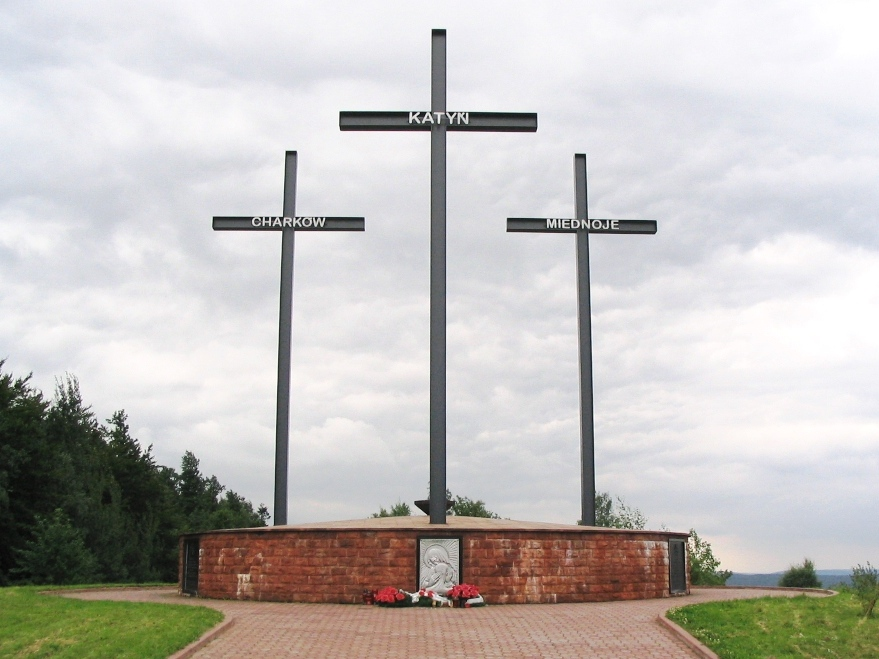
ロシアのカティン、ソ連軍の捕虜となったポーランド人将校が殺害された場所。

ソ連は軍事の拡大を急ぎ、世界最初の機甲部隊の整備を行うなどしていたが、大粛清で赤軍の幹部を失ったことでそのスピードは明らかに低下していた。このため当時のソ連首脳はこの時期のソ連は経済建設期にあり、深刻な戦争には耐えられないと考えており、大戦争の先延ばしを基本政策としていた。1939年、外相がヴャチェスラフ・モロトフに交代した。ポーランド危機が切迫する中、英仏と同時進行してドイツとも提携交渉を行い、8月23日には独ソ不可侵条約を締結した。この条約にはポーランドとバルト3国の分割が付属秘密議定書において取り決められていた。
9月ドイツ軍のポーランド侵攻の際にはソ連・ポーランド不可侵条約を一方的に破棄するとともに侵攻し、ポーランドの東半分を占領した。ソ連側はカーゾン線に沿った範囲であり、ウクライナ人・ベラルーシ人が多数居住する地方であると主張している。

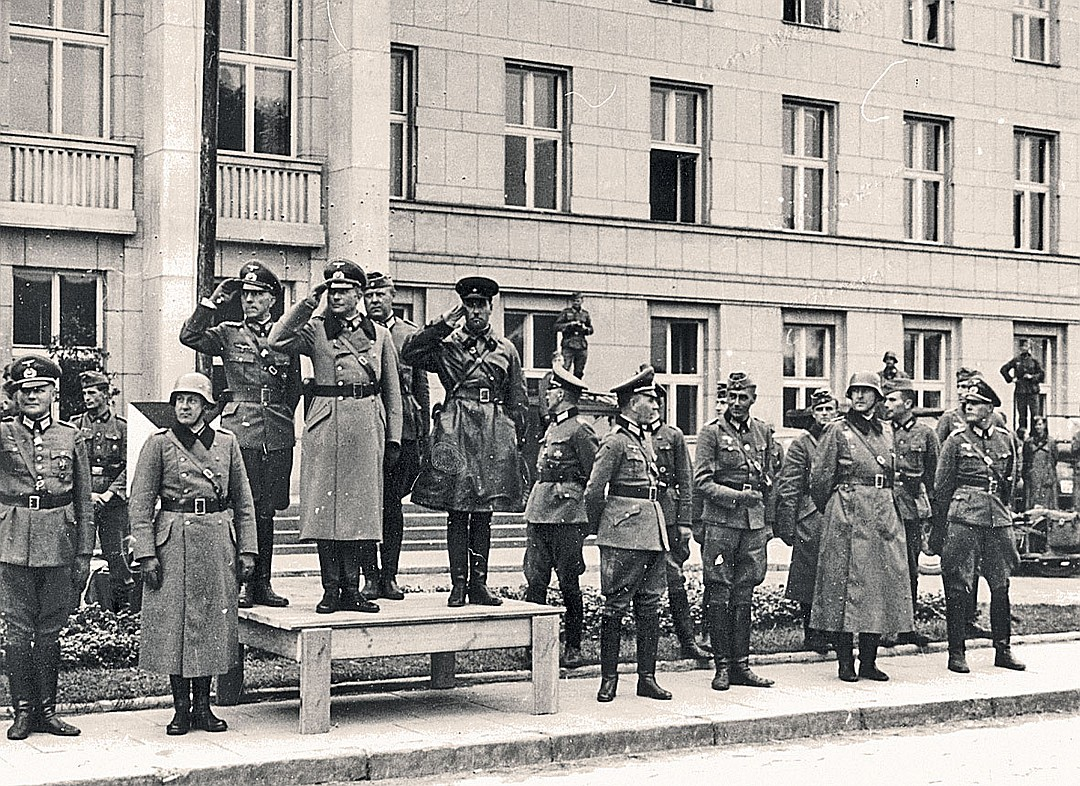
1939年9月22日、ブレストでのドイツ・ソビエト戦勝記念パレード

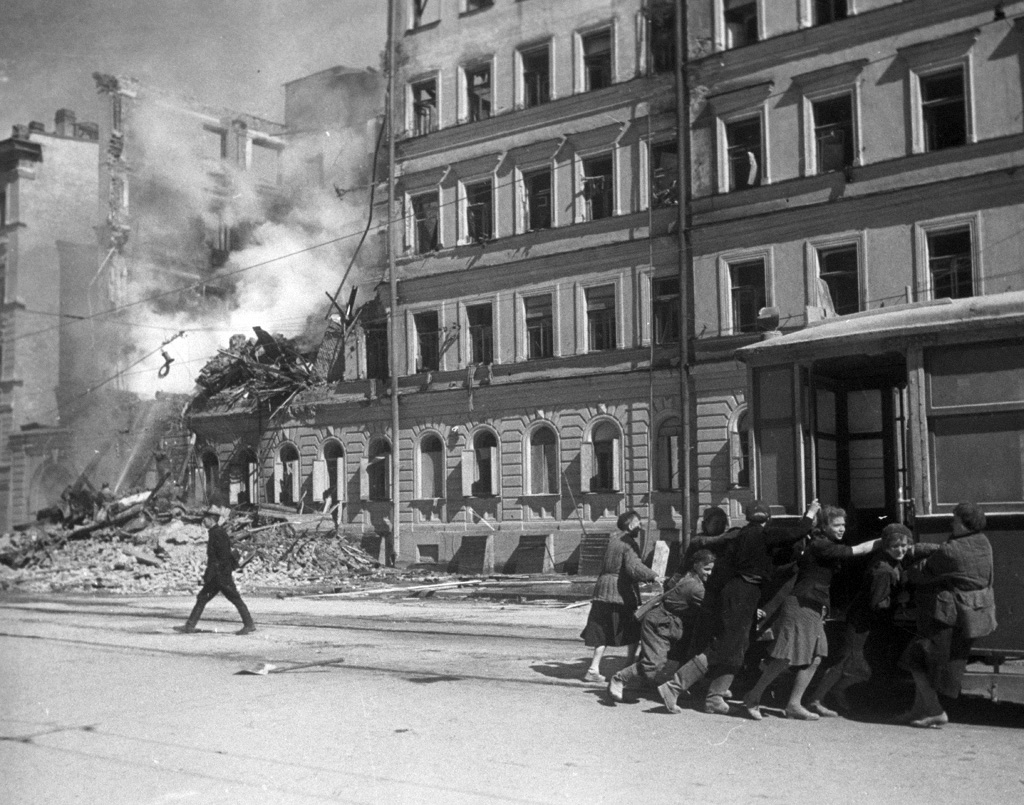
ドイツ軍の爆撃を受けるレニングラード（1942年）

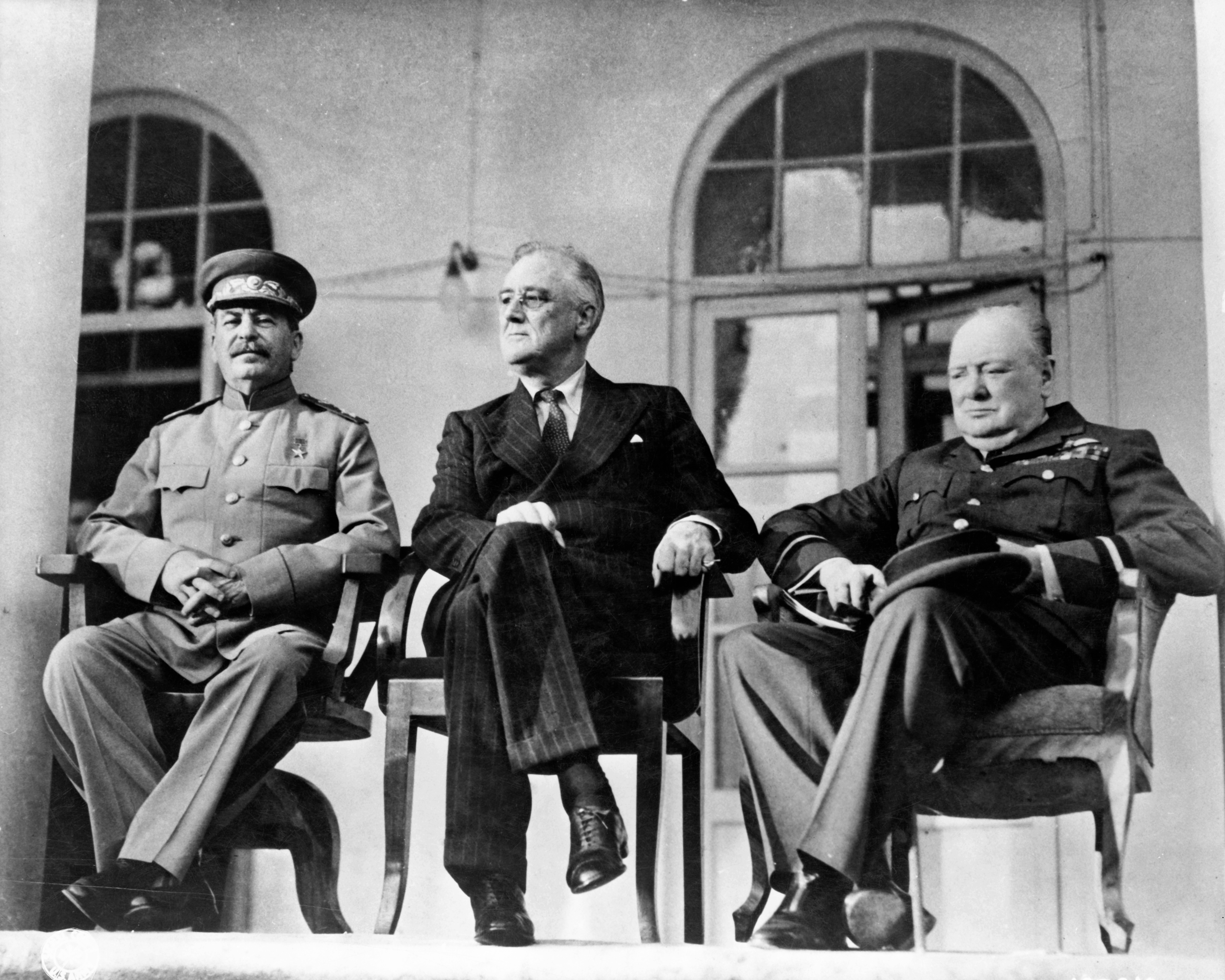
1943年のテヘラン会談にて、左から、ヨシフ・スターリン・ソ連議長、フランクリン・ルーズベルト米大統領、ウィンストン・チャーチル英首相

バルト三国に圧力をかけ、赤軍の通過と親ソ政権の樹立を要求し、その回答を待たずに侵攻、傀儡政権を成立させて併合した。同時にソ連はルーマニアにベッサラビアを割譲するように圧力をかけ、1940年6月にはソ連軍がベッサラビアと北ブコビナに進駐し、割譲させた。さらに隣国のフィンランドを冬戦争により侵略してカレリア地方を併合した。しかしフィンランドの抵抗で思わぬ損害を招き、国際連盟からも追放された。

#### 大祖国戦争
ドイツとの関係は一定の協調関係となっていたが、細部ではきしみが生じていた。ソ連側はドイツ側を刺激しないよう対応し、ドイツ側の侵攻を警戒する情報は放擲された。1941年6月にドイツはバルバロッサ作戦を発動し、独ソ戦が勃発した。これをまったく予期していなかったスターリンはきわめて動転した。英ソはドイツ打倒のために接近し、7月12日に英ソ両国の代表はモスクワに集まって英ソ軍事同盟を締結した。8月25日にはペルシア回廊といわれる補給線を確保するためイランに侵攻、その後占領下に置いた。
ドイツ軍の猛攻で首都モスクワに数十キロメートルにまで迫られ、レニングラード攻防戦やクルスクの戦いなどにより軍民あわせて数百万人の死傷者を出したが、スターリンは戦争を「大祖国戦争」と位置づけて国民の愛国心に訴え、ドイツの占領地で民衆を中心としたパルチザンを組織し敵の補給線を攪乱した。味方が撤退する際には焦土作戦と呼ばれる住民を強制疎開させたうえで家屋、畑などを破壊して焼却する作戦を行い、ドイツ軍の手には何も渡らないようにさせた。連合国側であり西部戦線でドイツ軍と戦うアメリカやイギリスによる膨大な軍事支援（レンドリース法）、また極東における日本による参戦がなかったこともあり、対ドイツ戦に専念できたソ連軍は気候や補給難に苦しむドイツ軍を押し返していった。熾烈な攻防戦の末、1943年2月にスターリングラードの戦いに勝利すると、これを契機にしてソ連は次第に戦局を有利に進めるようになる。1943年5月にはコミンテルンを解散した。

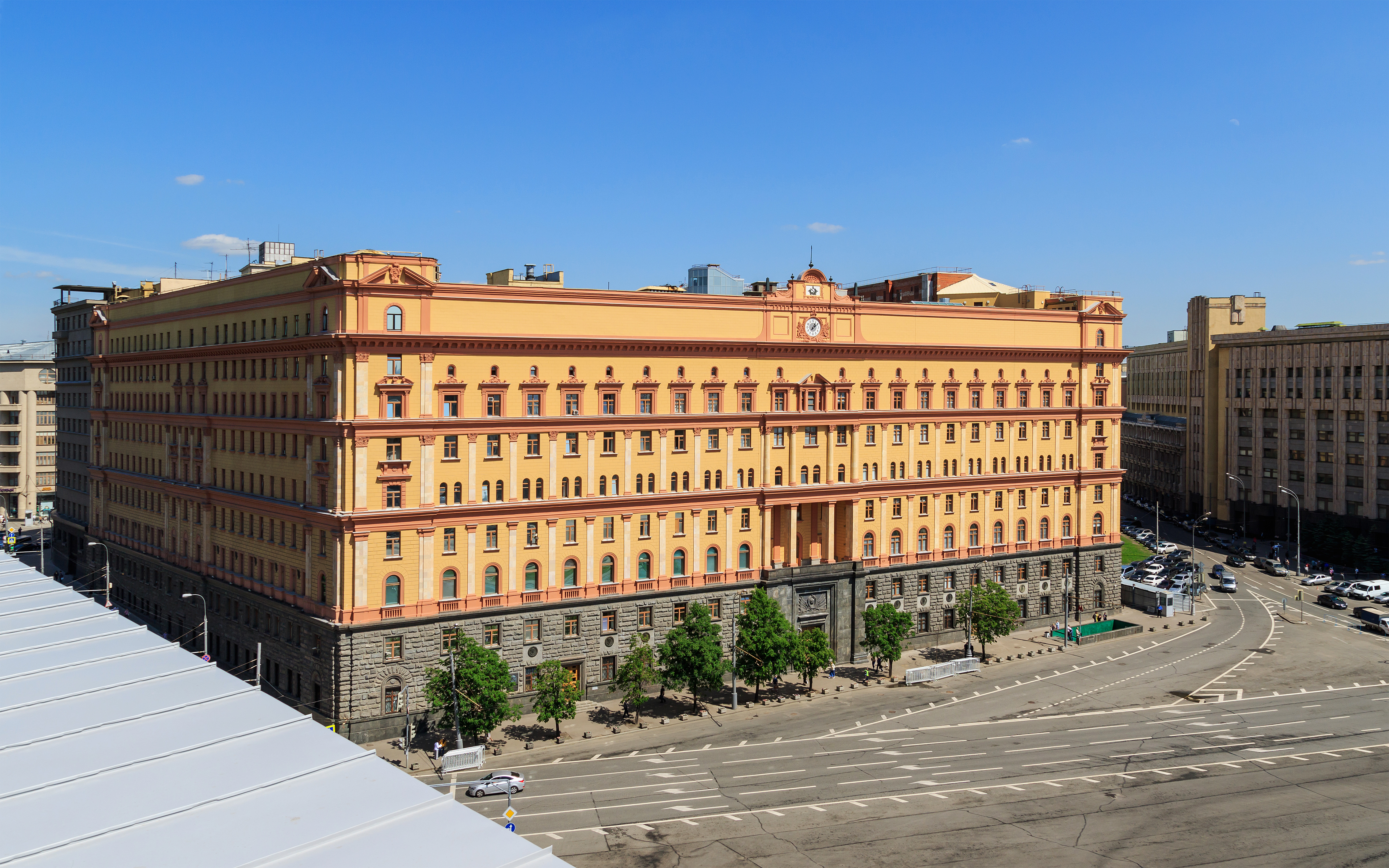
モスクワの内務人民委員部の建物。後に国家保安委員会がここに設置され、ソ連崩壊後はロシア連邦保安庁が置かれ、自国民に対する多くの犯罪を犯した。

スターリンの独裁政権下で作られた強制収容所の地図。

やがてドイツ軍の後退とともにソ連軍は東欧各国を占領した。東欧各国の民衆は、ドイツ軍の占領に対して抵抗の最前線に立った共産主義者たちを支持した。東欧各国の共産党は、赤軍の圧力と民衆の支持を背景に、ソ連型社会主義をモデルにした社会主義政権を各地で樹立した。1945年5月、ソ連軍はドイツの首都であるベルリンを陥落させ、ドイツ軍を降伏に追い込んだ。
1945年8月8日、ソ連は日ソ中立条約を一方的に破棄して日本に宣戦布告した。これは連合国首脳によるヤルタ会議における密約（ヤルタ協定）に基づくものであったが、ソ連軍は日本の千島列島や南樺太、朝鮮半島北部、そして日本の同盟国の満洲国に対し侵攻した。この際のソ連軍の行動は、中立条約の破棄や日本の民間人に対する暴虐、そして戦後の捕虜のシベリア抑留や北方領土問題など、戦後の日ソ関係に大きなしこりを生む原因となった。

#### 終戦
第二次世界大戦の期間中に2700万以上のソ連国民が死亡するなど大きな犠牲を出した。一方でその勝利に大きく貢献したことで国家の威信を高め、世界における超大国の地位を確立した。大戦期間中にはヤルタ会談などの戦後秩序構築にあたっての会議にも深く関与している。国際連合創設にも大きく関与し、安全保障理事会の常任理事国となっている。さらに占領地域であった東欧諸国への影響を強め、衛星国化していった。その一方、ドイツ、ポーランド、チェコスロバキアからそれぞれ領土を獲得し、西方へ大きく領土を拡大した。 開戦前に併合したエストニア、ラトビア、リトアニアのバルト三国の併合、ルーマニアから獲得したベッサラビア（現在のモルドバ）の領有を承認させ、これらの新領土から多くの住民を追放あるいはシベリアなどに強制移住させ、代わりにロシア人を移住させた。
極東では日本の領土であった南樺太および千島列島を占領し、領有を宣言した。さらに、1945年8月14日に連合国の一国にあたる中華民国との間に中ソ友好同盟条約を締結し、日本が旧満洲に持っていた各種権益のうち、関東州の旅順・大連の両港の租借権や旧東清鉄道（南満洲鉄道の一部）の管理権の継承を中華民国に認めさせた（中華人民共和国建国後に返還）。

### 冷戦の開始とフルシチョフ時代

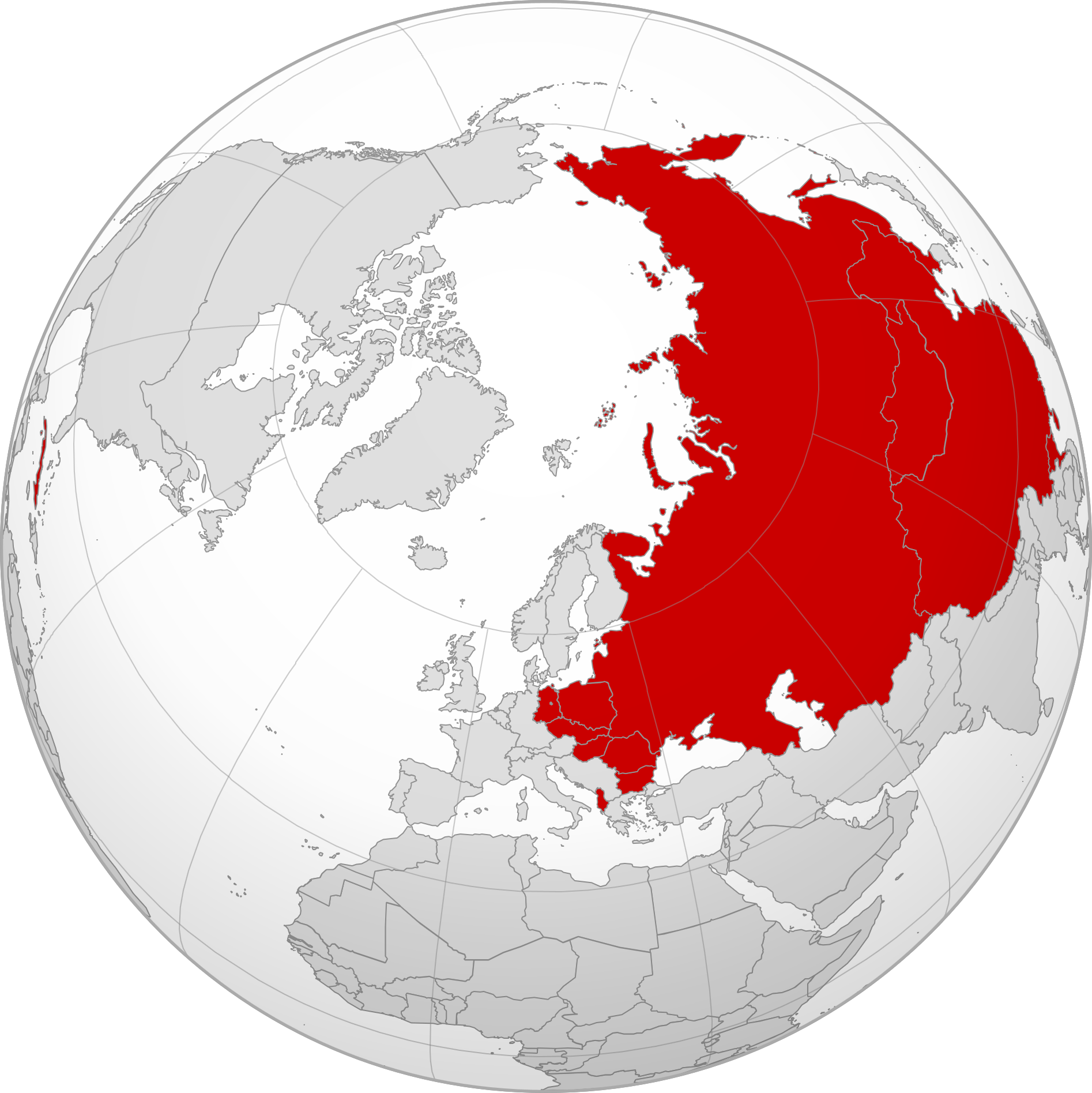
1959年のキューバ革命以後および1961年の中ソ対立以前における、ソ連およびソ連をモデルとした政府下のその他国々

戦後ソ連はドイツの支配からソ連の支配圏とした東ヨーロッパ諸国の反対派を粛清し、スターリン主義的な社会主義政権を導入しこれらをソ連の衛星国とした。ワルシャワ条約機構などにおける東側諸国のリーダーとして、アメリカ合衆国をリーダーとする資本主義（西側諸国）陣営に対抗した。スターリン政権下ではベルリン封鎖などの行動や朝鮮戦争などの世界各地での代理戦争という形で冷戦と呼ばれる対立関係が形成された。
1953年、スターリンが死去し、ゲオルギー・マレンコフとニキータ・フルシチョフによる共同指導体制が始まった。スターリン体制下で恐怖政治の主導者となったラヴレンチー・ベリヤは処刑され、スターリン路線の行き過ぎた独裁政策が大幅に緩和された。1955年にはマレンコフが失脚し、フルシチョフによる指導体制が確立した。1956年にはスターリン批判を行い、大粛清への告発と、スターリン体制からの決別が表明された。これは東欧諸国にも強い衝撃を与え、各国では政治改革の動きや反体制運動（ポズナン暴動など）が発生したが、ハンガリー動乱には武力介入してこれを鎮圧した。反対派を殺害・処刑・投獄し、各国政権に圧力をかけ収拾させた。一方で、スターリン批判は中華人民共和国の反発を招き、中ソ対立が進行することになった。アルバニアのエンヴェル・ホッジャもスターリン批判を行ったソ連を非難し、ワルシャワ条約機構を脱退することに至る。朝鮮民主主義人民共和国ではソ連型の社会主義体制を目指すソ連派が金日成排除のクーデターを画策するが、失敗し、勢力が一掃された。
フルシチョフ時代にも軍拡は推し進められており、核兵器とミサイル兵器の配備が進んでいた。1962年のキューバ危機は核戦争の危機を世界に知らしめることになり、その後はアメリカとの関係は改善が進んだ（雪解け）。しかしベトナム戦争やアフリカ・南アメリカでの、代理戦争と呼ばれる紛争は継続していた。
フルシチョフは食料生産に力を注ぎ一時的には大きな成功を収めるものの、あまりにも急な農業生産の拡大により農地の非栄養化、砂漠化が進んだ結果、ソ連は食料を国外から輸入しなければならない事態に追い込まれた。

### 停滞の時代

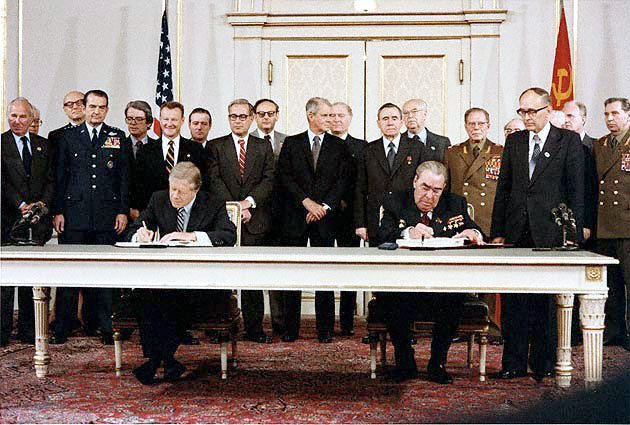
1979年6月18日、第二次戦略兵器制限交渉 (SALT II) の調印を行うレオニード・ブレジネフ・ソ連書記長およびジミー・カーター米大統領

1964年に、フルシチョフは農業政策の失敗と西側諸国に対して寛容な政策をとったことを理由に失脚させられた。代わってレオニード・ブレジネフが指導者となった。しかし中華人民共和国とは、中ソ対立が激化したことによって、両国の関係はほぼ断絶状態に近くなり、1970年代には米中国交正常化による中華人民共和国の西側への接近を許すことになった。ソ連は東欧諸国を勢力圏下に置き続けるため、1968年には「制限主権論（いわゆるブレジネフ・ドクトリン）」の名の下にチェコスロバキア社会主義共和国の民主的改革（プラハの春）に対して介入し、ソ連は強い国際社会の批判を浴びるようになった。この状況でソ連は西側諸国との協調を図るようになり（デタント）、戦略兵器制限交渉などが行われた。
プラハの春を武力で弾圧した事実は、同じ共産主義陣営の中にも動揺を生んだ。中華人民共和国はソ連を「社会帝国主義」と批判し、ルーマニア社会主義共和国のニコラエ・チャウシェスクも同様にソ連を批判して西側諸国に接近し、独自外交を展開。1973年のチリ・クーデター後に誕生したアウグスト・ピノチェト政権に対してソ連を中心とした東側諸国が国交断絶を行う中で、中国とルーマニアは関係を維持し続けた。西側諸国の共産党においてもイタリア共産党やスペイン共産党がソ連型社会主義と決別するユーロコミュニズムを採択するなど、国際共産主義運動は分裂状態に陥った。
1963年2月、仏ソ通商条約。1965年、仏ソ原子力平和利用協定。そしてベトナム戦争でホー・チ・ミン率いる北ベトナムを支援した（旧フランス領インドシナ）。1966年1月、日ソ航空協定。1969年にはかねて対立していた中華人民共和国と珍宝島/ダマンスキー島をめぐって中ソ国境紛争を戦った。1970年1月にイタリアと、2月には西ドイツと貿易協定。1971年3月、仏ソウラン協定。10月、仏ソ共同宣言・仏ソ新経済協力協定。1972年、ソ連は凶作のため穀物メジャーを頼った。1974年5月、英ソ経済協力協定。12月、仏ソ首脳会談で経済協力5カ年協定。1975年1月、米ソ通商協定破棄を通告。10月、米ソ穀物協定。1976年3月、日米ソ3か国がヤクート天然ガス探査協定。11月、米ソ漁業協定。1977年3月、排他的経済水域を実施。
1979年12月、ソ連はアフガニスタンの共産主義政権がソ連と距離を取ろうとしていると見なして、アフガニスタンへの侵攻を行った。これはパキスタン、サウジアラビア、イランなどといった一部のイスラム諸国および西側諸国、中華人民共和国による猛反発を受け、翌年に行われたモスクワオリンピックの大量ボイコットを招き、デタントの流れは終焉した。アメリカはチャーリー・ウィルソンらCIAの支援の下でイスラム・ゲリラに対して支援を行い、アフガニスタンでの戦闘は泥沼化して1989年まで続き、国際社会からの孤立を招いただけでなく、多大な人命と戦費の損失を招いた。さらにソ連を「悪の帝国」と名指しで批判するロナルド・レーガン大統領政権下のアメリカとの軍拡競争がさらに激化するようになった。1983年9月には大韓航空機撃墜事件が発生したことで西側諸国との緊張はさらに増した。
ブレジネフ政権は18年にわたった長期政権だった。停滞しつつも安定し、ソ連の歴史上、初めて飢餓も騒擾事件も粛清もなかった。この時代について、ブレジネフは「発達した社会主義」と称していた。その代わり、改革はまるで行われず官僚主義による党官僚の特権階級化（ノーメンクラトゥーラ）、ブレジネフ一族の縁故主義など体制の腐敗が進んだ。経済面でも、1960年代ごろまで10%を誇った成長率は次第に鈍化していった。そのツケは国民生活に回り、食料や燃料、生活必需品の配給や販売が滞るようになった。改革開放を始めた中華人民共和国を除き、東側諸国全体の経済も1970年代後半から停滞していく事になる。1980年代に入り西側諸国の豊かな生活の情報がソ連国内で入手できるようになると、国民は体制への不満と自由な西側への憧れを強めていくことになる。小麦の生産量は世界一だった農業も慢性的な不振となり、小麦をアメリカから輸入することが恒常化した。しかしデタントの終焉後は穀物輸入も逼迫し、さらに経済の悪化を招いた。技術競争でもアメリカや日本に大きな遅れをとるようになり、ソ連崩壊の直前はGNPも日本に抜かれて3位となる。

### ペレストロイカ

ロナルド・レーガン米大統領と1対1で会談を行うミハイル・ゴルバチョフ書記長

1982年に死去したブレジネフの後継者となったユーリ・アンドロポフ、コンスタンティン・チェルネンコと老齢の指導者が相次いで政権の座に就いた。しかし、共に就任後間もなく闘病生活に入りそのまま病死したため、経済問題を中心とした内政のみならず、外交やアフガニスタン問題についてさえも具体的な政策をほとんど実行に移せず、ブレジネフ体制以来の長老支配を内外に印象づけることになった。
その後、この両名の時代においてますます深刻化した経済的危機を打開すべく、1985年3月に誕生したミハイル・ゴルバチョフ政権は社会主義体制の改革・刷新を掲げ、ペレストロイカ（改革）を推し進めた。ゴルバチョフの選出は一晩かけての会議で決定された。
これにより長きにわたった一党独裁体制下で腐敗した政治体制の改革が進められた。1988年にはそれまでのソ連最高会議に代わり人民代議員大会創設が決定され、翌年3月26日にはソ連初の民主的選挙である第1回人民代議員大会選挙が実施された。ゴルバチョフは人民代議員を国民の直接選挙で選ばせることによって、改革の支障となっていた保守官僚（アパラチキ）を一掃しようと試みた。1986年4月に発生したチェルノブイリ原子力発電所事故の対応の遅れと隠蔽によってソ連の深刻な官僚主義体質が露呈すると、ゴルバチョフはグラスノスチを本格化させ、情報統制の緩和を進めた。これを受けて、ソ連国民の間では歴史の見直しや、活発な政治討論などが行われるようになった。
グラスノスチの進展にともない国民の間では民主化要求が拡大、それを受けてソ連共産党の指導的役割を定めたソ連憲法第6条は削除され、1990年にはソ連共産党による一党独裁制の放棄、そして複数政党制と大統領制の導入が決定された。同年3月15日、人民代議員による間接選挙によって、ゴルバチョフが初代ソ連大統領に選出された。同時期に当局の検閲を廃止した新聞法が制定された。
しかし、これらの一連の政治経済改革は一定の成果を上げた反面、改革の範囲やスピードをめぐってソ連共産党内の内部抗争を激化させた。特に保守派は、改革の進展により軍産複合体など自らの既得権益が失われることに強く反発した。そして、共産党はエリツィンら急進改革派とゴルバチョフら穏健改革派、そして保守派のグループに分裂した。党内の分裂もあって国内の経済改革は遅々としたものとなり、経済危機を一層深刻化させた。こうした状況の中でエリツィンは保守派が幅を利かせる共産党に見切りをつけ、1990年7月のソ連共産党第28回大会を機に離党し、ポポフ、サプチャーク、アファナーシェフ、サハロフらとともに非共産党系の政治組織である地域間代議員グループを結成、共産党に対抗した。一方、穏健改革派のゴルバチョフは保守派と急進改革派の板挟みになり、抜本的な改革を推進できなかった。
従来の中央集権型の指令経済を破棄し、市場メカニズムを導入することが図られたが、保守派の抵抗などで経済改革は遅れ、国内ではインフレと物不足が深刻化した。市民の間では、事態を打開できないゴルバチョフらソ連共産党に対する批判が高まった。こうした国民の不満を吸収したのがエリツィンら急進改革派である。1991年6月12日にはロシア共和国大統領選挙が実施されてエリツィン・ロシア共和国最高会議議長が当選し、7月10日に就任した。ロシア共和国大統領選挙と同日にモスクワ市長選挙、レニングラード市長選挙がそれぞれ実施され、ポポフがモスクワ市長に、サプチャークがレニングラード市長に当選した。こうした急進改革派の躍進は保守派を焦らせ、のちの8月クーデターへと駆り立てる要因の一つとなった。

### 民族問題の再燃と連邦制の動揺

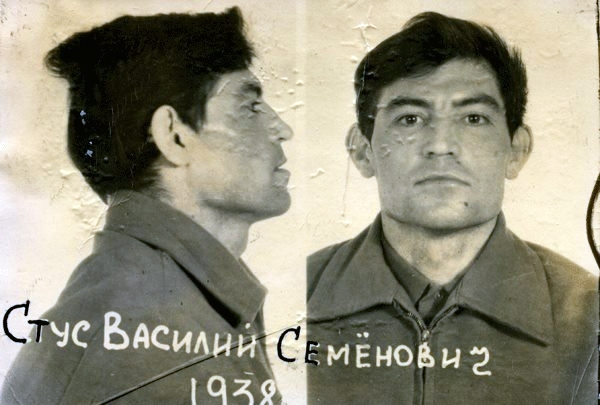
ヴァシル・ストス。ウクライナ出身の作家・人権活動家・ソ連反体制活動家。

ペレストロイカは東西の緊張緩和や東欧民主化、そしてソ連国内の政治改革において大きな成果を上げたものの、改革が進むにつれて共産党権力の弱体化と、連邦政府の各共和国に対する統制力の低下という事態を招いた。こうした中で、国内では封印されていた民族問題の先鋭化と各共和国の主権拡大を要求する動きが生まれた。
1986年12月にはペレストロイカ開始後初めての民族暴動であるアルマアタ事件がカザフ共和国で発生した。1988年からはナゴルノ・カラバフ自治州の帰属をめぐってアルメニア共和国とアゼルバイジャン共和国との間に大規模な紛争が発生、グルジアやモルダヴィア共和国でも民族間の衝突が起きた。
1990年3月11日には反ソ連の急先鋒と見られていたバルト3国のリトアニア共和国が連邦からの独立を宣言、ゴルバチョフ政権は経済制裁を実施し、宣言を撤回させたものの、同年3月30日にはエストニア共和国が、5月4日にはラトビア共和国が独立を宣言した。1990年5月29日にはロシア連邦共和国最高会議議長に急進改革派のエリツィンが当選、同年6月12日にはロシア連邦共和国が、7月16日にはウクライナ共和国が共和国の主権は連邦の主権に優越するという国家主権宣言を行い、各共和国もこれに続いた。こうした民族運動の高揚と連邦からの自立を求める各共和国の動きは、ゴルバチョフ自身が推進したペレストロイカとグラスノスチによって引き起こされたと言える半面、連邦最高会議で保守派との抗争に敗れた急進改革派が各共和国の最高会議に移り、そこでそれらの運動を指揮しているという側面もあった。特にソ連の全面積の76%、全人口の51%、そして他の共和国と比較して圧倒的な経済力を擁するロシア共和国の元首に急進改革派のエリツィンが就任したことは大きな意味を持っていた。

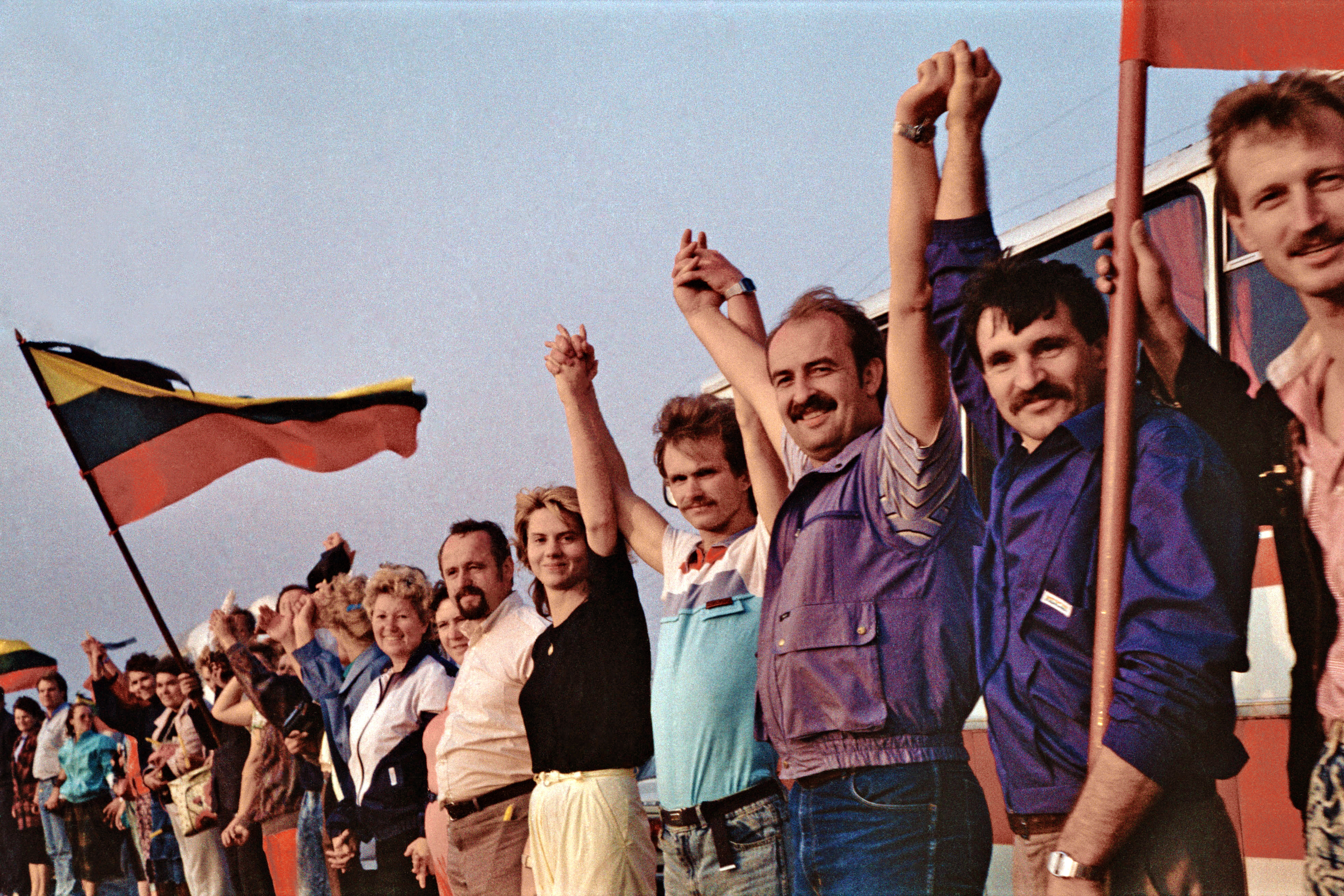
バルティックウェイ運動の参加者。

従来の中央集権型の連邦制が動揺する中でゴルバチョフは連邦が有していた権限を各共和国へ大幅に移譲し、主権国家の連合として連邦を再編するという新構想を明らかにした。その上でまず枠組みとなる新連邦条約を締結するため各共和国との調整を進めた。1991年3月17日には新連邦条約締結の布石として連邦制維持の賛否を問う国民投票が各共和国で行われ、投票者の76.4%が連邦制維持に賛成票を投じることとなった。この国民投票の結果を受け4月23日、ゴルバチョフ・ソ連大統領と国民投票に参加した9共和国の元首が集まり、その後、各共和国との間に新連邦条約を締結し、連邦を構成する各共和国への大幅な権限委譲と連邦の再編を行うことで合意した。その際、国名をそれまでの「ソビエト社会主義共和国連邦」から社会主義の文字を廃止し、「ソビエト主権共和国連邦」に変更することも決定された。

### 冷戦終結

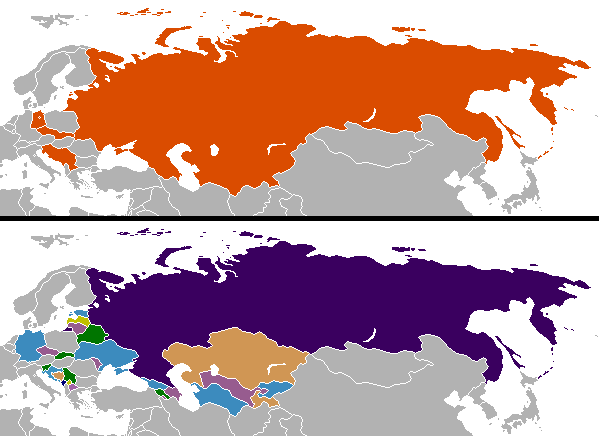
冷戦終結後の国境の変化

1987年12月にはアメリカとの間で中距離核戦力全廃条約が締結され、翌1988年5月からはソ連軍がアフガニスタンから撤退を開始した。同時に東欧各国に駐留していたソ連軍の一部も、本国への引き上げを行った。
ゴルバチョフは1988年3月の新ベオグラード宣言の中でブレジネフ・ドクトリンの否定、東欧諸国へのソ連の内政不干渉を表明していたが、これを受け1989年から1990年にかけてドイツ民主共和国（東ドイツ）やハンガリー人民共和国、ポーランド人民共和国やチェコスロバキアなどの衛星国が相次いで民主化を達成した。そのほとんどは事実上の無血革命であったが、ルーマニアでは一時的に体制派と改革派の間で戦闘状態となり、長年独裁体制を強いてきたニコラエ・チャウシェスク大統領が処刑され、流血の革命となった。ソビエト連邦はかつてのハンガリー動乱やプラハの春の時とは異なり、これらの衛星国における改革に対して不介入を表明し、これらの政府による国民に対する武力行使に対しては明確に嫌悪感を示した。
このような流れの中で、ソビエト連邦を含む東側諸国の相次ぐ民主化により東西の冷戦構造は事実上崩壊し、これらの動きを受けて1989年12月2日から12月3日にかけて地中海のマルタでゴルバチョフとアメリカ大統領のジョージ・H・W・ブッシュが会談し、正式に冷戦の終結を宣言した（マルタ会談）。

### 崩壊
国内では1991年8月20日の新連邦条約締結に向けて準備が進められていた。しかし、新連邦条約締結が各共和国の独立と自らの権力基盤の喪失に結びつくことを危惧したゲンナジー・ヤナーエフ副大統領、ウラジーミル・クリュチコフKGB議長、ドミトリー・ヤゾフ国防相ら8人のソ連共産党中央委員会メンバーらによって条約締結を目前に控えた8月19日にクーデターが発生、ゴルバチョフを軟禁して条約締結阻止を試みたものの、ボリス・エリツィンら改革派がこれに抵抗し、さらに軍や国民の多く、加えてアメリカやフランス、日本やイギリスなどの西側諸国の大半もクーデターを支持しなかったことから完全に失敗に終わった。
クーデターの失敗によって新連邦条約締結は挫折、クーデターを起こしたソ連共産党中央委員会メンバーらは逮捕された。クーデターを起こしたメンバーはいずれも共産党の主要幹部でゴルバチョフの直属の部下だったこともあり、共産党とゴルバチョフの権威は失墜した。8月24日、ゴルバチョフは共産党書記長を辞任し、同時に共産党中央委員会の解散を勧告、8月28日、ソ連最高会議はソ連共産党の活動を全面的に禁止する決議を採択し、同党は事実上の解体に追い込まれた。
連邦政府の中核を担い、そして連邦を一つにまとめ上げてきたソ連共産党が解体されたことにより、各共和国を統制することができる政府組織は存在しなくなり、各共和国の元首が独自に権力を持つようになった。そしてこれ以後、実権は各共和国の元首から構成される国家評議会に移っていくことになる。
9月6日、国家評議会はバルト三国の独立を承認した。新連邦条約締結に失敗したゴルバチョフ・ソ連大統領はこの間も連邦制維持に奔走し、11月14日、ロシア共和国とベラルーシ共和国、そして中央アジアの五つの共和国の元首との間で主権国家連邦を創設することで合意、また連邦への加盟を拒んでいる残りの共和国への説得を続けた。しかし12月1日にはウクライナ共和国で独立の是非を問う国民投票が実施され、投票者の90.3%が独立を支持、当初は連邦制維持に賛成していたエリツィン・ロシア連邦共和国大統領も、5000万の人口を擁しソ連第2位の工業国であるウクライナが加盟しない主権国家連邦に、ロシア共和国が加入することは利益にならないとして、12月3日にウクライナ独立を承認しソ連崩壊の流れを決定づけた。

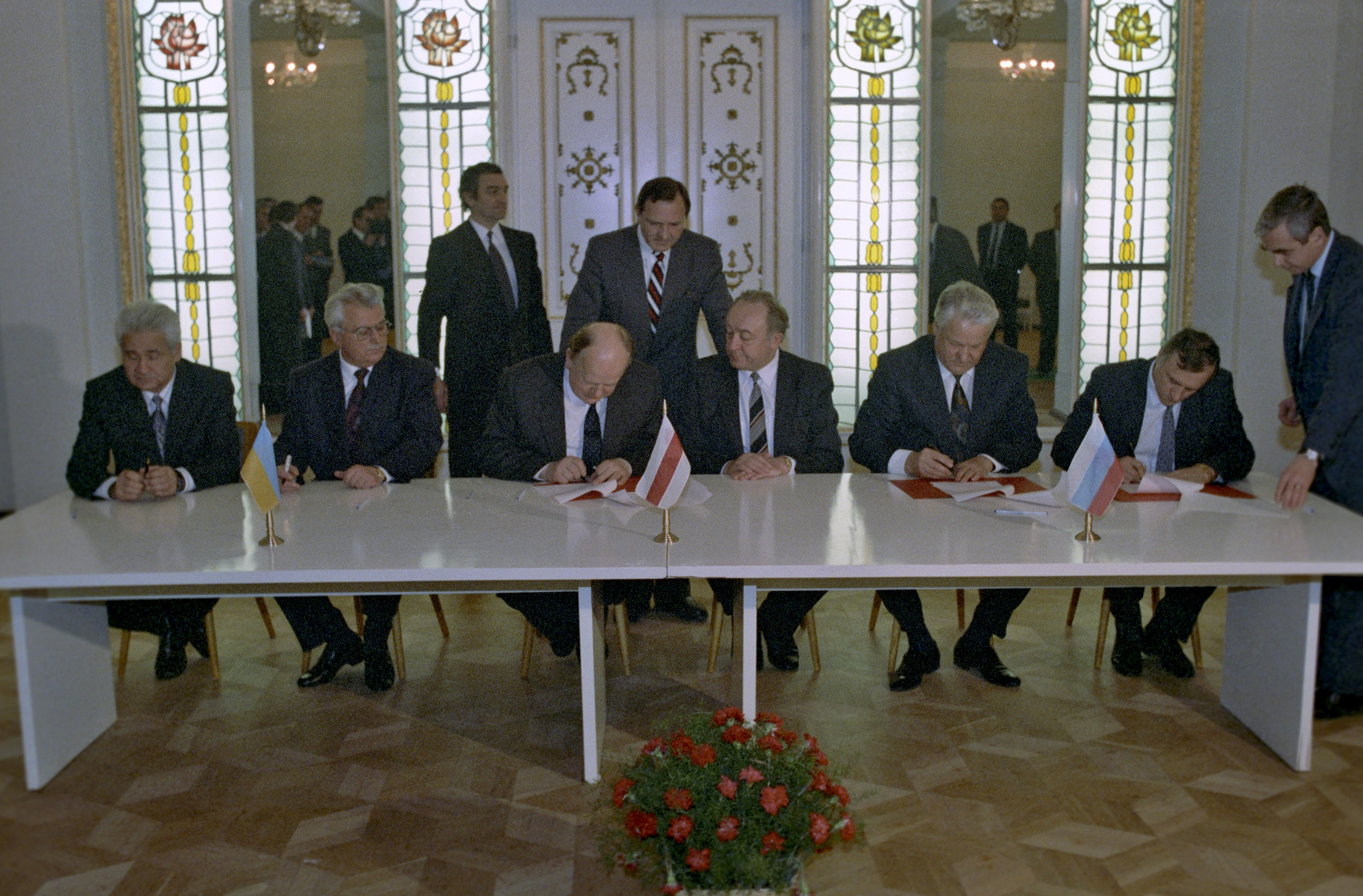
1991年12月、ロシア、ウクライナ、ベラルーシの指導者はソビエト連邦を解体する協定に署名した。

同年12月8日のベロヴェーシ合意において、ロシア、ウクライナ、白ロシア（ベラルーシ）が連邦を離脱して、新たに独立国家共同体（CIS）を創設し、残る諸国もそれにならってCISに加入した。12月17日、ゴルバチョフ大統領は1991年中に連邦政府が活動を停止することを宣言。12月21日、グルジアとすでに独立したバルト三国を除く11のソ連構成共和国元首がCIS発足やソ連解体を決議したアルマアタ宣言を採択、これを受けて12月25日にゴルバチョフはソ連大統領を辞任し、翌日には最高会議も連邦の解体を宣言、ソビエト連邦は崩壊した。

## 地理

### 概要
ソビエト社会主義共和国連邦は国土が22,402,200km2であり、当時において世界一の広さを誇った国であった。そのために隣接していた国は東ヨーロッパ、北ヨーロッパ、中央アジア、東アジアなど幅が広い。
| 国名               | 地域       | 備考               |
| ------------------ | ---------- | ------------------ |
| アフガニスタン王国 | アジア     |                    |
| イラン             | アジア     |                    |
| 北朝鮮             | アジア     |                    |
| チェコスロバキア   | ヨーロッパ |                    |
| 中華人民共和国     | アジア     | ソ連との領土問題有 |
| トルコ             | アジア     |                    |
| ノルウェー         | ヨーロッパ |                    |
| ハンガリー         | ヨーロッパ |                    |
| フィンランド       | ヨーロッパ |                    |
| ブルガリア         | ヨーロッパ |                    |
| ポーランド         | ヨーロッパ |                    |
| モンゴル人民共和国 | アジア     |                    |
| ルーマニア         | ヨーロッパ |                    |

陸続きで隣接した国は、西はノルウェー、フィンランド、ポーランド、チェコスロバキア、ハンガリー、ルーマニア、南はトルコ、イラン、アフガニスタン、モンゴル、中華民国（1949年以降は中華人民共和国）、北朝鮮（1948年以降）であり、海を挟んで南は日本（1945年以前は樺太および当時日本領だった朝鮮で国境を接していた）、東はアメリカ合衆国である。全域で寒波の影響が非常に強力なため、冬季は北極海に面したところや内陸部を中心に、極寒である。そのためなかなか開発が進まず、囚人を酷使した強制労働で多くの命が失われた。
自動車道の開発は遅れたが雪に強い鉄道が発達しており、シベリア鉄道は超長距離路線であるにもかかわらず「共産主義はソビエト権力+全国の電化である」というレーニン以来の方針により電化が進んでおり、軍事輸送や貨物輸送に大いに役立った。
長い国境のうちにはいくつかの領土問題を抱えており、1960年代には軍事紛争（中華人民共和国との間におけるダマンスキー島事件など）になったケースもある。海を隔てた隣国の一つである日本とは、第二次世界大戦から北方領土問題を持っており、この問題はロシア連邦になった現在も解決されていない。フィンランドにもカレリア地域の問題が残されている。
また、ソ連はヨーロッパとアジアの2区域で11の時間帯 (標準時)をまたぐ、世界最大規模の国であったことから、現在ではユーラシアや北アジアと呼ばれることが多い。
サッカーでカザフスタンは欧州の連盟に参加していることからヨーロッパとする見方があるが、トルコ、キプロス、イスラエルなどの西アジアの国々も加盟しており、まったくこれは論拠にならない。
ソ連時代にいわゆる公用語も存在しなかった。すなわちロシア語はソ連の公用語ではなかった。レーニンがオーストロ・マルキシズムやカウツキーの影響のもと、1914年の論文『強制的な国家語は必要か？（Нужен ли обязательный государственный язык?）』において国家語の制定を批判し、スターリンも民族問題の専門家として民族語奨励政策を採用している。

### 汚染地域
ソビエト連邦は超大国であったが軍事や核兵器以外の産業は遅れており、エネルギーの効率や環境対策も遅れていた。そのため汚染地域が多く、ジェルジンスク、ノリリスク、スムガイト（現在はアゼルバイジャン）、チェルノブイリ（同ウクライナ）はきわめて汚染が酷かった。

特にチェルノブイリ原子力発電所事故では広島型原爆の約500発分の放射性降下物がまき散らされ、多くの被災者が出た。核実験場のあったセミパラチンスク（現在はカザフスタン・セメイ）では120万人がいわゆる死の灰を受け、30万人が後遺症の深刻な被害を受けている。

### 環境破壊
1948年にソビエト連邦は「自然改造計画」を実行し、綿花栽培のために大規模な灌漑を始めた結果、1960年を境にアラル海の面積は急激に縮小し干上がることで、1979年には塩分濃度の上昇により魚がほとんど死滅し漁業が潰滅した。砂と塩を巻き上げる砂嵐には塩がたっぷりと含まれており、残留農薬や化学肥料、細菌兵器の残滓など人体に有害な物質が含まれておりぜんそくなどの呼吸疾患が大流行、植物は育たず死の砂漠となり人が住めず農業も成り立たなくなり、多くの村や町が消えていった。
ソ連崩壊後の2005年、カザフスタン政府はアラル海の消滅を食い止めようと、世界銀行などからの支援によってコカラル堤防を建設するなど取り組み北アラル海は回復傾向にあるが、ウズベキスタンの領有する南アラル海は、干上がった湖底で石油・ガスの採掘を行う計画を立てている。

## 地方行政区分
|            |            |            |            |              |              |              |              |              |              |      |      |        |        | ソビエト連邦 |        |        |        |  |  |            |            |            |            |            |            |            |            |            |            |        |        |        |        |  |  |
|            |            |            |            |              |              |              |              |              |              |      |      |        |        |              |        |        |        |  |  |            |            |            |            |            |            |            |            |            |            |        |        |        |        |  |  |
|            |            |            |            | ロシア共和国 | ロシア共和国 | ロシア共和国 | ロシア共和国 | ロシア共和国 | ロシア共和国 |      |      |        |        |              |        |        |        |  |  |            |            |            |            | 構成共和国 | 構成共和国 | 構成共和国 | 構成共和国 | 構成共和国 | 構成共和国 |        |        |        |        |  |  |
|            |            |            |            | ロシア共和国 | ロシア共和国 | ロシア共和国 | ロシア共和国 | ロシア共和国 | ロシア共和国 |      |      |        |        |              |        |        |        |  |  |            |            |            |            | 構成共和国 | 構成共和国 | 構成共和国 | 構成共和国 | 構成共和国 | 構成共和国 |        |        |        |        |  |  |
|            |            |            |            |              |              |              |              |              |              |      |      |        |        |              |        |        |        |  |  |            |            |            |            |            |            |            |            |            |            |        |        |        |        |  |  |
|            |            |            |            |              |              |              |              |              |              |      |      |        |        |              |        |        |        |  |  |            |            |            |            |            |            |            |            |            |            |        |        |        |        |  |  |
| 自治共和国 | 自治共和国 | 自治共和国 | 自治共和国 | 自治共和国   | 自治共和国   |              |              | 地方         | 地方         | 地方 | 地方 | 地方   | 地方   |              |        |        |        |  |  |            |            |            |            |            |            |            |            |            |            |        |        |        |        |  |  |
| 自治共和国 | 自治共和国 | 自治共和国 | 自治共和国 | 自治共和国   | 自治共和国   |              |              | 地方         | 地方         | 地方 | 地方 | 地方   | 地方   |              |        |        |        |  |  |            |            |            |            |            |            |            |            |            |            |        |        |        |        |  |  |
|            |            |            |            |              |              |              |              |              |              |      |      |        |        |              |        |        |        |  |  | 自治共和国 | 自治共和国 | 自治共和国 | 自治共和国 | 自治共和国 | 自治共和国 |            |            | 自治州     | 自治州     | 自治州 | 自治州 | 自治州 | 自治州 |  |  |
|            |            |            |            | 州           |              |              |              |              |              |      |      |        |        |              |        |        |        |  |  | 自治共和国 | 自治共和国 | 自治共和国 | 自治共和国 | 自治共和国 | 自治共和国 |            |            | 自治州     | 自治州     | 自治州 | 自治州 | 自治州 | 自治州 |  |  |
|            |            |            |            |              |              |              |              |              |              |      |      |        |        |              |        |        |        |  |  |            |            |            |            | 州         |            |            |            |            |            |        |        |        |        |  |  |
|            |            |            |            | 自治管区     | 自治管区     | 自治管区     | 自治管区     | 自治管区     | 自治管区     |      |      | 自治州 | 自治州 | 自治州       | 自治州 | 自治州 | 自治州 |  |  |            |            |            |            |            |            |            |            |            |            |        |        |        |        |  |  |
|            |            |            |            | 自治管区     | 自治管区     | 自治管区     | 自治管区     | 自治管区     | 自治管区     |      |      | 自治州 | 自治州 | 自治州       | 自治州 | 自治州 | 自治州 |  |  |            |            |            |            |            |            |            |            |            |            |        |        |        |        |  |  |

### ソビエト社会主義共和国
ソビエト連邦は、ソビエト社会主義共和国（Советская Социалистическая Республика 通称 ССР）の連合体として成立したという特異な事情が存在し、そのためソ連邦の領土というのはソ連邦の領土であると同時にソビエト社会主義共和国（以下「構成国」）の領土でもあった。
|    | ソビエト社会主義共和国（1955年）         | 首都         | 加盟   | 離脱   | 現在             | 首都         |
| -- | ---------------------------------------- | ------------ | ------ | ------ | ---------------- | ------------ |
| 1  | ロシア・ソビエト連邦社会主義共和国       | モスクワ     | 1922年 | 1991年 | ロシア           | モスクワ     |
| 2  | ウクライナ・ソビエト社会主義共和国       | キエフ       | 1922年 | 1991年 | ウクライナ       | キーウ       |
| 3  | 白ロシア・ソビエト社会主義共和国         | ミンスク     | 1922年 | 1991年 | ベラルーシ       | ミンスク     |
| 4  | ウズベク・ソビエト社会主義共和国         | タシュケント | 1924年 | 1991年 | ウズベキスタン   | タシケント   |
| 5  | カザフ・ソビエト社会主義共和国           | アルマトイ   | 1936年 | 1991年 | カザフスタン     | アスタナ     |
| 6  | グルジア・ソビエト社会主義共和国         | トビリシ     | 1936年 | 1991年 | ジョージア       | トビリシ     |
| 7  | アゼルバイジャン・ソビエト社会主義共和国 | バクー       | 1936年 | 1991年 | アゼルバイジャン | バクー       |
| 8  | リトアニア・ソビエト社会主義共和国       | ヴィリニュス | 1940年 | 1991年 | リトアニア       | ヴィリニュス |
| 9  | モルダヴィア・ソビエト社会主義共和国     | キシニョフ   | 1940年 | 1991年 | モルドバ         | キシナウ     |
| 10 | ラトビア・ソビエト社会主義共和国         | リガ         | 1940年 | 1991年 | ラトビア         | リガ         |
| 11 | キルギス・ソビエト社会主義共和国         | フルンゼ     | 1936年 | 1991年 | キルギス         | ビシュケク   |
| 12 | タジク・ソビエト社会主義共和国           | ドゥシャンベ | 1929年 | 1991年 | タジキスタン     | ドゥシャンベ |
| 13 | アルメニア・ソビエト社会主義共和国       | エレバン     | 1936年 | 1991年 | アルメニア       | エレバン     |
| 14 | トルクメン・ソビエト社会主義共和国       | アシガバート | 1924年 | 1991年 | トルクメニスタン | アシガバート |
| 15 | エストニア・ソビエト社会主義共和国       | タリン       | 1940年 | 1991年 | エストニア       | タリン       |

当初のソビエト連邦は、ロシア、ウクライナ、白ロシア、そしてカフカースに位置したザカフカース連邦共和国の4共和国で構成されており、その後の中央アジア民族境界策定作業や、1936年のザカフカース連邦共和国廃止、また第二次世界大戦前後のバルト三国併合とモルダヴィア共和国の置かれるベッサラビア地域の再領有、冬戦争でのカレリア獲得は十数以上の構成国を擁する要因となった。しかし、ザカフカースの解体によって共和国になったアゼルバイジャン、アルメニア、グルジアの3カ国と対照的に、共和国から自治共和国へと降ろされたカレリアの例もある。

#### 憲法上の地位
構成国という存在は、憲法で明記されており、例えば1936年の連邦憲法では、構成国をこのように明記している。
...第13条 ソビエト社会主義共和国連邦は、平等の権利をもつ下記のソビエト社会主義共和国の自由意志による結合に基づいて形成された同盟国家である。
...第15条 連邦構成諸共和国は、それぞれ共和国の特殊性を考慮し、かつ連邦憲法の適合する範疇において固有の憲法を有する

...第17条 すべての連邦構成共和国に対して、連邦からの脱退の権利が留保される。
これらの規定は、およそ40年後の1977年に制定されたブレジネフ憲法においても明記される。しかし、構成国に保障された権利の大部分は終始形骸化しており、特に連邦からの脱退を明記した第17条では、脱退に向けた詳細な手続きが定まっていないなど、共和国の平等というものはもはや存在しないようなものであった。
国際社会では、ウクライナ共和国と白ロシア共和国が一国として国際連合に加盟するなど、構成国としての外交もごく一部で行われていた。

### 自治ソビエト社会主義共和国
構成国内には、自治ソビエト社会主義共和国（Автономная Советская Социалистическая Республика 通称 АССР）が存在する場合があり、こちらはソビエト連邦を直接に構成するものではないものの、ソ連邦中央と現地との協議によって成立した。
| 自治ソビエト社会主義共和国（1987年現在）         | 成立   | 場所                   |
| ------------------------------------------------ | ------ | ---------------------- |
| バシキール自治ソビエト社会主義共和国             | 1919年 | ロシア連邦共和国       |
| ブリヤート自治ソビエト社会主義共和国             | 1956年 | ロシア連邦共和国       |
| チェチェン・イングーシ自治ソビエト社会主義共和国 | 1936年 | ロシア連邦共和国       |
| チュヴァシ自治ソビエト社会主義共和国             | 1925年 | ロシア連邦共和国       |
| ダゲスタン自治ソビエト社会主義共和国             | 1921年 | ロシア連邦共和国       |
| カバルダ・バルカル自治ソビエト社会主義共和国     | 1936年 | ロシア連邦共和国       |
| カルムイク自治ソビエト社会主義共和国             | 1935年 | ロシア連邦共和国       |
| カレリア自治ソビエト社会主義共和国               | 1923年 | ロシア連邦共和国       |
| コミ自治ソビエト社会主義共和国                   | 1936年 | ロシア連邦共和国       |
| マリ自治ソビエト社会主義共和国                   | 1936年 | ロシア連邦共和国       |
| モルドヴィア自治ソビエト社会主義共和国           | 1934年 | ロシア連邦共和国       |
| 北オセチア自治ソビエト社会主義共和国             | 1934年 | ロシア連邦共和国       |
| タタール自治ソビエト社会主義共和国               | 1920年 | ロシア連邦共和国       |
| トゥヴァ自治ソビエト社会主義共和国               | 1961年 | ロシア連邦共和国       |
| ウドムルト自治ソビエト社会主義共和国             | 1934年 | ロシア連邦共和国       |
| ヤクート自治ソビエト社会主義共和国               | 1922年 | ロシア連邦共和国       |
| ナヒチェヴァン自治ソビエト社会主義共和国         | 1931年 | アゼルバイジャン共和国 |
| アブハズASSR                                     | 1931年 | グルジア共和国         |
| アジャリアASSR                                   | 1921年 | グルジア共和国         |
| カラカルパクASSR                                 | 1932年 | ウズベク共和国         |

#### 憲法上の地位
1977年憲法では、第10章でこれが定められ、独自の憲法を制定する権利などが明記された。

### 自治区・自治管区

#### 都市
ソビエト連邦の都市の起源は、中央アジアやカフカース地方では紀元前からの歴史をもつが、ルーシの歴史においては早くとも6世紀ごろからとなっている。しかし、ソ連時代に直結する都市の発展は帝政時代の19世紀、特に19世紀後半の改革によって成長を遂げたと言える。都市の年平均人口増加率は、1811年から1867年の56年間で1.5パーセントであったのに対し、1868年から1913年の45年間では2.3パーセントと増加、その結果、1811年時点での都市人口277万人（全人口の7%）から、1867年で740万人（全人口の10%）、1914年になると2,328万人（12.5%）へと上昇した。都市の規模に注目するなら、1811年時点で人口10万人以上の都市がペテルブルクとモスクワの2都市、1万人以上の人口を擁する都市が77だけであったのが、1897年には人口10万都市が17、1万都市は356にも増えたことが明確にしてくれる。この凄まじい発展には帝政当時の鉄道建設、穀物移出、炭鉱、採油、繊維業などの全体的な産業の発展によるところが大きい。
これらの都市も、二度の革命と国内戦を経て荒廃し、1917年から1920年にはマイナス5.7パーセントの人口減を記録した。この数値は都市人口がおよそ500万人減少したことを示す。しかし、ネップが功を収めたことにより1920年から1926年の都市人口増加率は年間3.7パーセントと、若干でありながらも回復傾向にあった。1926年から1939年のソ連は国内戦の復興からも脱却し、ソビエト国家の発展に全力を注げた。この間に都市人口は倍近くに増加し、都市人口比率は30パーセントとなる。この急速な発展が成功した理由としては、都市化自体に未発達が存在していたという面も存在するが、同時期の工業化政策によるところが大きいとされる。

#### 代表的な都市
ここで列挙する都市は、主に構成国の首都であったり、革命期のゴエルロ計画で地域都市と定められたり、あるいは第二次世界大戦（特に独ソ戦）において英雄都市に指定されたりした都市である。構成国だと、ロシア共和国が大多数を占め、その次にウクライナ共和国となる。構成国の首都である6都市（モスクワ、キエフ、タシケント、トビリシ、エレバン、バクー）、また、英雄都市に指定された4都市（モスクワ、レニングラード、キエフ、オデッサ）すべてがロシア共和国とウクライナ共和国に点在する。
|    | 名称                 | 構成共和国       | 人口(1981年) |    | 名称             | 行政区分               | 人口(人)  |
| -- | -------------------- | ---------------- | ------------ | -- | ---------------- | ---------------------- | --------- |
| 1  | モスクワ             | ロシア連邦共和国 | 8,015,000人  | 11 | トビリシ         | グルジア共和国         | 1,095,000 |
| 2  | レニングラード       | ロシア連邦共和国 | 4,156,000人  | 12 | オデッサ         | ウクライナ共和国       | 1,072,000 |
| 3  | キエフ               | ウクライナ共和国 | 2,248,000人  | 13 | チェリャビンスク | ロシア連邦共和国       | 1,055,000 |
| 4  | タシケント           | ウズベク共和国   | 1,858,000人  | 14 | エレバン         | アルメニア共和国       | 1,055,000 |
| 5  | ハリコフ             | ウクライナ共和国 | 1,485,000人  | 15 | バクー           | アゼルバイジャン共和国 | 1,046,000 |
| 6  | ゴーリキー           | ロシア連邦共和国 | 1,367,000人  | 16 | オムスク         | ロシア連邦共和国       | 1,044,000 |
| 7  | ノヴォシビルスク     | ロシア連邦共和国 | 1,343,000人  | 17 | ドネツク         | ウクライナ共和国       | 1,040,000 |
| 8  | スベルドロフスク     | ロシア連邦共和国 | 1,239,000人  | 18 | ペルミ           | ロシア連邦共和国       | 1,018,000 |
| 9  | クイビシェフ         | ロシア連邦共和国 | 1,238,000人  |    |                  |                        |           |
| 10 | ドネプロペトロフスク | ウクライナ共和国 | 1,100,000人  |    |                  |                        |           |

## 政治
|                          | 1924年憲法                       | 1936年憲法（-1946年）      | 1936年憲法（1946年-） 1977年憲法 | 1977年憲法 （1988年12月01日改正） | 1977年憲法 （1990年3月14日改正） | 1977年憲法 （1990年12月26日改正） |
| ------------------------ | -------------------------------- | -------------------------- | -------------------------------- | --------------------------------- | -------------------------------- | --------------------------------- |
| 国家権力の最高機関       | ソビエト大会                     | 最高会議 - 連邦院 - 民族院 | 最高会議 - 連邦院 - 民族院       | 人民代議員大会                    | 人民代議員大会                   | 人民代議員大会                    |
| 最高立法・行政・監督機関 | 中央執行委員会 - 連邦院 - 民族院 | 最高会議幹部会             | 最高会議幹部会                   | 最高会議 - 連邦院 - 民族院        | 最高会議 - 連邦院 - 民族院       | 最高会議 - 連邦院 - 民族院        |
| 臨時立法・行政・監督機関 | 中央執行委員会幹部会             | 最高会議幹部会             | 最高会議幹部会                   | 最高会議 - 連邦院 - 民族院        | 最高会議 - 連邦院 - 民族院       | 最高会議 - 連邦院 - 民族院        |
| 最高行政機関             | 人民委員会議                     | 人民委員会議               | 閣僚会議                         | 閣僚会議                          | 閣僚会議                         | 閣僚内閣                          |

|                  | 1922年-1938年                 | 1938年-1946年                 | 1946年-1989年                 | 1989年-1990年           | 1990年-1991年           | 1991年            | 1991年                         | 1991年                         | 1991年                                       |
| ---------------- | ----------------------------- | ----------------------------- | ----------------------------- | ----------------------- | ----------------------- | ----------------- | ------------------------------ | ------------------------------ | -------------------------------------------- |
| 元首             | 中央執行委員会議長(1922-1938) | 最高会議幹部会議長(1938-1989) | 最高会議幹部会議長(1938-1989) | 最高会議議長(1989-1990) | 大統領(1990-1991)       | 大統領(1990-1991) | 大統領(1990-1991)              | 大統領(1990-1991)              | 大統領(1990-1991)                            |
| 政府の長（首相） | 人民委員会議議長(1922-1946)   | 人民委員会議議長(1922-1946)   | 閣僚会議議長(1946-1991)       | 閣僚会議議長(1946-1991) | 閣僚会議議長(1946-1991) | 首相(1991)        | 国民経済管理委員会委員長(1991) | 共和国間経済委員会委員長(1991) | 国家間経済委員会委員長－経済共同体首相(1991) |

### 一党独裁制

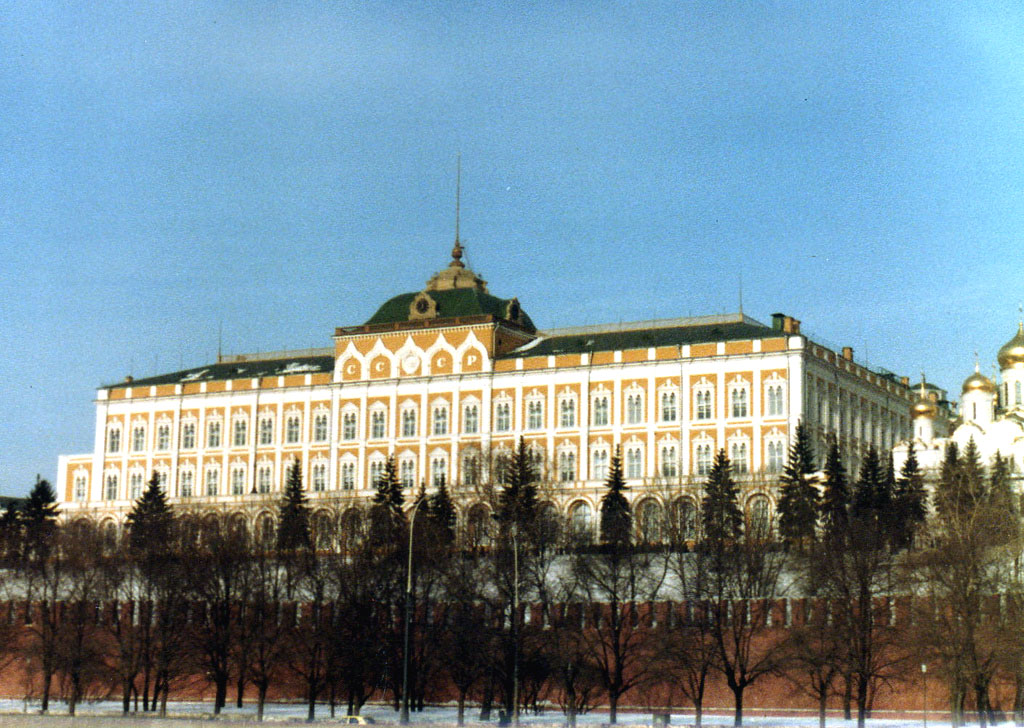
1982年、ソビエト連邦最高会議議事堂の大クレムリン宮殿

ソビエト連邦は複数のソビエト共和国から成立する連邦国家として誕生した国家連邦であったが、実態として中央集権の様相を呈することとなり、一連の改革の終盤の1990年まではソビエト連邦共産党による一党独裁国家であった。
間接代表制を拒否し、労働者の組織「ソビエト」（協議会、評議会）が各職場の最下位単位から最高議決単位（最高会議）まで組織されることで国家が構成されていた。
ただし、こうしたソビエト制度が有効に機能した期間はほとんどないに等しく、実際にはソビエトの最小単位から最高単位まですべてに浸透した私的組織（非・国家組織）であるソビエト連邦共産党がすべてのソビエトを支配しており、事実上、一党独裁制の国家となっていた（ただし、ロシア革命直後のレーニン時代初期とゴルバチョフ時代は複数政党制であった）。こうした党による国家の各単位把握およびその二重権力体制はしばしば「党-国家体制」と呼ばれている。
この細胞を張り巡らせる民主集中制と計画経済を基礎とするいわゆるソ連型社会主義と呼ばれる体制は、アパラチキ（「器官」の意）による抑圧的な体制であり、言論などの表現や集会、結社の自由は事実上、存在しなかった。指導者選出のためのノーメンクラトゥーラ制度は縁故主義の温床となり、新たな階級を生み出した。一般の労働者や農民にとっては支配者がロマノフ朝の皇帝から共産党に代わっただけで、政治的には何の解放もされておらず、むしろロマノフ朝時代より抑圧的で非民主的な一党独裁体制であった。そのため実質的に最高指導者であるソビエト連邦共産党書記長は「赤色皇帝」（赤は共産主義を表す色）とも呼ばれる。
スターリン時代からゴルバチョフが大統領制を導入するまで、名目上の国家元首は最高会議幹部会議長であったが、実権はソビエト連邦共産党書記長が握っていた。
ブレジネフ以降は共産党書記長が最高会議幹部会議長を兼務するようになったが、最高会議幹部会議長の権限は儀礼的・名誉的なものであり、彼らの権力の源泉は支配政党である共産党の書記長職であった。

### ソビエト連邦の指導者
| 国家元首 | 政府の長（首相） |
| --- | --- |
| 中央執行委員会幹部会共同議長 - ロシア連邦共和国代表 - ミハイル・カリーニン（1922年12月30日 - 1938年1月12日） - ウクライナ共和国代表 - グリゴリー・ペトロフスキー（1922年12月30日 - 1938年1月12日） - 白ロシア共和国代表 - アレクサンドル・チェルヴャコフ（1922年12月30日 - 1937年6月16日） - ザカフカース連邦共和国代表 1. ナリマン・ナリマノフ（1922年12月30日 - 1925年3月19日） 2. ガザンファル・ムサベコフ（1925年5月21日 - 1937年6月） - トルクメン共和国代表 - ネディルバイ・アイタコフ（1925年5月21日 - 1937年7月21日） - ウズベク共和国代表 - ファイズッラ・ホジャエフ（1925年5月21日 - 1937年6月17日） - タジク共和国代表 1. ヌスラトゥッロ・マクスム（1931年3月18日 - 1934年1月4日） 2. アブドゥッロ・ラヒンバエフ（1934年1月4日 - 1937年9月） 最高会議幹部会議長 1. ミハイル・カリーニン（1938年1月17日 - 1946年3月19日） 2. ニコライ・シュヴェルニク（1946年3月19日 - 1953年3月15日） 3. クリメント・ヴォロシーロフ（1953年3月15日 - 1960年5月7日） 4. レオニード・ブレジネフ（1960年5月7日 - 1964年7月15日） 5. アナスタス・ミコヤン（1964年7月15日 - 1965年12月9日） 6. ニコライ・ポドゴルヌイ（1965年12月9日 - 1977年6月16日） 7. レオニード・ブレジネフ（1977年6月16日 - 1982年11月10日） 8. ヴァシリー・クズネツォフ（1982年11月10日 - 1983年6月16日） 9. ユーリ・アンドロポフ（1983年6月16日 - 1984年2月9日） 10. ヴァシリー・クズネツォフ（1984年2月9日 - 1984年4月11日） 11. コンスタンティン・チェルネンコ（1984年4月11日 - 1985年3月10日） 12. ヴァシリー・クズネツォフ（1985年3月10日 - 1985年7月2日） 13. アンドレイ・グロムイコ（1985年7月2日 - 1988年10月1日） 14. ミハイル・ゴルバチョフ（1988年10月1日 - 1989年5月25日） 最高会議議長 - ミハイル・ゴルバチョフ（1989年5月25日 - 1990年3月15日） 連邦大統領 - ミハイル・ゴルバチョフ（1990年3月15日 - 1991年12月25日） | 人民委員会議議長 1. ウラジーミル・レーニン（1922年 - 1924年） 2. アレクセイ・ルイコフ（1924年 - 1930年） 3. ヴャチェスラフ・モロトフ（1930年 - 1941年） 4. ヨシフ・スターリン（1941年 - 1953年） 閣僚会議議長 1. ゲオルギー・マレンコフ（1953年 - 1955年） 2. ニコライ・ブルガーニン（1955年 - 1958年） 3. ニキータ・フルシチョフ（1958年 - 1964年） 4. アレクセイ・コスイギン（1964年 - 1980年） 5. ニコライ・チーホノフ（1980年 - 1985年） 6. ニコライ・ルイシコフ（1985年 - 1991年） 閣僚内閣議長 1. ヴァレンチン・パヴロフ（1991年） 国民経済管理委員会委員長 1. イワン・シラーエフ（1991年） |

ソビエト連邦の指導者というのは、その政権当時のソ連内政、そしてその政権の特異を象徴するように、その地位も名称も幾多となく変更された。1922年の結成から解体までの1991年までの69年間、一貫して存続した最高職というのは存在せず、ソ連最高指導者の代名詞に相応しい書記長というのも、初代最高指導者であるレーニンはこの書記長職に就いたことが名実ともになく、ましてやこの書記長という役職は、ソビエト連邦という国家における職ではなく共産党という一政党の役職に過ぎなかったのである。このように、ソビエト連邦の歴史では一貫して明確に最高指導者といえる役職が存在せず、その区別というのは様々な論争を呼ぶが、本記事では一般に通用される指導者のみを列挙していく。

#### ウラジーミル・レーニン

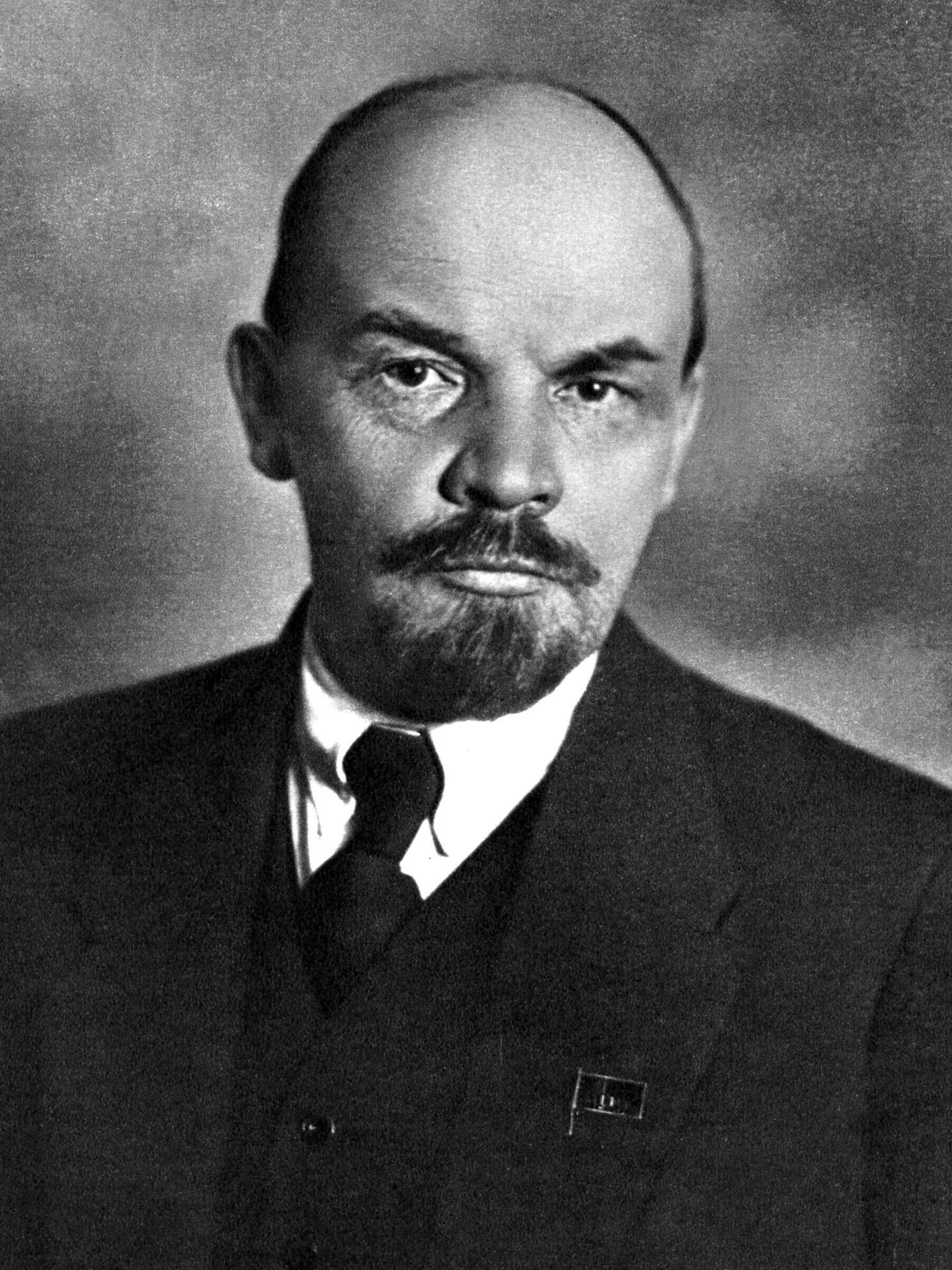
ウラジーミル・レーニン

ロシア革命を指導し、一般的にソビエト連邦の建国者として知られるウラジーミル・レーニンは、1870年4月22日に誕生した。本名はウラジーミル・イリイチ・ウリヤノフ（Влади́мир Ильи́ч Улья́нов）であり、レーニン（Ленин）という名は150を超えるペンネームの一つに過ぎない。なお、レーニンの名の由来は定かではく、レナ川から由来するという説や、ロシア語で「怠け者」を意味するレニーヴィ（Ленивцын）からという説などがある。そんなレーニンは、カルムイク系の父イリヤに、ドイツとスウェーデンの血が入る母マリアとの間に生まれた。
皇帝暗殺計画へ関与した兄アレクサンドルが処刑されたことを契機に革命思想に傾倒し、学生運動への参加など、積極的な活動を行なった。レーニンが在学していたカザン大学からは放校され、1897年には扇動罪で逮捕される。逮捕後、レーニンはシベリアに送られるが、のちにレーニンの妻となるナデジダ・クルプスカヤとはここで出会う。刑期を終えたのちにレーニンは西欧に拠点を置き、ロシア社会民主労働党の幹部として頭角を現し始める。
ロシア革命の報を聞きつけロシアに帰国したレーニンはボリシェヴィキを指導し、ブレスト＝リトフスク条約の締結、反対派の排除のための赤色テロ、国際的共産主義枠組みであるコミンテルンの創設など、後の世界を左右する出来事に関与した。ロシア内戦で赤軍が勝利したのち、レーニンは西欧への革命の波及を試みたが、失敗に終わり、また、同時期のロシアで発生した大飢饉からの反発への妥協として新経済政策（ネップ）への転換を進め、経済は戦前の水準までに回復することとなった。
1920年代に入ると、レーニンの身体はあらゆる部分で悪化しはじめ、療養のために職務から離れることが増えたが、病状が悪化する中でもレーニンはソビエト連邦（ソ連）の構想への意見交換など、政治への関与を弱めることはなく、グルジア問題を巡ってはスターリンと公論までに発展するなど、とても病人とは思わせないような振る舞いを側近にみせた。1923年に3度目の脳卒中を起こすと、もはやまともな意思疎通は不可能となり、1924年1月21日、54歳で死去。遺体は防腐処理を施した上、レーニン廟に安置される。

#### ヨシフ・スターリン

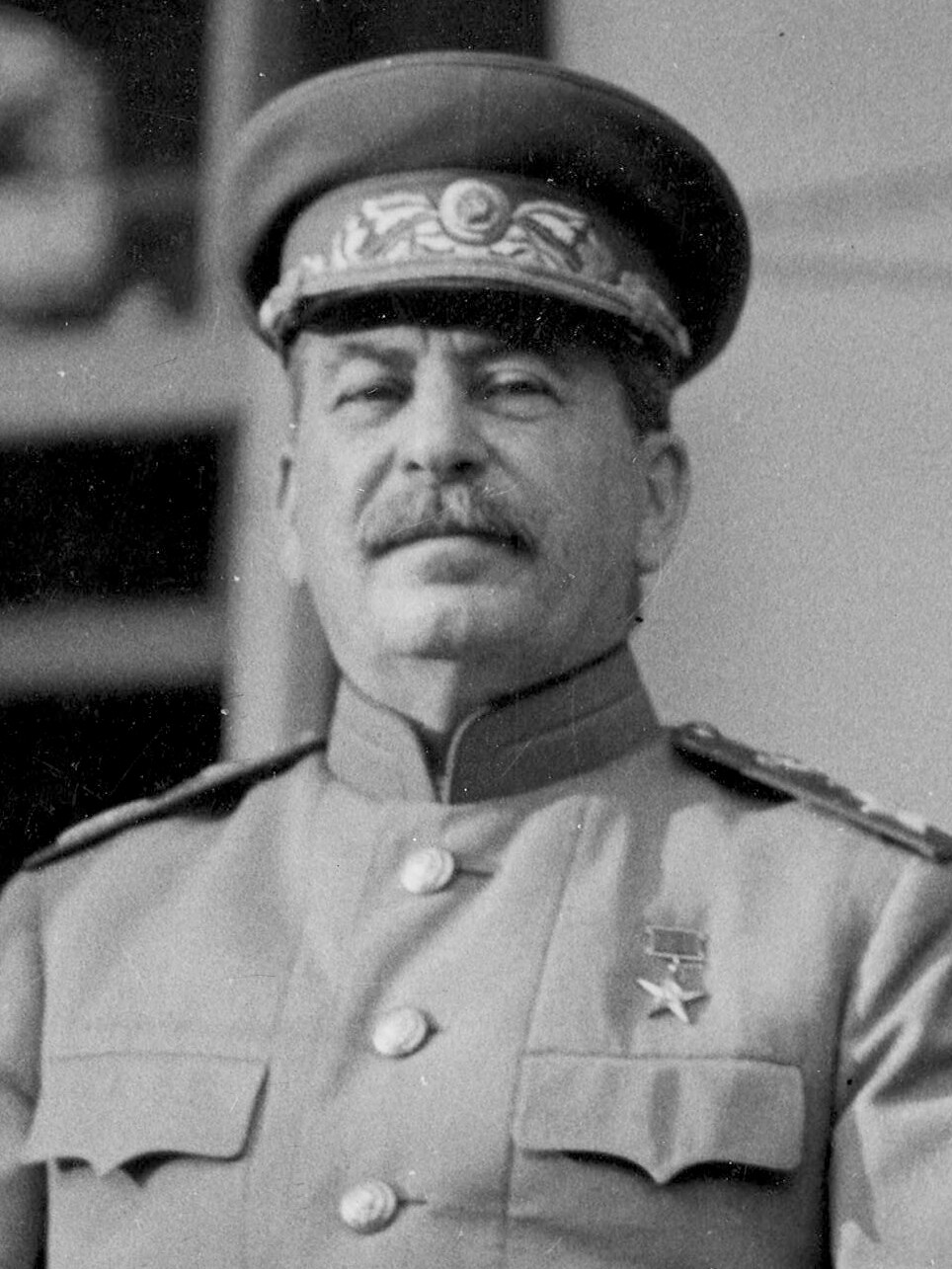
ヨシフ・スターリン

本名ヨシフ・ヴィッサリオノヴィチ・ジュガシヴィリ。1878年12月18日、グルジア(ジョージア)のゴリに生まれる。父ヴィッサリオン・ジュガシヴィリはゴリに工房を構えるグルジア靴職人、母ケテワン・ゲラーゼは、レンガ職人の娘であり、共に農奴の家系の出身であった。生まれ故郷ゴリは、周辺の他の都市と比べて治安の悪い地域であったが、父ヴィッサリオンは靴職人として成功を収めており、一時は十数人の従業員を雇うほどの経済的余裕があった。しかし事業は行き詰りを見せ始め、次第に酒に心身を支配されるようになった父ヴィッサリオンは、妻や幼い息子（スターリン）への暴力を日常的に振るうようになる。
母ケテワンはスターリンを引き連れ、1886年、ある司祭の家に居候を始める。また、母ケテワンは、息子スターリンに学校教育を受けさせることを強く熱望していたという。その司祭の計らいによりゴリの教会付属学校に入学を許されたスターリンは、同級生たちと頻繁に争いながらも学業の面では極めて優秀な成績を残した。一方で、幼少期のスターリンは病気や怪我に苦しめられ1884年には天然痘に罹患し、命は助かったものの顔面の皮膚には一生の目立つ痘痕を残した。
首都トビリシの神学校に入学したスターリンは、ここでも優秀な成績を収めたが、いつしか神学に対する興味は失い、成績も下がっていった。この頃にはカール・マルクスの著作である『資本論』に影響され、熱心なマルクス主義者となったとされており、スターリンが自らを無神論者だと宣言していた時期と重なることから、ここでの生活が彼に何らしらの影響を及ぼし、活動家の道を志すようになったと思われる。結局スターリンは、トビリシ神学校を去り、戻ることはなかった。

#### ニキータ・フルシチョフ

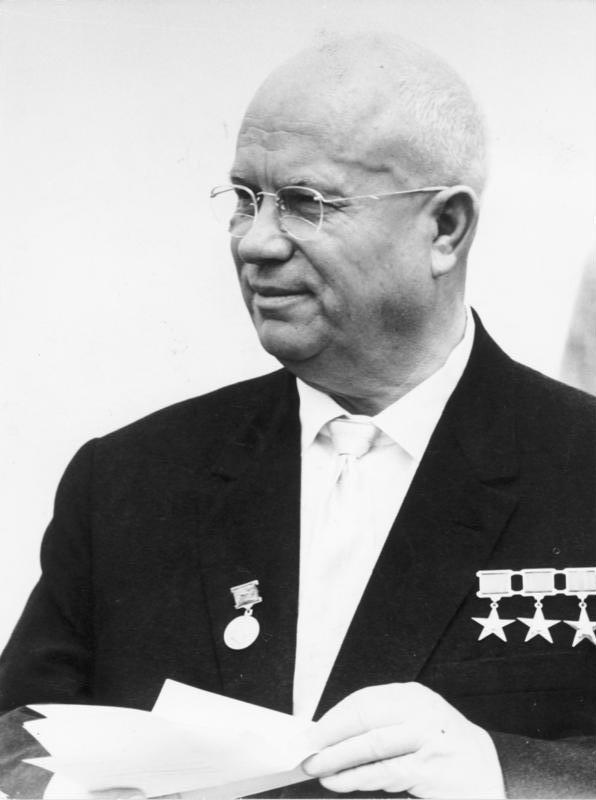
ニキータ・フルシチョフ

1894年4月17日、生まれる。炭鉱労働者と農民との子であったフルシチョフは、幼少期より十分な教育を受けることができなかった。ロシア革命以前より労働運動に参加したことが切っ掛けとなり、1918年にロシア共産党に入党。内戦中、赤軍政治委員として参加し、1921年に帰郷。
1925年、ユゾフカのペトロフスコ・マリインスク地区党書記に就任して以後は党活動に専従することとなる。現地で得た広範な知識で台頭し、ヨシフ・スターリンの側近であったカガノーヴィチに注目されることになる。1931年にモスクワ党専従となり、モスクワ地下鉄の建設を指揮する。この功績がスターリンの目に留まり、1934年1月の第17回ソ連共産党大会で中央委員に選出され、翌年の1935年3月にはモスクワ党第一書記となる。1938年4月に政治局員候補となり、粛清されたスタニスラフ・コシオールの後任として、ウクライナ共産党第一書記となった。1939年3月、第18回党大会で政治局員に昇格する。
スターリンの死後、共産党内ではスターリンの後任としてフルシチョフ、マレンコフ、ベリヤが注目されることになった。ただ、マレンコフはあまりにも人気があまりなく、フルシチョフとの協力関係を築き上げる。党内でベリヤへの攻勢を仕掛け、処刑までに追い込むと、9月に第一書記へと就任。1957年には中央委員会幹部会にて一度は解任が決まるも、中央委員会総会によって見送りとなった。
しかし、7年後の1964年、レオニード・ブレジネフらはフルシチョフの確実な解任を目途み、これはフルシチョフの自発的な辞任によって功を収める。第一書記の就任中、スターリン批判を皮切りとした内政改革の推進、外交でのキューバ危機を引き起こすなど、とても感情的な人物であったとされる。また、フルシチョフの時期にはスプートニク1号の打ち上げを成功させるなど、まさにソビエト連邦の黄金期であった。
引退後のフルシチョフはダーチャ（別荘）での生活を半ば強いられた。ダーチャの至るところに盗聴器が仕掛けられており、生活はKGBが把握下していたため、実質上の軟禁状態にあり、回想録の出版では、当局の妨害を受けつつもこれを実現させた。7年間の年金生活の後、1971年9月11日にモスクワの病院で死去した。

#### レオニード・ブレジネフ

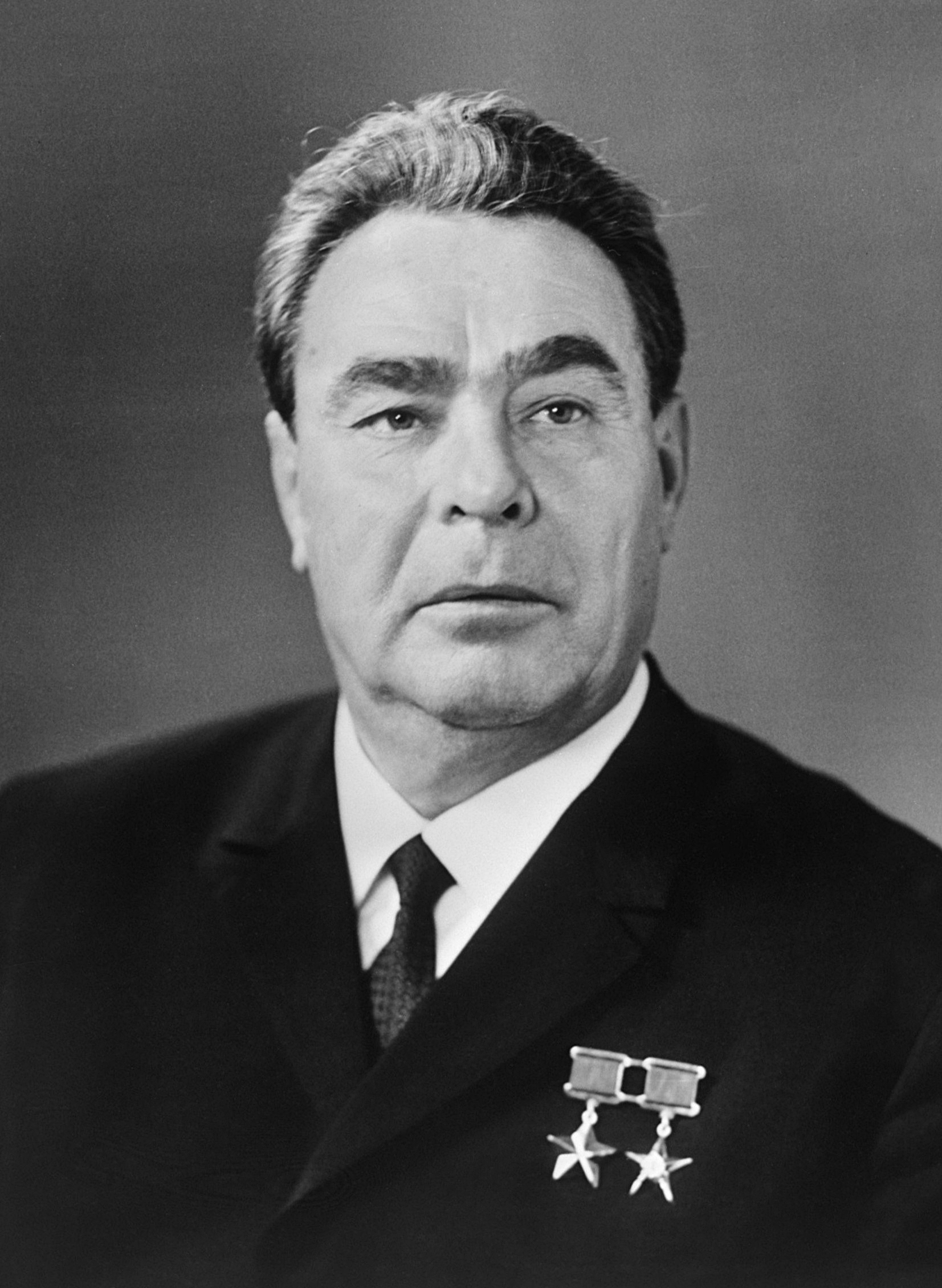
レオニード・ブレジネフ

1906年12月19日、ロシア帝国のエカテリノスラフ県カメンスコエ（現在のウクライナのカーミヤンシケ市）で生まれた。父イリヤは祖父の代以来の金属工場の労働者であり、レオニードも15歳で製鉄所に勤務する。1921年、一家でクルスクに転居。1923年にはコムソモールに加わる。1924年から1927年までクルスクの職業技術学校に学び、初級農業技師となって土壌改良業務に就く。1930年に生まれ故郷カメンスコエに戻り、1931年10月に共産党に入党した。入党後、冶金大学に在学し、1935年5月に卒業して東ウクライナの製鉄所技師になった。
同年10月、赤軍に入隊し、戦車訓練校を修了すると戦車部隊の政治委員となった。1936年末にはドニエプロジェルジンスク冶金大学の校長になった。1937年にウクライナ共産党幹部、モルダヴィア（後のモルダヴィア・ソビエト社会主義共和国、現・モルドバ）党委員会第一書記、1939年5月にドニエプロペトロフスク州党委員会書記になり、防衛産業の組織を行った。
大祖国戦争では、ブレジネフのドニエプロペトロフスクは8月26日にドイツ軍の手に落ちるも、ブレジネフらの努力によって市の産業を疎開させたことにより壊滅の惨状は免れた。1943年4月に第18軍政治部長、1945年5月の時点で第4ウクライナ方面軍政治指導部部長としてプラハ入城。1946年8月、ブレジネフは少将の階級で赤軍を退役。
1950年3月に最高会議代議員に選出され、6月、モルダヴィア共産党中央委員会第一書記に就任し、1952年10月に共産党中央委員会及び最高会議幹部会議員となった。1953年3月に党幹部会が廃止され、より小さな政治局が再構成されると、政治局員にこそならなかったが、その代わりに中将の階級と共にソ連軍政治総局長第一代理に任命された。1954年にカザフ共産党中央委員会第二書記となり、1955年5月にカザフ共産党中央委員会第一書記として、カザフ・ソビエト共和国の開拓事業を指導した。1956年2月、モスクワへ呼び戻され、共産党中央委員会政治局員候補兼書記として防衛産業・宇宙画・重工業及び首都建設を指揮する。
1960年5月には最高会議幹部会議長に就任し、名目としての国家元首となった。そして1964年10月、フルシチョフの失脚によって第一書記へ就任。1966年4月には第一書記をスターリンの肩書きであった書記長へと改称し、フルシチョフとは逆の道を進む。1970年代の経済停滞に書記長であったブレジネフの国内的な権力は、次第に虚栄を表す。1982年11月死去。

#### ユーリ・アンドロポフ

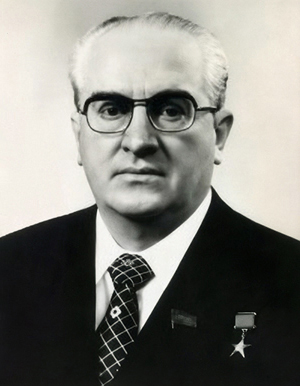
ユーリ・アンドロポフ

1914年6月15日、スタヴロポリ州に生まれる。鉄道職員の父をもち、16歳よりコムソモールに参加。その後、職を転々とし、1932年、ルイビンスク水上輸送技術専門学校に入学。卒業後の1936年には同都市におかれた造船所内のコムソモール専従書記となり、この頃、KGBに所属した。1938年までにヤロスラヴリ州の党委員会のコムソモール第一書記に昇進し、1939年ソ連共産党に入党。1940年には、カレロ＝フィン・ソビエト社会主義共和国の第一書記となる。なぜここまでの出世を成し遂げたかについては、当時の大粛清が影響されていると考えられており、戦後には第二書記へ降格となった。しかし、同地のソ連化を推し進めたことが評価され、1951年、党中央委員会に転属する。1953年に駐ハンガリー参事官、翌年アンドロポフは同国大使に昇進する。一見順調に見えるアンドロポフのキャリアであるが、中央委員会に在属した者の大使館配属というのは、ほとんどの場合、出世の道を閉ざされることを意味した。しかしアンドロポフがハンガリーに赴任することになったのは、当時のニキータ・フルシチョフ第一書記（書記長）が脱スターリン政策の一環として党員配置転換を行なっており、それに巻き添えを受けたためである。
1967年5月、KGB議長に就任、同時期に政治局員候補へと選出される。秘密警察組織であるKGBの長が政治局員候補へ選出されるのは、スターリン政権に手腕を振るったラヴレンチー・ベリヤ以来となり、これには西側には激震が走った。KGB議長というのは軍人という名目に置かれるため、その階級は上級大将であったが、書記長になることを見据えたアンドロポフは必要以外に軍服を着用することは滅多になく、精力的に活動した。就任後は数百人もの外国人をKGBのネットワークに組み込み、1万件以上の技術情報をソ連中央に提供するなどの成果を上げ、また、この頃のソ連で横行していた汚職や賄賂を徹底的に対処することを決意し、1969年、ブレジネフの意向を汲まずKGB職員のヘイダル・アリエフをアゼルバイジャン共産党中央委員会第一書記に任命する。その後もアンドロポフは、KGBという脈をあらゆる手段で駆使し、レニングラード州第一書記、グルジア第一書記を解任に追いやり、ブレジネフの周辺にも手加減をかけなかった。このソ連全土での汚職摘発にはゴルバチョフすらも関与しており、クラスノダール地区書記でありブレジネフの旧友であったメドノフは、このゴルバチョフの手柄によって処分された。
1982年11月には、ブレジネフの死去に伴い書記長に就任。今後の改革を約束し、内政面では労働規律の強化、汚職摘発など、多種にわたってブレジネフ時代の弊害を取り除こうと躍起になった。しかし外交面では、デタント崩壊、大韓航空機撃墜事件など、ブレジネフ政権以上の緊張を深めさせた。かねて健康がすぐれなかったアンドロポフだが、書記長に就任してからはより一層の多忙によって悪化を極めた。フィンランド大統領マウノ・コイヴィストとの接見では、通常の接見会場である空港では行われずクレムリンで行われ、この時のアンドロポフはボディーガードに両腕を支えられている様であった。こうして、アンドロポフは姿を見せないまま、腎不全により1984年2月9日死去。

#### コンスタンティン・チェルネンコ

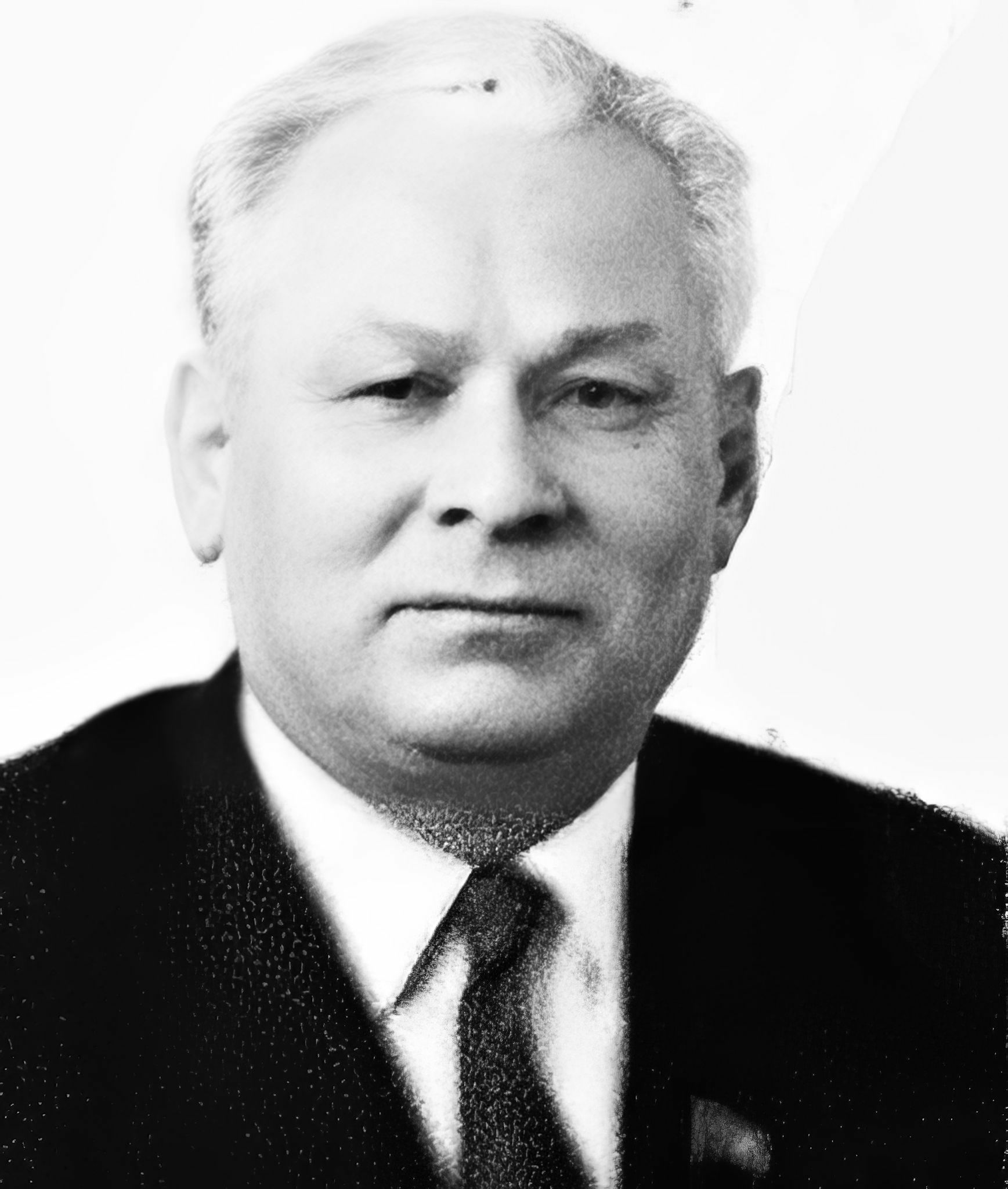
コンスタンティン・チェルネンコ

1911年9月24日、クラスノヤルスクにて生まれる。鉱山労働に従事する父と農作業で働く母とのあいだに生まれたチェルネンコは、幼少時より積極的に働き、1930年には赤軍に入隊。ソ連と中華民国の国境警備隊に配属される。
1931年、ソビエト連邦共産党への入党を果たし、軍を除隊した後はクラスノヤルスク地方党宣伝部副部長となる。第二次世界大戦中にクラスノヤルスク地方党書記を務め、それと同時にモルドバのキシニョフ教育大学を卒業。1945年にペンザ州党委員会書記を経て、1948年にモルダビア共産党中央委員会宣伝扇動部長となる。当時モルダビア第一書記を務めていたレオニード・ブレジネフとは、この頃に親交を深めたとされる。
モスクワへの階段を駆け上がるブレジネフと並列して、チェルネンコもまたブレジネフの右腕として昇進し続けた。1960年にブレジネフはチェルネンコを首席補佐官に任命し、ブレジネフが第一書記へ就任した翌年の1965年には、ソ連共産党総務部長への就任が決まり、その後もチェルネンコは、1971年に中央委員会委員、1976年の中央委員会書記、1977年の政治局員候補に就任し、1978年には政治局員へ抜擢される。チェルネンコはブレジネフの右腕として振る舞い、1982年にブレジネフが死去するまで、彼のすべてを庇い続けた。ブレジネフ逝去の報が伝わってすぐに開会された中央委員会でチェルネンコは、アンドロポフに対し、チェルネンコがアンドロポフを書記長に推薦することを引き換えに、アンドロポフはチェルネンコを第二書記に任命することを持ちかけ、チェルネンコは第二書記としてアンドロポフ政権の始動を見守った。
1984年2月にアンドロポフが死去するにあたり新たに書記長に就任したチェルネンコは、病に侵され、書記長就任からの数ヶ月を最後に書記長の職務を満足できずにいた。そして1985年3月、チェルネンコは長い闘病の末、73歳で死去するのであった。書記長に在任した期間はおよそ1年であり、最も短命なソ連の政権であった。しかしチェルネンコの1年は、冷戦の激化による軍事費の増大、西側諸国に向けた1984年ロサンゼルスオリンピックへの報復的ボイコットなど、今日も知られる事象が行われた時期でもあった。

#### ミハイル・ゴルバチョフ

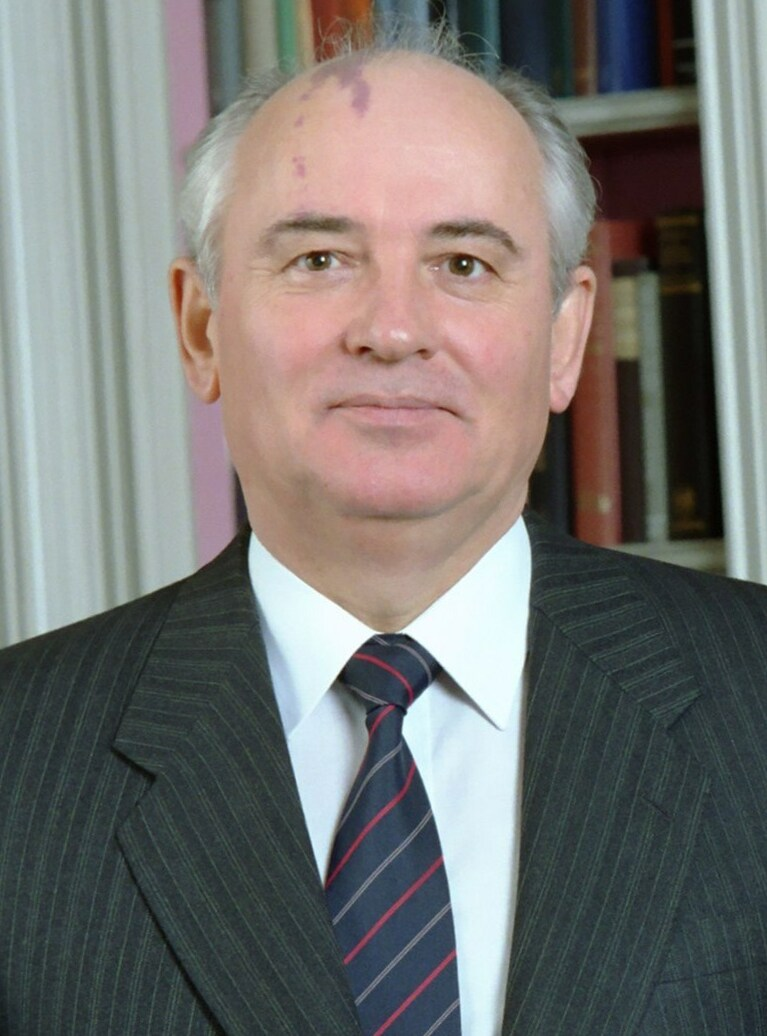
ミハイル・ゴルバチョフ

最後のソ連最高指導者として名を誇るミハイル・ゴルバチョフは1931年3月2日、スタヴロポリ地方の貧しい家庭に生を受けた。ヨシフ・スターリンの大粛清の旋風が吹き荒れる幼少時代を過ごし、少年期には集団農場においてその功績が当局によって評価され、1950年には当局の推薦のもとソ連学術界の権威、モスクワ大学へと入学した。在学中の1952年にはソビエト連邦共産党へ入党し、1970年、スタヴロポリ地方党委員会の第一書記に就任する。
第一書記時代のゴルバチョフは、スタヴロポリ大運河の建設を指揮するなど、後年の指導者時代を彷彿とさせる積極ぶりを発揮した。1978年、チェルネンコによって農業担当として党中央委員会書記に抜擢され、2年後の1980年には党政治局員となる。18年の長期政権を築き上げたレオニード・ブレジネフの亡き後、ユーリ・アンドロポフとコンスタンティン・チェルネンコの時代を経て、1985年、ついに共産党書記長へと上り詰めた。このとき55歳のゴルバチョフは、前任の3人とはまるで対照的に活動することとなる。
1986年11月に開かれたソ連共産党大会を境に、ゴルバチョフはソ連のその閉鎖的な体制を根本から見直しに動き始め、それぞれ「立て直し」「情報公開」を意味するペレストロイカとグラスノスチを提唱した。また外交では新冷戦以降に悪化した西側諸国との関係改善、中ソ対立の解消、日本との領土問題の協議を進め、その成果としてベルリンの壁崩壊、冷戦終結の宣言があげられる。
1990年に新設のソビエト連邦大統領に就任し、低下しつつあった求心力を取り戻そうと試みるが、当時のソ連各地の混乱を抑えることは失敗に終わり、保守派らの引き起こした1991年の8月クーデターの失敗後、ゴルバチョフの権威はもはや存在しないようなもだった。1991年12月の独立国家共同体の創設と同時にソ連邦大統領を辞任、これと同時にソビエト連邦は消滅した。
大統領辞任後はそのままロシアに住み、政治活動に専念した時期はあるものの、全体として熱心な政治活動を行うことはなかった。その代わり、超大国最後の指導者として世界各国、とりわけ西側諸国での講演やインタビューなどに応じ、緊迫する国際情勢や、長期的な政権と化すプーチン政権への意見を求められた。2022年8月30日モスクワにて死去、歴代ソ連最高指導者の中では最長寿の91歳であった。

### 司法裁判
建国者のレーニンは秘密警察のチェーカーを設立し、即座に容疑者の逮捕、投獄、処刑などを行う権限を与えられ、これが粛清の引き金となった。チェーカーは建前上、党に所属するものとされていたが、実際にはレーニン個人の直属であったといっても過言ではない。チェーカーの無差別な処刑は、反体制派はともかく無関係の者までも日常的に処刑しており、時には罪状をでっち上げてまで処刑していた。レーニンは「ニコライの手は血に塗れているのだから裁判は必要ない」という理由で皇帝一家ともども処刑を行うなど法に対する姿勢がずさんであったために、歴史家ドミトリー・ヴォルコゴーノフは「ボリシェビキが法を守るふりさえしなくなった」契機だと批判した。
スターリン時代には密告が奨励されるなど、警察国家・全体主義国家としての色合いが強くなった。モスクワ裁判など形式的な裁判により多くの人々が有罪の判決を言い渡され、処刑されるか各地の強制収容所へ送られることになった。スターリンは、トロツキーやキーロフなどの政敵たちや党内反対派を殺すためにチェーカーを改名したGPU（ゲーペーウー）を用いた。
スターリン批判後には、このような抑圧的なシステムは幾分か緩和されることになったが、秘密警察のGPUが改編されたKGBとして存続し国民生活を強く監視する体制は残った。

## 外交関係

### 概要

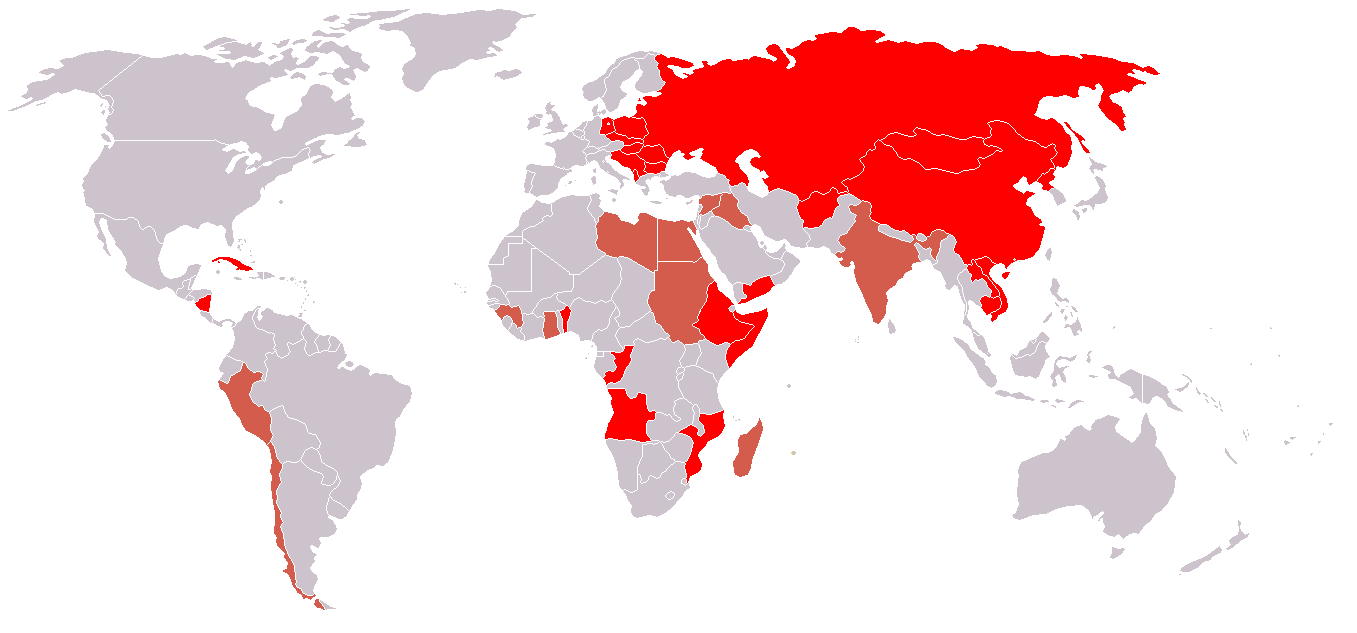
赤は社会主義国、薄い赤はその影響下にある国

外交関係では、東側諸国の社会主義陣営（ワルシャワ条約機構）の盟主として、アメリカ合衆国を筆頭とする西側の資本主義陣営（北大西洋条約機構）と対決していた（いわゆる冷戦）。
成立当初はフランスやイギリス、アメリカ合衆国など大国の承認を得られず孤立したうえ、シベリア出兵等も行われ、またソビエト政府はバルト三国を攻撃した。その後、モンゴルや東トルキスタンを衛星国とした。この頃からソ連は各国に承認されていく。特にアメリカはソ連経済への介入をはかりいち早く承認した。
第二次世界大戦始めにはバルト三国やフィンランドにも侵攻した。独ソ戦で侵攻してきたドイツを撃退・打倒した第二次世界大戦後に、東ドイツやチェコスロバキア、ブルガリアなどの東ヨーロッパ諸国を衛星国化させた。さらにユーゴスラビアが主導する非同盟諸国と呼ばれる中華人民共和国・インド・キューバ・エチオピア・エジプト・イラク・シリアなどのいわゆる第三世界と友好協力条約を結び、関係を持つ。
経済相互援助会議（コメコン）ではメキシコ、モザンビーク、フィンランドといった非社会主義協力国もあった。東アジア（ベトナム、ラオス、北朝鮮など）、中南米（チリ、ニカラグアなど）、アフリカ（アンゴラ、リビア、コンゴなど）などでも「民族解放」「反帝国主義」「植民地独立」を唱える共産主義政権（専制政治が行われた政権もある）の成立に協力し、アメリカや西ドイツ、イギリスやフランスなどの西ヨーロッパ諸国、日本などの資本主義国と対峙した。

### 対社会主義陣営（東側）

#### 中華人民共和国
ソビエト連邦の軍事支援により、蔣介石率いる中国国民党（国民政府）との国共内戦に勝利した毛沢東率いる中国共産党によって1949年に建国された中華人民共和国とは、当初「向ソ一辺倒」を掲げ中ソ友好同盟相互援助条約により同盟関係にあったが、1960年代の後半には領土問題による軍事衝突（ダマンスキー島事件などの中ソ国境紛争）や指導層の思想的な相違の問題から中ソ対立が表面化する。両国間のこのような対立関係はその後、中華人民共和国における事実上の内乱である文化大革命が終結する1970年代後半まで続くことになる。
そのような対立関係を見たアメリカ合衆国は、ソ連を牽制する意図で1970年代に入り急速に中華人民共和国に接近し、1979年には国交樹立（一方で中華民国とは国交断絶）に至ることになる。一方、中華人民共和国もアメリカの接近に応える形で、東側陣営にもかかわらず当時のモスクワオリンピックのボイコットとロサンゼルスオリンピックの参加という、西側と歩調を合わせる行動を取ることとなる。カンボジア内戦やアンゴラ内戦、オガデン戦争などのように米中ソ三つ巴となる代理戦争も発生した。
その後は、独裁体制を敷きソ連と対立していた毛沢東の死去と文化大革命の終焉、ゴルバチョフの訪中といった要因により、ソ連と中華人民共和国の関係も再び改善に向かった。

#### キューバ
1959年1月に、キューバ革命でアメリカの支援を受けていた独裁者のフルヘンシオ・バティスタを政権の座から引きずり下ろしたフィデル・カストロは、当初米ソ両国との間で比較的中立な立場を取っていたものの、アメリカのドワイト・D・アイゼンハワー政権はキューバ革命後に産業の国営化を進めたカストロを「社会主義者的」と警戒し距離を置いた。同時にソ連が「アメリカの裏庭」にあるキューバの最高指導者となったカストロに援助を申し出たことから両国は急接近し、南北アメリカ大陸における唯一のソ連の友好国となる。
その後、ジョン・F・ケネディ政権下でアメリカはキューバ侵攻を画策し、1961年に「ピッグス湾事件」を起こしたことから、カストロはアメリカのキューバ侵攻に備えてソ連に武器の供与を要求しはじめた。しかしソ連は表立った武器の供与はアメリカを刺激しすぎると考え、キューバ軍への武器提供の代わりに軍事顧問団を置くほか、ソ連の核ミサイルをキューバ国内に配備する「アナディル作戦」を可決し、1962年にソ連製の核ミサイルをキューバに配備した。しかし、このことを察知したアメリカは、海軍艦艇によりキューバ海域を海上封鎖し、キューバに近づくソ連船舶に対する臨検を行うなど、キューバを舞台にしたアメリカとの軍事的緊張を引き起こした（いわゆるキューバ危機）。
その後もソ連はその崩壊まで、キューバに対する軍事的支援のみならず経済的支援も活発に行い、キューバの主要産業であるサトウキビを破格の価格で買い取り、その見返りにキューバがその供給を完全に輸入に頼っている石油を与えるなどさまざまな支援を行い続けた。

#### 東ドイツ
東ドイツは冷戦時代、ソ連及び東欧諸国において非常に重要な衛星国として機能した。東ドイツは政治・経済・軍事に関する分野で深くソ連に依存していた。然し1960年代頃から両国間の関係は冷却化し、特にベルリンの壁建設以降に鮮明化した。ソ連は東ドイツに対する経済的な支援を削減した為、東ドイツの経済的苦境は一層深刻化した。
こうしたソ連との関係の変化もあり、東ドイツは西側諸国との関係改善に動き出した。実際に東ドイツは1972年に西ドイツとの間で東西ドイツ基本条約を締結し、1973年にイギリス・フランス・日本との国交を樹立、1974年にはアメリカとの国交を樹立している。

#### 朝鮮民主主義人民共和国
朝鮮戦争時には武器や戦車を北朝鮮に供与して支援を行うなど、冷戦時代には長らく親密関係を維持した。1961年にはソ朝友好協力相互援助条約を締結し同盟関係が一層強化されたが、冷戦終結後にソ連が韓国との関係を重視するようになり、両国間の関係に亀裂が生じた。ソ連崩壊は北朝鮮にとって''最大の同盟国''を失う衝撃的な出来事であった。ソ朝友好協力相互援助条約もソ連崩壊後のロシア連邦との関係の変化もあり、1996年に失効した。

### 対資本主義陣営（西側）

#### 日本
帝政ロシア時代に行っていた南下政策により日本やイギリスと衝突し、イギリスと日英同盟を結んでいた日本との間に日露戦争が起きて敗北した。第一次世界大戦時、ボリシェヴィキ政権の成立後に、他の連合国（三国協商）を無視して対独単独講和を行ったため、ドイツ兵の通過を許可するのではないかとして、日本および中華民国（北京政府）から警戒されることとなった（日支共同防敵軍事協定）。ドイツへ資源供与するのではないかとして、イギリスおよびフランスからも警戒され、両国によってシベリア出兵を打診され、実際に出兵した日米と直接衝突することとなった。その後、連合国の擁護する臨時全ロシア政府を打ち負かしたものの、そのときに日本へと亡命した白系ロシア人らによって反ソ宣伝を広められた（反共主義#歴史）。
日本の帝国議会は1922年の政変を受け、「露西亜政変及ビ西比利亜事変ノ為ヲ被リタル者等ノ救恤ニ関スル法律（ロシア政変及びシベリア事変の為を被りしたる者等の救恤に関する法律）」を成立させ、ロシアとシベリアからの引揚者に国債や現金を支給する措置をとった。救恤（きゅうじゅつ）とは、金品などを与えて救済するという意味である。
両国は1925年に日ソ基本条約を締結し、正式な国交を樹立した。両国はロシア帝国時代に締結した日露講和条約(ポーツマス条約)の有効性を再確認し、漁業資源に関する条約を維持する事、及びソ連が北洋漁業権・北樺太石油利権に関する権利を日本に供与する事などで合意した。また議定書ではシベリア出兵の際、日本が占領した北樺太から日本軍を撤退する事などが合意された。
ソビエト連邦の成立後、コミンテルン支部の中国共産党によって漢口事件を起こしたが、その後に反日運動を停止する方向で動いていた。しかし、中ソ紛争勝利後に、中国共産党によって朝鮮共産党に対し満洲にある日本領事館などへの襲撃を行わせた（間島共産党暴動）ほか、中国共産党によって満洲のソビエト化を計画していたが、関東州の日本警察によって計画を暴かれてしまう。その後、日本によって満洲事変を起こされ、満洲国が建国されてしまい、満洲国との国境などでたびたび日本と軍事的衝突を起こしていた（日ソ国境紛争）。中国共産党が朝鮮地方の普天堡を襲撃したり（普天堡の戦い）と、日本に対し赤色テロ活動を続けたりしていた。
第二次世界大戦中の1941年4月に日ソ中立条約が締結され、独ソ戦開始後は連合国に所属した。アメリカ軍はドーリットル空襲の際にはウラジオストクを避難場所とすることを検討してソ連に提案したが、日本と中立条約を結んでいた同国は拒否している。
ヤルタ会議において連合国間で結ばれた密約を元に、1945年8月にこれを一方的に破棄し日本に宣戦布告し（ソ連対日宣戦布告）、日本が連合国に降伏したにもかかわらず侵略を続け千島列島・北方地域なども占拠した。そのうえ、多くの日本人捕虜を戦後の長い間シベリアなどに拘留して強制労働に処し、全収容者の一割以上が病気・事故により死亡している（シベリア抑留）。
このような経緯による日本の反ソ感情に加え、第二次世界大戦後に吉田茂首相がアメリカとの同盟関係（日米同盟）を主軸とした外交を採用したことから、日ソ関係はしばらく進展がなかった。その後、西側諸国以外の国も重視した独自外交を模索する鳩山一郎へ政権が交代した為、日ソ間での国交正常化の機運が生まれた。1956年に日ソ共同宣言を出して国交を回復し、ソ連が反対し続けていたために実現しなかった日本の国際連合加盟が実現した。冷戦の影響もあり、戦後日ソの首脳会談が行われる事は数少なかったが、1973年と1991年に首脳会談が実現した。
日ソ共同宣言によって外交関係は正常化したものの、その後もソ連が北方領土を不法占拠し続けたこと、日本社会党などの左翼政党や反政府組織に資金援助を行うなど内政干渉を行っていたこと、さらに日本がアメリカの同盟国で連合国軍による占領の終了後もアメリカ軍の駐留が続いたこともあり（在日米軍）、関係改善は進展しないまま推移した。その一方で、与党の自由民主党所属の一部の議員は、自主的にソ連とのパイプを持ち日ソ関係が完全に断絶することはなかった。北洋漁業や北洋材の輸入、機械や鉄鋼製品の輸出など両国の経済関係はソ連の崩壊に至るまで続いた。

#### 東三省・満洲国
亡命した白系ロシア人が満洲のハルビン市を中心に居住していた。崩壊した臨時全ロシア政府（オムスク政府）や白軍と関わりのある者によって、ザリヤやグンバオなどのソ連に批判的な白系露字新聞が執筆されており、白系ロシア人が中国や日本とともに反革命を計画していたため、ソ連は満洲に住む白系ロシア人に手を焼いていた（たとえば、中ソ紛争におけるハバロフスク議定書には、白系ロシア人に対する条項が含まれている）。
大戦末期の1945年にソ連は満洲国に攻め込み（ソ連対日参戦）、満洲国を崩壊させ、満洲を共産化させて白系ロシア人を満洲の表舞台から追い出した。

#### イギリス
1924年のジノヴィエフ書簡事件により、イギリスから警戒される。さらに1927年のアルコス事件によって、秘密文書がイギリスに漏れてしまう。これにより両国は国交を断絶する。その2年後の1929年に国交は回復したが、イギリスのソ連への警戒は依然として強かった。一方のソ連もイギリスへの警戒心は強く、1939年にはドイツとの間で独ソ不可侵条約を締結し、イギリスを牽制した。1941年7月には独ソ戦を受けて軍事同盟の条約を結ぶ。しかし、1960年にはイギリスに暗号文解読のためのアメリカのベノナ計画へと参加されてしまった。

#### アメリカ合衆国
アメリカ合衆国とは、第二次世界大戦においては連合国軍における同盟国として協力関係にあり、武器の提供を受けるなど親密な関係にあった。
しかし、第二次世界大戦後は東側の共産主義陣営の盟主として、対する西側の資本主義の事実上の盟主となっていたアメリカ合衆国と、いわゆる「冷戦」という形で対立することになった。
このような関係の変化を受けて、1950年代における朝鮮戦争や1960年代におけるベトナム戦争など、いわゆる代理戦争という間接的な形で軍事的対立をしたが、全面的な核戦争に対する恐怖が双方の抑止力となったこともあり、直接的かつ全面的な軍事的対立はなかった。しかしベルリン封鎖やキューバ危機などでは全面的な軍事的対立の一歩手前まで行ったほか、U-2撃墜事件における領空侵犯を行ったアメリカ軍機の撃墜など、限定的な軍事的対立があったのも事実である。
このような対立関係にあったにもかかわらず、冷戦下においても正式な国交が途絶えることはなく、双方の首都に対する民間機の乗り入れが行われていた。

#### 西ドイツ
第二次世界大戦終結直後より長らく外交関係がなかったが、1955年にアデナウアーがソ連を訪問した事により両国間の外交関係が樹立された。ソ連は1949年に東ドイツと外交関係を樹立した為、これによりソ連は東西両ドイツとの国交を樹立した。
1969年には西ドイツでブラントが首相に就任した。ブラント政権は東方外交を展開し、東側諸国との間で積極的な関係改善を推進した。これによりソ連との間でも関係改善の機会が生まれ、1970年にはモスクワでモスクワ条約 (ソビエト・西ドイツ武力不行使条約)が締結された。この条約により西ドイツは東ドイツ・ポーランド国境のオーデル・ナイセ線を承認し、ソ連との間での経済協力を拡大させる事で合意した。
冷戦終結後、両国はドイツ国内に駐留するドイツ駐留ソ連軍の撤退に関する費用や両国間の更なる経済協力の拡大に関しての協議が一層重要になった。1990年の東西ドイツ統一直後、両国は独ソ善隣友好協力条約を締結した。独ソ善隣友好協力条約の締結により、両国は安全保障から経済協力に至るまでの幅広い領域に関する協力を可能にした。ソ連は西ドイツから多額の経済援助の恩恵を受け、西ドイツからソ連に対して行われた経済援助は約600億マルクにものぼった。

#### 大韓民国
1953年の朝鮮戦争休戦後も長らく外交関係がなかった。1983年の大韓航空機撃墜事件の発生により、両国間の緊張は高まったが、1988年のソウルオリンピックの開催により両国は急速に接近した。1990年にはサンフランシスコで史上初の韓ソ首脳会談が行われ、会談の末両国は国交樹立を達成した。 
ソ連が韓国との国交樹立を重視した理由として、領土問題で対立する日本からの経済援助を得る事が出来なかった事、ゴルバチョフの推進するペレストロイカに批判的な姿勢を示した北朝鮮を牽制する事などが考えられている。一方の韓国も国際連合に加盟する為にはソ連との国交樹立が不可欠であると考えていた。実際にソ連が韓国との国交樹立を達成した事によって北朝鮮の反発を生み、ソ連と北朝鮮の関係は冷却化した。1991年の日ソ首脳会談の直後、済州島で韓ソ首脳会談が行われた。

### 外国渡航制限
外国、特に西側諸国への個人的理由での渡航は、亡命とそれに伴う国家機密の流出や外貨流出などを防止することを主な理由として原則的に禁止されており、渡航先の国と国交があるか否かに関わらず当局の許可がない限り渡航は不可能であった。許可が下りた場合でもさまざまな制限があり、少なくとも個人単位の自由な旅行は不可能であった。これはソ連社会、および東側の社会主義体制の閉鎖性の象徴として西側の資本主義陣営から批判された。
さらに、外国から帰国した旅行者は必ずといっていいほどに諜報部から尋問を受けるため、本人にはその意思がなくても外国で見たことを洗いざらい喋らねばならず、結果的にスパイをしてしまうというケースが多かった。他にも、アエロフロートのような民間航空会社や乗客が実際にスパイとしての役割を兼ねている場合もあった。ただし、経済相互援助会議（コメコン）加盟国同士での海外渡航は容易に可能であり、観光や就労、留学などさまざまな目的にて人的交流は存在した。
西側諸国人との交際や結婚は多くの障害があり、特に幅広く指定された「国益に直接関係する者」や「国家機密に関わる者」の婚姻は禁じられていた。それでも一応、結婚自体は可能であったが（石井紘基のナターシャ夫人や川村カオリの母親のエレーナのように）、その時点でソ連社会での出世の道は途絶えたうえに、今度は配偶者の母国に出国するためのパスポート発給に長い年月を要した。これは西側の資本主義国に限らず、衛星国の人との結婚でさえも当局からさまざまな妨害を受けたといわれている。
外国航路を運行する船舶や外国で演奏旅行をする楽団のみならず、海軍艦艇に至るまで、乗務員や楽団員の亡命を阻止し、外国における言論を監視するために必ずソ連共産党の政治将校が同行していた。それでもスポーツ大会や演奏会などでの亡命は個人や集団を問わず絶えなかった。しかし運よく移住できた場合でも、移住先の国家や社会からは「ソ連のスパイ」という疑念を持たれることが多く、決して安住の地とは言えなかった。

### 例外

#### ユダヤ人
例外として、1950年代までのユダヤ人のイスラエル出国がある。ソ連政府はパレスチナでのイスラエル建国（1948年）を支持し、大戦からの復興途上にある自国からユダヤ人を平和的に減らせるこの移住政策を積極的に推進した。しかし、間もなくイスラエルがアメリカの強い支援を受け、対抗したアラブ諸国がソ連との関係を深めると、このユダヤ人移住も徐々に減っていった。1967年の第三次中東戦争で両国の国交は断絶し、以後、冷戦の終結まで集団出国はほとんど行われなかった。

#### 国外追放
もう一つの例外として、ソ連政府の意に沿わない人間に対する国外追放があった。国家の安定や社会主義体制の発展の害となり、かつ国外での知名度が高いために国内での粛清や拘禁が困難な場合には、対象者の市民権やパスポートを奪い、西側諸国に強制追放した。これによりレフ・トロツキーやアレクサンドル・ソルジェニーツィンはソ連から出国したが、追放者の帰国を認めない点では、外国渡航禁止と同一の発想に立った政策であった。しかし政府の意に沿わない人間であっても、物理学者のアンドレイ・サハロフのような、軍事機密や技術の流出につながる人物は国外追放せずに、国内で軟禁したり流刑を科したりする形を取った。

## 軍事

### 強力な軍事力

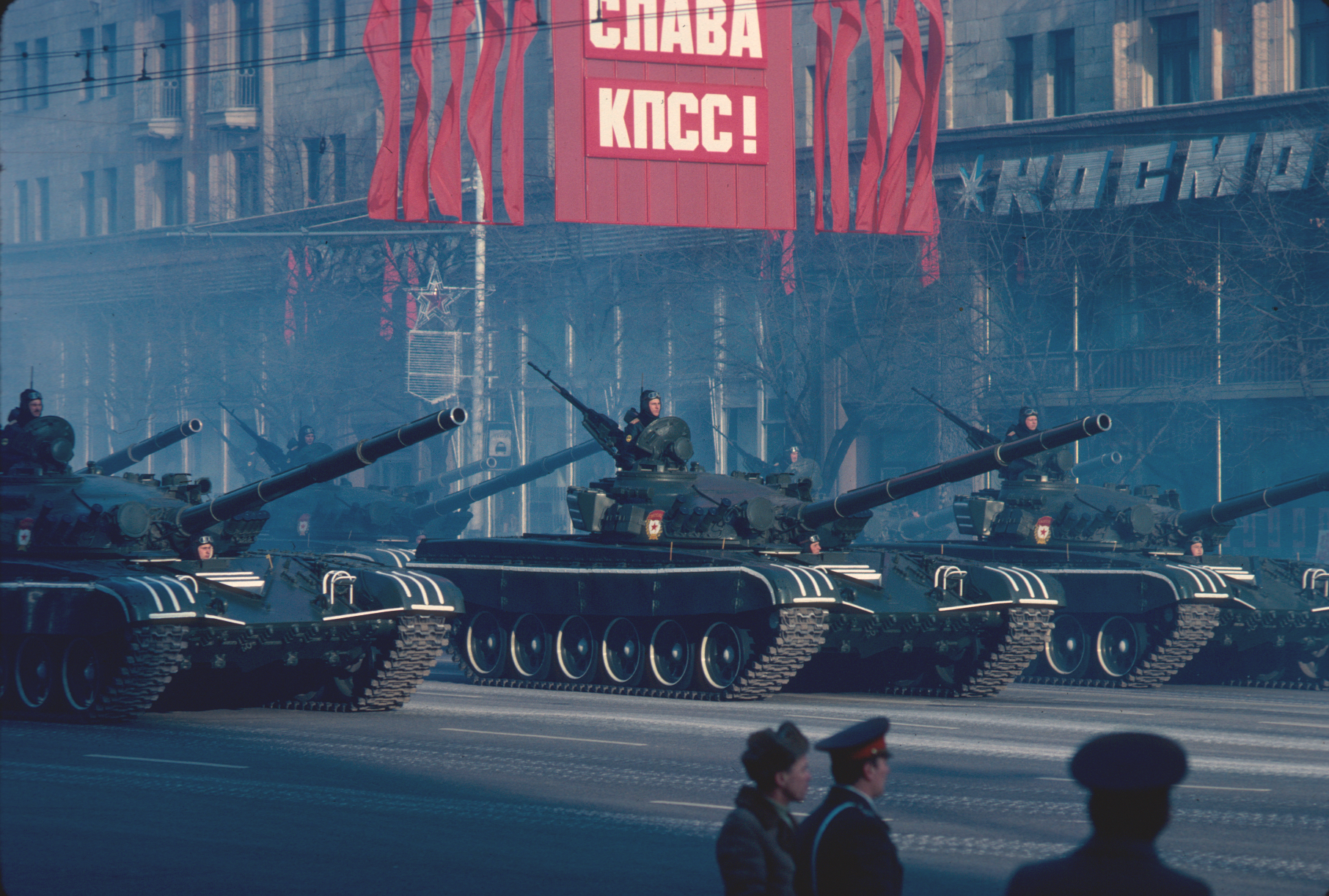
ソ連の軍事パレード（1983年）

アメリカ合衆国を筆頭とする西側諸国への対抗上、核兵器やそれらを搭載可能な超音速爆撃機、ICBM（大陸間弾道ミサイル）や大陸間弾道ミサイルを搭載可能な原子力潜水艦、超音速戦闘機や戦車などを配備し、強力な軍事力を保持していた。
1960年代に入り、東西間で核開発競争が過激化する中でソ連は超大型水素爆弾・AN602を製造する。通称「ツァーリ・ボンバ」と呼ばれるこの水素爆弾は広島型原爆の約3300倍の威力といわれ、第二次世界大戦中に全世界で使われた総爆薬量の約10倍の威力ともいわれる単一兵器としては人類史上最大の威力を有していた。この時期にソ連が運用を開始した自動報復システムは、一つの些細な判断ミスでも世界規模の核戦争を引き起こしかねないことから「終末兵器」と呼ばれた。その危険性を示す実例として、1983年に監視システムのコンピュータが核ミサイル発射を誤報した事件がある。
しかし、こうした強力な軍事力の維持は軍事費の増大をもたらして国家予算を圧迫し、その分、民生向けのインフラや流通システムなどの整備に遅れをきたし、結果的に国民経済を疲弊させた。1979年から10年続いたアフガニスタン侵攻は泥沼化し、何の成果も得られずに失敗した。多大な戦費を費やし多数の兵士の人命を失ったのみならず、ソビエト連邦の威信をも低下させ、結果的にソビエト連邦の崩壊を早めたとされる。

### 軍事支援
東側陣営のワルシャワ条約機構の中心国となり、東ヨーロッパ諸国に基地を置き、ハンガリー動乱やプラハの春など衛星国での改革運動を武力鎮圧し、ワルシャワ条約機構の加盟国のみならず、中華人民共和国や北朝鮮、キューバや北ベトナムなど、世界中の反米的な社会主義、共産主義国に対して小銃から爆撃機に至るまで各種の武器を輸出した。現在でも第三世界には旧ソ連製の武器が大量に流通している。
それだけでなく、自らの軍事技術をこれらの国に輸出したほかにも、将校などを派遣して軍事訓練を行い、これらの国における軍事技術の向上に寄与し、その中には、モスクワのパトリス・ルムンバ名称民族友好大学や各種軍施設などにおけるスパイやテロリストの養成や資金供与、武器の供与なども含まれている。朝鮮戦争やベトナム戦争などの代理戦争の際には、友好国側を積極的に支援した。
冷戦期間を通じて、アメリカ合衆国やヨーロッパ諸国などの西側諸国や、南アメリカ、中東、アジア、アフリカ諸国の非社会主義政権国における社会主義政党や反政府勢力、非合法団体やテロ組織を含む反社会的勢力、反戦運動団体（その多くが事実上の反米運動であった）に対する支援を行い、その中には上記と同じく各種軍施設などにおけるスパイやテロリストの養成や資金供与、武器の供与なども含まれていた。

## 科学技術

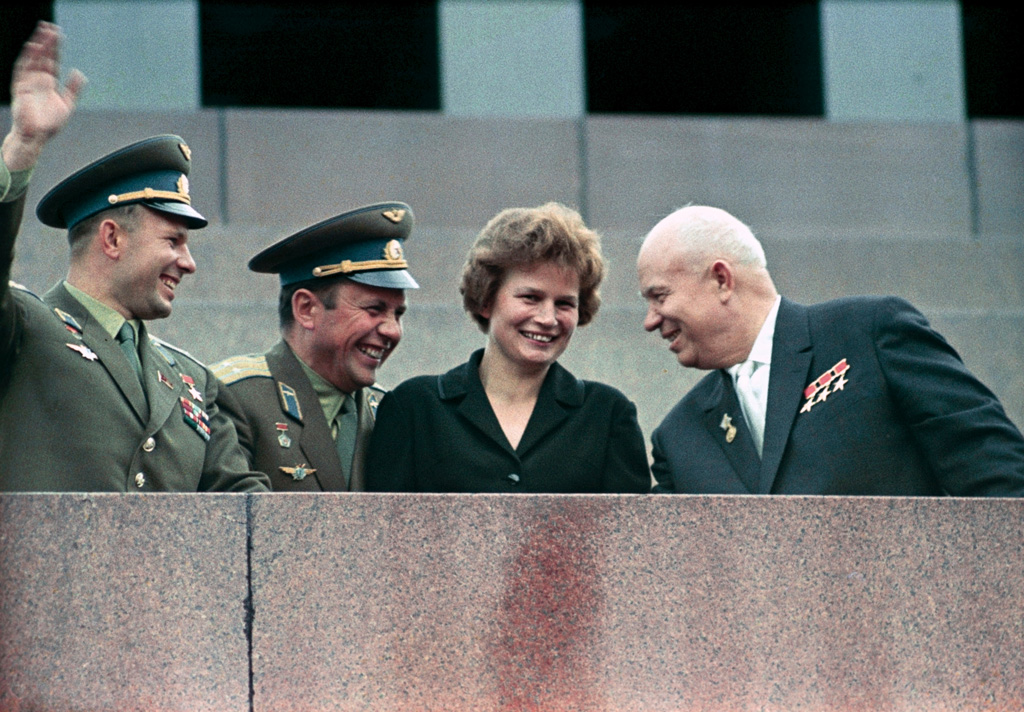
ソ連初の女性宇宙飛行士ワレンチナ・テレシコワ（中央の女性）。ニキータ・フルシチョフ（右）らと共に（1963年）

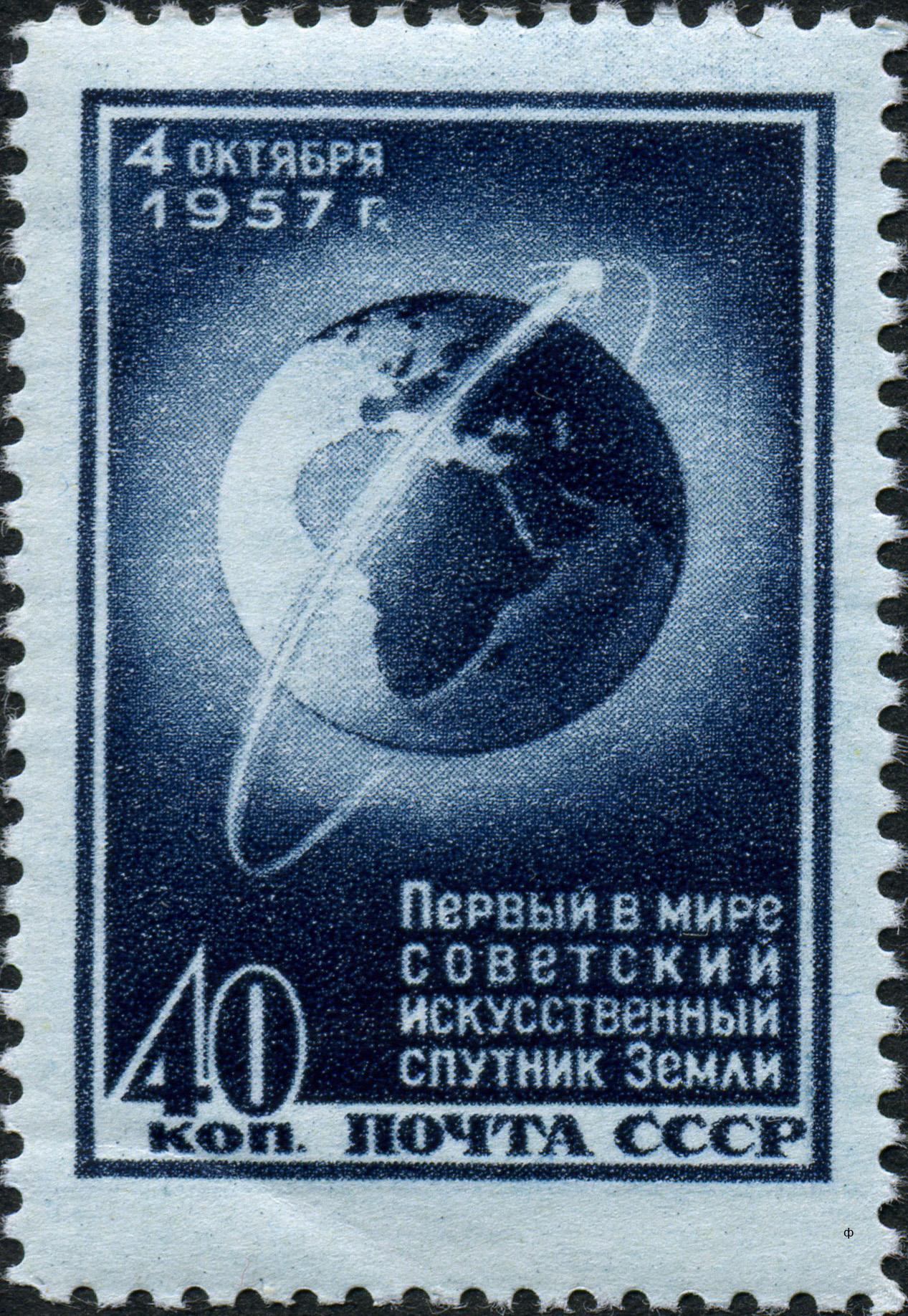
スプートニク1号の軌道を示すソ連の切手

航空宇宙技術では、アメリカとの対抗上、国の威信をかけた開発が行われた（宇宙開発競争）。人類初の人工衛星「スプートニク1号」の打ち上げ成功、ユーリ・ガガーリンによる人類初の有人宇宙飛行の成功、宇宙ステーション「ミール」の長期間に渡る運用の成功などの宇宙開発のほか、世界初の原子力発電所オブニンスクを建設するなど、ソ連は人類の巨大科学に偉大な足跡を残している。現代のロケット工学や宇宙開発の基礎は、ソ連のコンスタンチン・ツィオルコフスキーが築いたものである。
航空機でもミコヤン・グレビッチ設計局（ミグ）、イリューシン設計局、ツポレフ設計局などによって独創的な機構が開発され、自国での軍用機調達を可能とした他、衛星国への販売にも成功し、ソ連崩壊後にも保守部品販売による収益をもたらした。一方で経済効率や品質の向上には無頓着なままで、国内と衛星国以外ではほとんど採用されず、特に採算性を重視する民間機の採用は皆無であった。これらの宇宙研究や原子力研究は、関係者以外の立ち入りを許さず、地図にも記載されない閉鎖都市で行われることがあった。
一方で、航空宇宙、土木、建築など国が推進する分野以外では遅れが目立った。特にスターリン時代では、科学的見地よりイデオロギーが優先されることがしばしばであり、特にトロフィム・ルイセンコの提唱したルイセンコ理論などにより、ソ連の農業は壊滅的な被害を受け、輸入国に転落した。計画経済による工場の建設や開発は、時として実情を無視したものとなり、利益面や環境面で失敗することもたびたびであった。このため、地域によっては土壌や河川に深刻な環境破壊が発生し、多くの人が健康被害を受けることになった。さらにチェルノブイリ原子力発電所事故に代表されるような官僚的な隠蔽体質はこれらの被害を表面上は覆い隠し、被害を拡大させた。特にアラル海の開発計画は20世紀最大の環境破壊と呼ばれる事態を引き起こした。時には土木工事などに「国家経済のための核爆発」が使用されることすらあった。
原油など資源に依存する構造から重厚長大産業を重視したために「軽薄短小産業」に対応できず、半導体や集積回路、液晶技術でも大幅に遅れを取り、西側のようにコンピュータの急速な進歩と一般生活に至る本格的普及を実現することはできず、ハイテク分野で決定的に立ち遅れることとなった。軍事利用目的で東芝や日立製作所などの日本の民間メーカーから製品や技術を導入することもあった（東芝機械ココム違反事件）。特に半導体分野は2023年時点（ロシア連邦）でもアメリカやアジアに後れをとり、輸入頼みとなっている。
宇宙食など国が推進する分野と関連がある研究テーマには資金が拠出されていた。
ソ連では研究開発のために国立の研究機関が設立されたが、崩壊により資金不足に陥り、特許や技術を西側の企業に売却した例もある。また科学者や技術者が仕事を求め西側へ移住する頭脳流出により後の研究開発に支障を来した。

## 交通
国民は自分の在住している地域以外への遠距離移動が事実上限られていただけでなく、国外からの旅行者のソビエト国内における移動に大幅な制限があったため、国内外の交通に対する需要は非常に限られていた。鉄道網は、長距離や近距離を問わず軍事転用が容易なことから比較的整備が進んでいたが、西側諸国と違い個人所有の自動車の数が限られていたことから、高速道路やガソリンスタンド、レンタカー、タクシーなどの自動車インフラは貧弱なままであった。
外国、特に西側諸国への個人的理由での渡航は、亡命と外貨流出を防ぐということを主な理由に原則的に禁止されており、また国交がある国であろうがなかろうが、当局の許可がない限り渡航は不可能であった。許可が下りた場合でもさまざまな制限があり、個人単位の自由な旅行は不可能であった。しかしながら、国力と友好関係を誇示することと外貨獲得を目的に、国外への航空機や船舶による定期便は比較的整備されていた。

### 航空

#### アエロフロート

##### 国内線

ソ連時代のアエロフロートの旗

広大な国土は主に航空機によって結ばれていた。国内の航空路線網は、唯一にして最大の航空会社で、ナショナル・フラッグ・キャリアである国営のアエロフロート・ソビエト航空によって運行されており、長距離国際線から国内幹線、航空機によってのみアクセスが可能な僻地や、舗装された滑走路が整備されていない地方空港への運行が可能なように、超音速旅客機を含む大型ジェット機からターボプロップ機、小型複葉機や大型貨物機までさまざまな機材を運行していた。
使用機材のほとんどは、イリューシンやツポレフ、ヤコブレフなどの国産機材であったが、一部はチェコスロバキアやポーランドなど東側友好国の機材も導入されていた。有事にはそのまま軍事利用できるように、一部の機材は銃座が残されたまま運航されていた。

##### 国際線

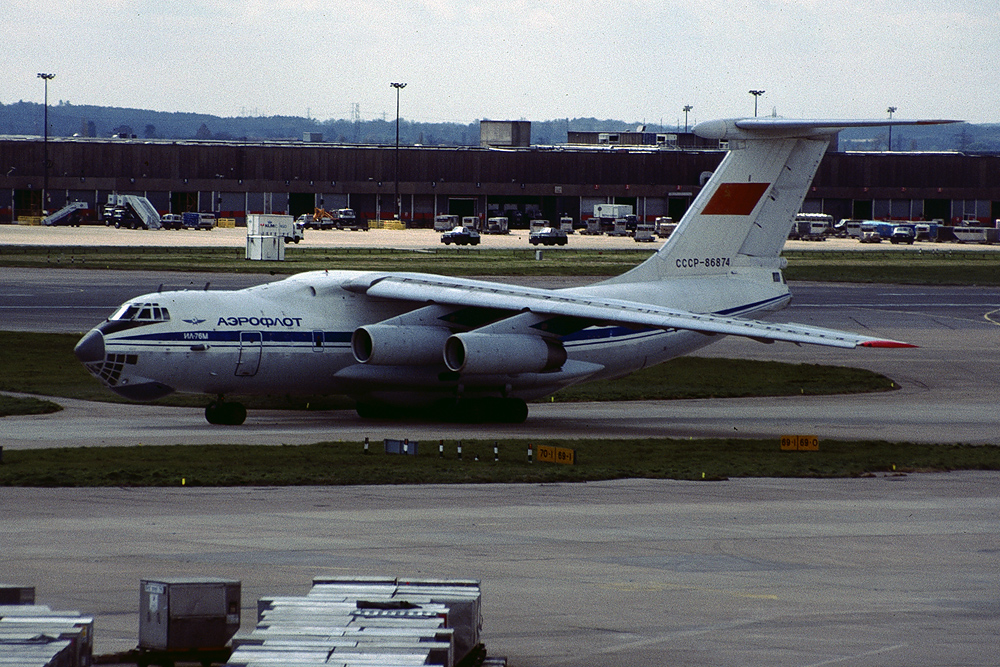
尾部に銃座を残したアエロフロートのイリューシンIl-76

同じく国際線もアエロフロートによってのみ運行されていたが、ソビエト国民の海外渡航や国外からの旅行者のソビエト国内における移動には大幅な制限があった。一方で、国力と友好関係を誇示することと、外貨獲得を目的に、イギリス、日本、アメリカなどの西側の主要国や東ドイツやポーランド、ブルガリアなどの東欧の衛星国、キューバやアンゴラ、北朝鮮などの友好国をはじめとする世界各国に乗り入れを行っていた。
しかし、国力と友好関係を誇示することという主な目的から、完全に採算度外視で運行していたこともあり格安な航空料金で提供していたものの、その空港、機内サービスは西側諸国のものには遠く及ばなかったことから、西側諸国の多くでは格安な料金と劣悪なサービスでのみ知られていた。
海外からは多くの友好国の航空会社がモスクワやハバロフスクなどの大都市を中心に乗り入れていたほか、アメリカ、イギリス、日本、西ドイツなどの西側諸国からも、パンアメリカン航空、英国海外航空や日本航空、ルフトハンザ・ドイツ航空などのナショナル・フラッグ・キャリア航空会社が乗り入れていた。
西側諸国に乗り入れた際には、航路から外れて軍事基地や港湾施設の近くを飛ぶことも多々あったと報告されており、そのため日本でも航空自衛隊の基地と併設している千歳空港への乗り入れを拒否されていた。さらにイリューシンIL-76などは尾部に銃座を残したまま（銃は取り外されていた）運航されていた機材もある。
日本との間は日本航空とアエロフロートが東京（羽田空港、成田空港）、新潟（新潟空港）とモスクワ、ハバロフスク、イルクーツクとの間に定期便を運行しており、一部路線においては日本航空とのコードシェア運航も行われていた。

### 鉄道

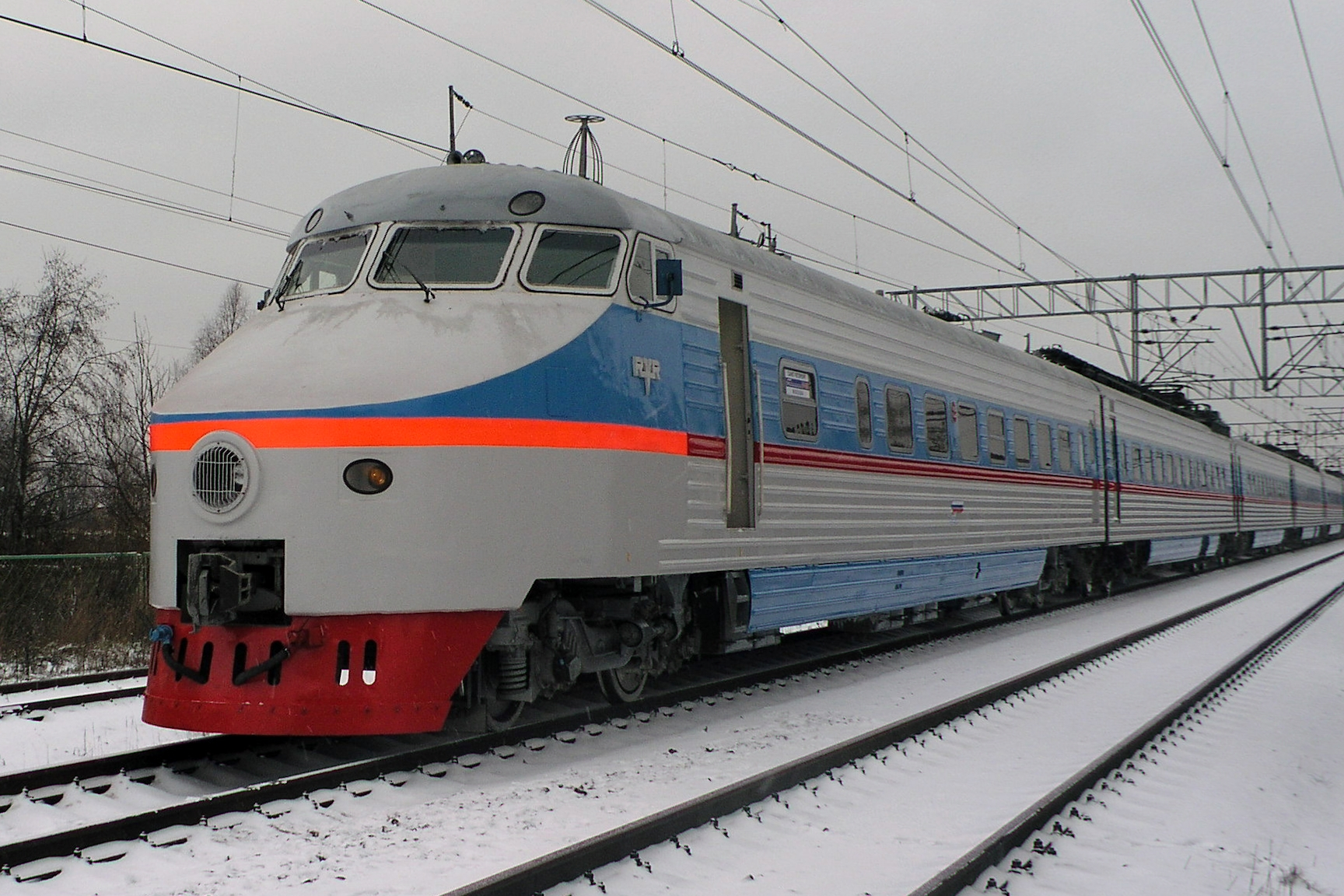
ソ連運輸省ER200形電車

シベリア鉄道を代表とする鉄道網によって各都市が結ばれていたほか、衛星国を中心とした近隣諸国に国際列車も運行されていた。モスクワやレニングラード（現在のサンクトペテルブルク）などのいくつかの大都市には防空壕を兼ねた地下鉄網が整備されており、社会主義建設の成功を誇示する目的で、スターリン時代に建設された一部の駅構内は宮殿のような豪華な装飾が施されていた。

### 自動車
個人による自動車の所有だけでなく、自分の在住している地域以外への遠距離移動が事実上限られていたこともあり、西側諸国で行われていたような高速道路による国民の自由な移動は一般的なものではなかった。大都市の市街地にはトロリーバスを含むバス路線網が張り巡らされていた。

## 経済

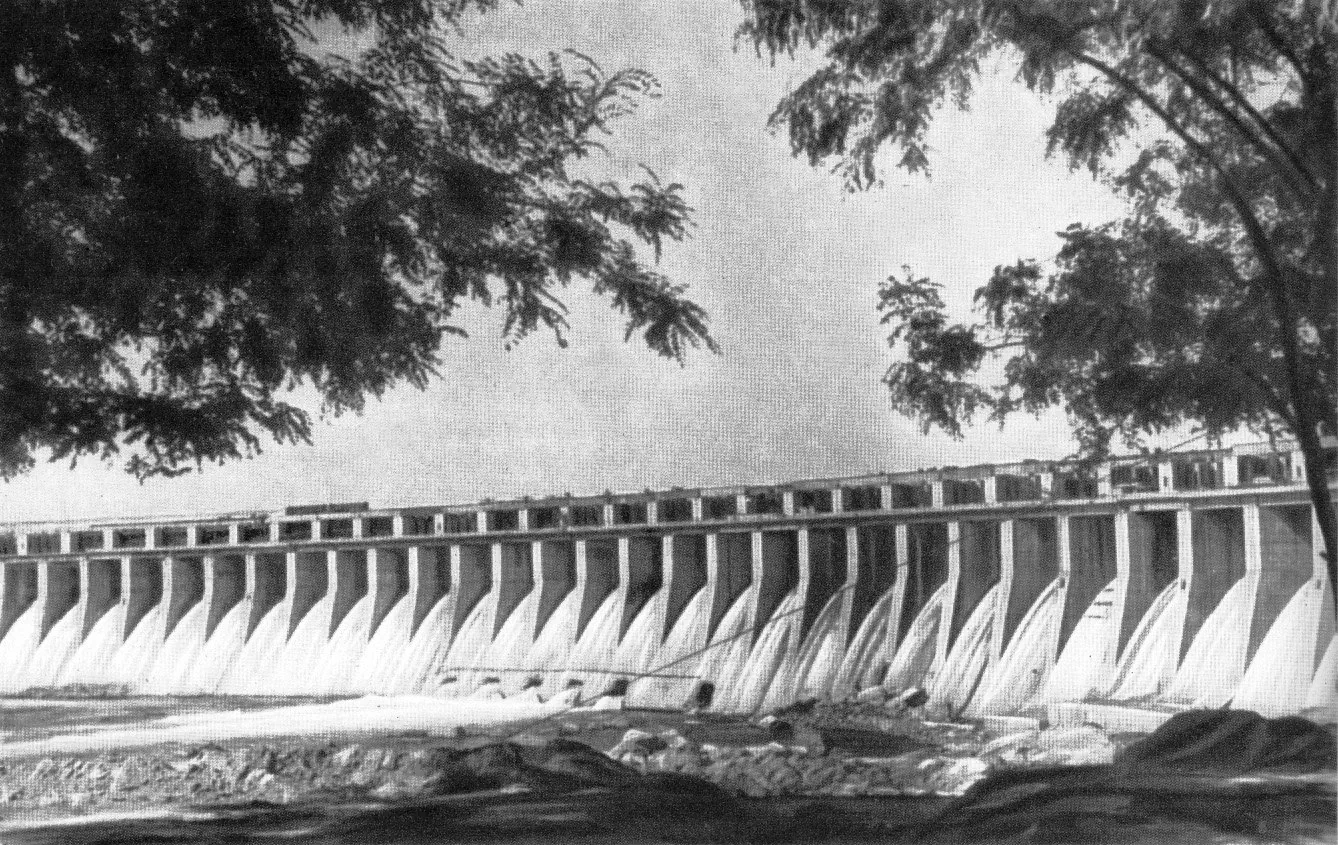
ソ連において数ある水力発電所のうちの一つであるドニエプル水力発電所

### 計画経済
経済面では計画経済体制が敷かれ、農民の集団化が図られた（集団農場）。医療費などが無料で税がまったくないことでも知られた。1930年代に世界恐慌で資本主義国が軒並み不況に苦しむ中、ソ連はその影響を受けずに非常に高い経済成長を達成したため、世界各国に大きな影響を与えた。しかし、その経済成長は政治犯や思想犯を中心とした強制労働に支えられ、その富は共産党の上層部に集中して配分されていた実態がその後に明らかになった。
ジョン・ケネス・ガルブレイスは「資本主義諸国が1930年代に大恐慌と不況にあえいでいたとき、ソ連の社会主義経済は躍進に躍進を続け、アメリカに次ぐ世界第二の工業国になった。そして完全雇用と社会保障をやってのけた」としながらも、1970年代には崩壊し始めたと総括している（しかし、1930年代当時のソ連経済の躍進の裏には、数百万人といわれる規模の強制労働従事者のほぼ無償の労働による貢献があった点を、ガルブレイスは見落としているか故意に無視していることに注意が必要である）。実際、1960年代以降は計画経済の破綻が決定的なものとなり、消費財の不足などで国民の生活は窮乏した。
流通の整備が遅れたため、農製品の生産が十分にあったとしても、それが消費者の手元に届けられるまでに腐敗してしまうこともあった。そのために闇市場のような闇経済や汚職が蔓延し、そのような中で共産貴族がはびこるという結果になった。

### 農業

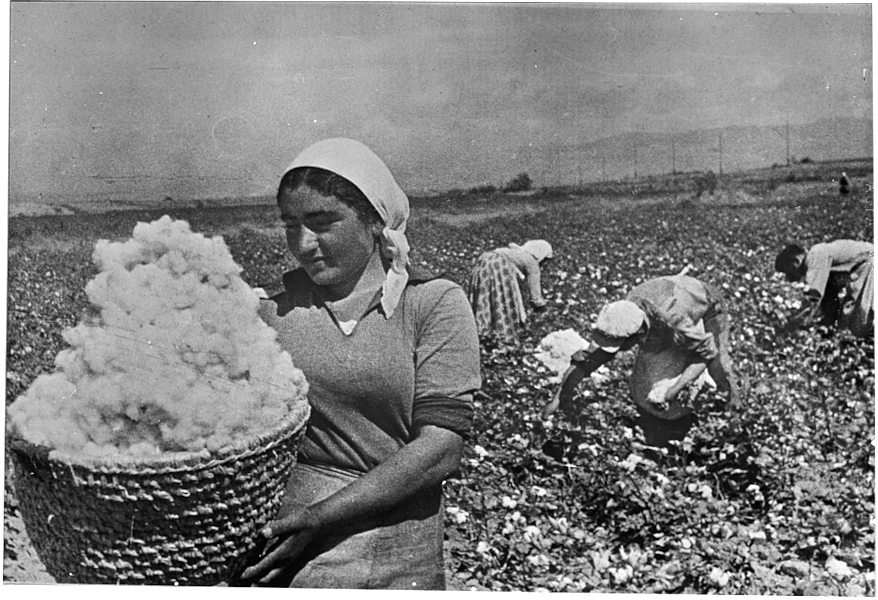
1930年代のアルメニアにて、綿花の収穫

ソ連の農業は、気候条件の厳しさから農業に適した地域は比較的限られており、また各共和国にモノカルチュア的な生産を割り振ってきた結果、ウクライナやベラルーシ、ロシアの黒土地帯・コーカサス地帯などでは主要な作物は小麦等の穀類や飼料作物（ビートなど）、ジャガイモ、ヒマワリ、果樹、野菜、シベリアでは穀類が中心、極東では大豆、中央アジアは綿花であった。農業労働者たちは、集団農場と国営農場で計画経済のもとで定められた賃金でノルマを満たすだけの作業のみ従事させられていた。農作物の価格は国家が決定し、価格を調整するために補助金を支給していた。これらが労働意欲を減退させ、農業生産性を極端に低くし、1970年代からは肉類、穀物の恒常的な輸入国になり農業はソ連のアキレス腱になった。
ロシア革命時、農村は人口の80%を占めていた発などを含む「戦時共産主義」によって、荒廃し特にウクライナで数百万人ともいわれる餓死者を出した。そのため1921年に穀物の強制徴発を廃止した新経済政策「ネップ」により、農業は戦前の水準を回復したが穀物の調達は困難になっていった。そこで1928年、スターリンは、農業集団化を実施し低賃金で酷使される集団農場と国営農場に改編された。クラークとされた勤勉な農民900万人は追放され、半数は処刑され残りは強制収容所に送られた。穀物の調達量は増加したが生産は低下し、1931年から1933年にかけて700万人が餓死した。抵抗した農民たちも最終的には工業労働者となったり集団農場に組織されたりした。
1941年に独ソ戦が始まると農村は壊滅的な打撃を受け、戦後も戦前と同様の経済体制を維持しながら戦後復興に着手したため、1946年から1947年かけて100万人以上が餓死し、多くが離農した。1953年、スターリンの死後、フルシチョフは、カザフスタンや西シベリアなどの未開墾地、耕作放棄地の開拓事業を提案し、処女地からの穀物の収穫が試みられた。1955年から数年の間は処女地の収穫物によって穀物の不足は一時的に解消されたが、ルイセンコ理論や農地の砂漠化で処女地が不作に陥ると穀物は再び欠乏し国外から輸入するようになった。フルシチョフ失脚後も集団農場の生産性は上がらず、1980年代には集団請負制を導入するも、コルホーズ内のわずかな自留地では支えきれない大量の食料をアメリカから輸入していた。

### 消費財の流通
東西対立の世界構造の中で、軍需産業に高い技術と莫大な資金を投じることで軍民転換が遅れ、冷蔵庫や洗濯機、乾電池や電子レンジなどの国民生活に必要な電化製品や、石鹸や洗剤、シャンプーやトイレットペーパー、鉛筆やボールペンなどの一般消費財、たばこや清涼飲料水などの嗜好品の開発と生産、物流の整備は疎かにされ、西側諸国に比べ技術、品質ともに比べ物にならない低レベルの電化製品でさえ、入手するために数年待たなければいけないというような惨憺たる状態であり、これはリチャード・ニクソンとの台所論争でもアメリカから槍玉にされた。
さらにほとんどの電化製品や自動車の技術は、西側諸国の技術より数十年遅れていたといわれているうえ、その多くがフィアット（トリヤッチを参照）やパッカードなどの西側の企業と提携し、旧型製品の技術供与を受けたもの、もしくは西側製品の無断コピーや、第二次世界大戦時にドイツ国内から接収、略奪したオペルの生産工場施設からの技術の流用であった。
電化製品や一般消費財、嗜好品や自動車は、市場における競争に勝ち残るために西側諸国では頻繁に行われていた新製品の開発や市場投入、改良や価格改定はほとんど行われず、なにも改良されないまま30年以上にわたり同じ製品が製造されていた。
自動車の個人所有は共産党幹部などの限られた階級の人間に限られ、それ以外の階級のものが手にするためには、電化製品同様数年待たなければいけない状態であった。まして労働者階級がジルやヴォルガなどの高級車や、レオニード・ブレジネフなどが愛用したシトロエンなどの西側諸国からの輸入車を所有することは事実上不可能であった。

### 貿易
上記のように、電化製品や消費財、工作機械や自動車などの技術や品質が西側諸国のそれに対して決定的に劣っていたことから、西側諸国に対しての輸出は、農産物や魚介類などの第一次産品や、原油や天然ガスなどのエネルギー資源が主であった。通貨のルーブル自体が、国外で通貨としての価値が低かったこともあり、エネルギー資源の貿易がある国を除いては、西側諸国との貿易収支はおおむね赤字であったか非常に少ないものであった。また農産物などとの物々交換の形式とした例もあった。農産物により外貨獲得のため食料輸出輸入公団（S.P.I. Groupの前身）が西側にも輸出していたが、ウォトカは西側諸国ではカクテルベースとして人気があったことから、アメリカでのストリチナヤの販売権を得たペプシコは、ソ連国内で販売されるペプシコーラの濃縮液との物々交換で支払っていた。
衛星国や社会主義国との間の貿易は、それらの多くの国の外貨が乏しかったことや、ココムなどの貿易規制により西側諸国からの貿易品目が制限されていたことから、一次産品やエネルギー資源はもとより、西側諸国では相手にされなかった電化製品や消費財、工作機械から自動車、航空機などの軍事物資に至るまでが輸出された。1975年の国別工作機械生産額でもソ連は世界3位である。その多くが事実上の援助品とあるいは、相手国の一次産品とのバーター貿易など無償に近い形で供給された。1930年からペレストロイカ実施まで、商業手形が廃止されていたので流通・割引がなく、取引はゴスバンク（国有銀行）で集中決済された。

### 輸入消費財
西側諸国の電化製品や化粧品、衣類などの消費財の輸入、流通は原則禁止されていたものの、モスクワなどの大都市のみに設けられた「グム」などの外貨専用の高級デパートで入手することが可能であった。しかし実際にそれらを購入することができるのは外国人か共産党の上層部とその家族だけであった。そのため、マールボロのたばこやリーバイスのジーンズなど多くの西側製品が闇ルートで流通していた。

### 会計監査
会計も社会主義に基づいて進められ、会計士は計画経済を進める最高国民経済会議のために働くこととなった。国営企業の会計責任者は、貸借対照表と会計報告書を作成して会計を組織する責任を負った。中央集権化と集団農場化が進んだ1930年代からは、スターリン主義者によって会計学は個別企業のみを対象にしていると批判され、スターリン主義に批判的な会計士は活動の場を奪われ、ソ連財務省と中央統計局が会計の指導と監督を行うようになった。
会計人は中央省庁の計画をもとに実務を行う簿記係と、上級機関に責任を持つ会計担当者に分かれた。経営の改善や専門家としてのイニシアティブを発揮する余地はなくなり、会計は硬直化した。1960年代からは経済改革による分権化が始まり、計画経済や企業管理において利潤・原価・価格・利子なども評価されるようになり、会計士は科学技術協会（HTO）に所属して専門家として活動した。HTOでは資本主義諸国の会計の取り入れも検討された。
1980年代後半のペレストロイカから民営化や市場経済化が始まり、西側諸国との合弁企業で市場経済の会計が部分的に導入され、企業の営業秘密が認められた。1991年のソ連の崩壊後は市場経済化がさらに進み、ロシアでは公認会計士にあたる監査士が国家資格化された。

### アメリカ合衆国との比較
| 1989年時点における米ソの比較 1990年のザ・ワールド・ファクトブックに基づくデータ。 | 1989年時点における米ソの比較 1990年のザ・ワールド・ファクトブックに基づくデータ。 | 1989年時点における米ソの比較 1990年のザ・ワールド・ファクトブックに基づくデータ。 |
|                                                                                   | ソビエト連邦                                                                      | アメリカ合衆国                                                                    |
| --------------------------------------------------------------------------------- | --------------------------------------------------------------------------------- | --------------------------------------------------------------------------------- |
| GDP（PPP,1989年 – million $）                                                     | 2兆6,595億ドル                                                                    | 5兆2,333億ドル                                                                    |
| 人口（1990年7月）                                                                 | 約2億9,093万人                                                                    | 約2億5,041万人                                                                    |
| 1人あたりのGDP（PPP,$）                                                           | 9,211ドル                                                                         | 21,082ドル                                                                        |
| 労働力（1989年）                                                                  | 約1億5,230万人                                                                    | 約1億2,555万人                                                                    |

ソビエト連邦はアメリカとは同レベルのGDPでなかったが、アメリカ以上に巨大な面積と資源で超大国としての地位を得ていた。アメリカと対等レベルの核兵器を保有しているとみられていたために、直接対決だと共倒れを招くために自国の軍事行動にアメリカを介入させることはできなかった。国内総生産、また1人あたりのGDPもアメリカの2分の1から3分の1ほどであった。
国民の生活レベルを犠牲にして、ひたすら重工業投資と、軍事支出に資源を集中していた。1950年代に約15％だったソ連の投資率は、1980年代には30％に達し、軍事費率もある推定では1980年代中頃には16％に達していた。1970年代以降、コンピュータや半導体といったハイテク部門の重要性が増すと、重工業優先のソ連ではその技術を導入するのが困難となり、技術進歩率は停滞、ついには設備の老朽化と相まって1980年代には技術進歩率はマイナスに陥ってしまった。
ソ連の経済は1950年代から1960年代の初頭まで目覚しいペースでアメリカの国力を追い上げており、「20年以内にアメリカを追い抜く」というフルシチョフの強気の発言も信じられていたが、1960年代に入るとそのペースは一服したものの、1975年にソ連の相対的な国力は対米比45％と頂点に達した。しかしその後は衰退局面に入り、逆にアメリカとの相対的な国力の差は拡大していった。
ソ連崩壊後、ロシアの軍事力と経済力は急激に衰え、アメリカとは1人当たりのGDPと軍事費において大きく差をつけられた。さらに経済混乱の影響で、国民は社会保障を破壊されて苦しんだため、親米的でペレストロイカを行ったゴルバチョフを、「アメリカに魂を売った売国奴」や「国益を損ねた裏切り者」と酷評する者も少なくない。

## 国民

年代別の人口（1989年）。ロシア内戦期に誕生した70歳、大祖国戦争中に誕生した45歳の前後では、出生数が大きく減少している。

ソビエト連邦は150もの民族を擁する多民族国家であり、それぞれの地域に基幹民族が存在した。民族共和国の内部に自治共和国や自治州が置かれたのはこのためである。また、国民の多くは差異あれどロシア語を解し、モスクワやレニングラード、ロシア人が古来より定住する地域を除いてはこのロシア語と現地語の併用が見られた。
また、国民は帝政期より文化交流を盛んとしており、ロシア人の間でグルジア料理が親しまれたり、ボルシチといったスラヴ料理はソビエト連邦の国民食として世界に紹介される。

### 公教育

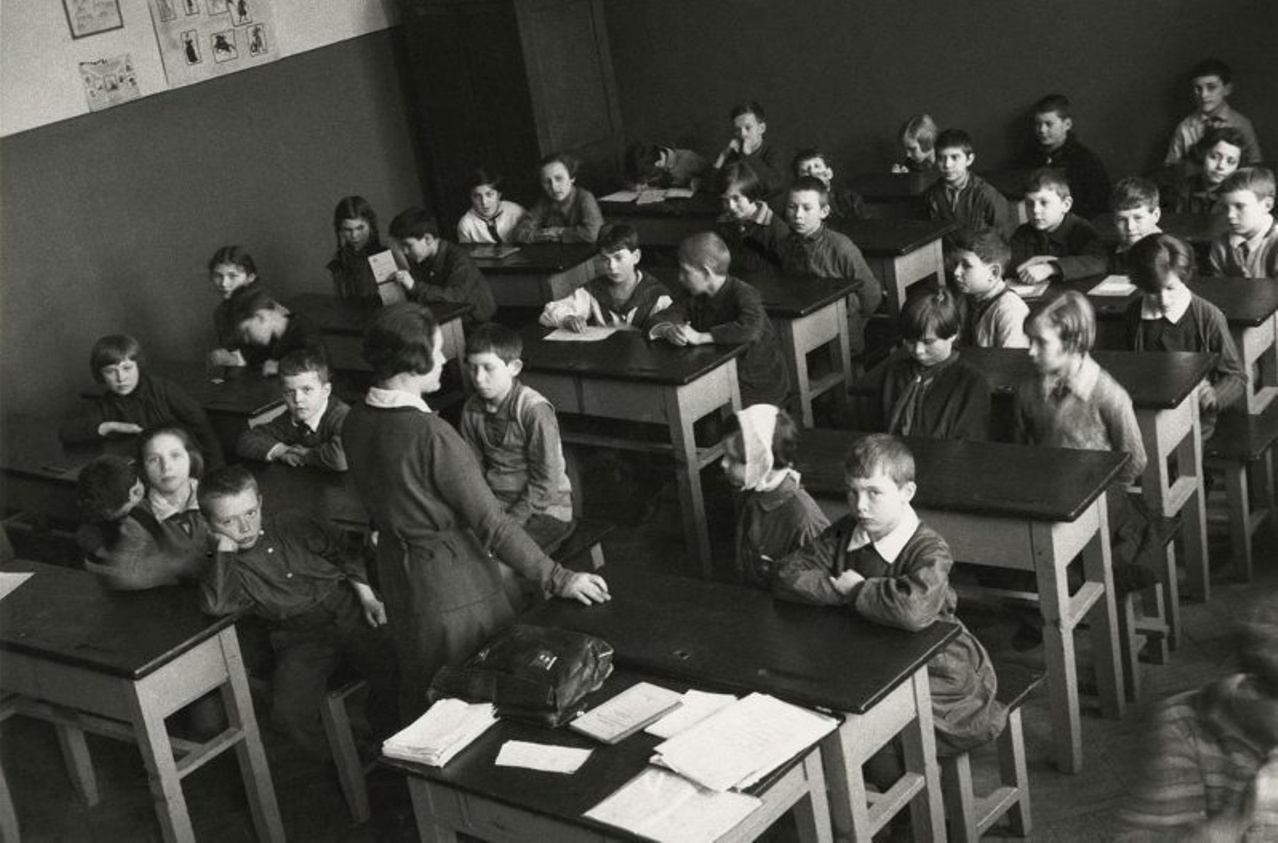
学校の様子（1930年代）

ソビエト連邦において公教育は、少年少女に基礎教育を施すだけではなく、青年への分野別の専門教育を保証した。1918年の教会分離布告以降に発展したソ連の公教育は、16歳未満の教育に対する学費を撤廃し、母国語での教育体制の確保し、その発展に大きく寄与した。また同時に公教育は国家方針を浸透させる場所としても機能し、後述するピオネールとコムソモールは、共産党直属の組織であった。

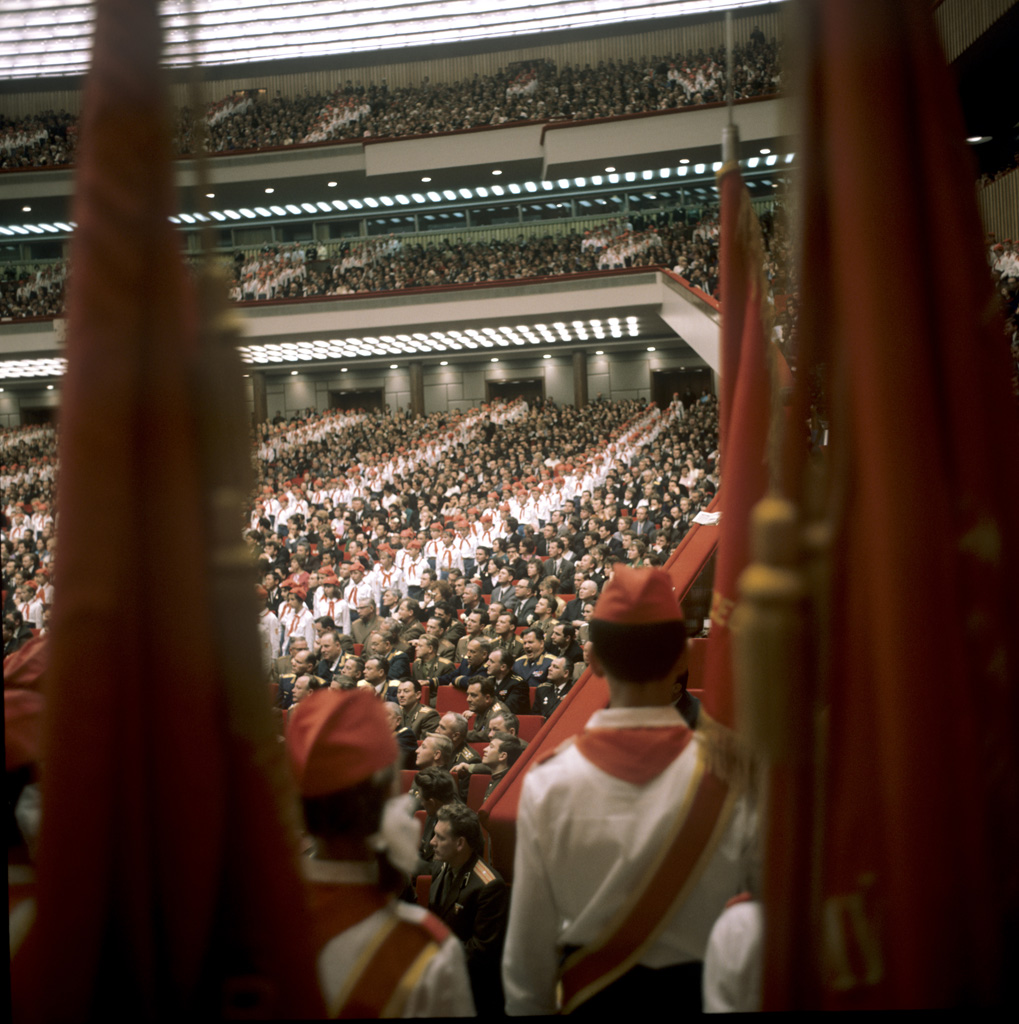
ピオネール

#### ピオネール
学校で成績な優秀を収める15歳以下の生徒はピオネールに所属した。正式名称はヴェ・イ・レーニン名称全連合ピオネール（Всесоюзная пионерская организация имени В. И. Ленина）、1922年に創設し、主として課外授業を実施する組織であった。赤いネッカチーフを身につけ、ラッパやドラムを演奏しながら行進することが多かった。入団は、自由意志の参加に基づくがその門は狭く、児童の二割程に許された所属であったのである。そのためピオネールには品行方正が要求され、「ポケットに手を入れてはならない」や「指を舐めない」、「握手をしてはならない」など、禁止事項は100にのぼった。
スローガンである「備えは常にあり！（Всегда готов!）は、ピオネールによる大号令でもあった。80年代には日ソ交流の一環として、日本の児童がピオネール・キャンプ（多くはナホトカ、ウラジオストク、ハバロフスク、イルクーツク）に参加した。
ソビエト連邦の消滅後には、各地に小規模ながらも酷似した組織が存在し、その中でもベラルーシは30万人が在籍する。

### 保健
ソビエト連邦の医療制度は、1918年に保健人民委員部によって考案された。革命前の1917年時、人々の保健は他の先進国に比べてかなり遅れていたが、革命後に制定された医療制度により、すべての年齢層の平均寿命が延びるなど大幅な改善が見込めた。連邦における医療制度の原案は当時の政治家であり医師でもあったニコライ・セマシコによって打ち立てられたものでもあった。 同連邦の医療は無料で提供され、国の全人口が適切な医療を受けられるように定められていた。
しかし、その後の1980年代後半になるとゴルバチョフによる社会保証費の削減により無料制度は揺らぎ初め、ソ連崩壊後は経済不況や資本主義化などによりその制度はなくなっていた。

## 宗教

### 正教弾圧

ロシア・ボリシェヴィキによる教会財産の接収。 Ivan Vladimirov作。

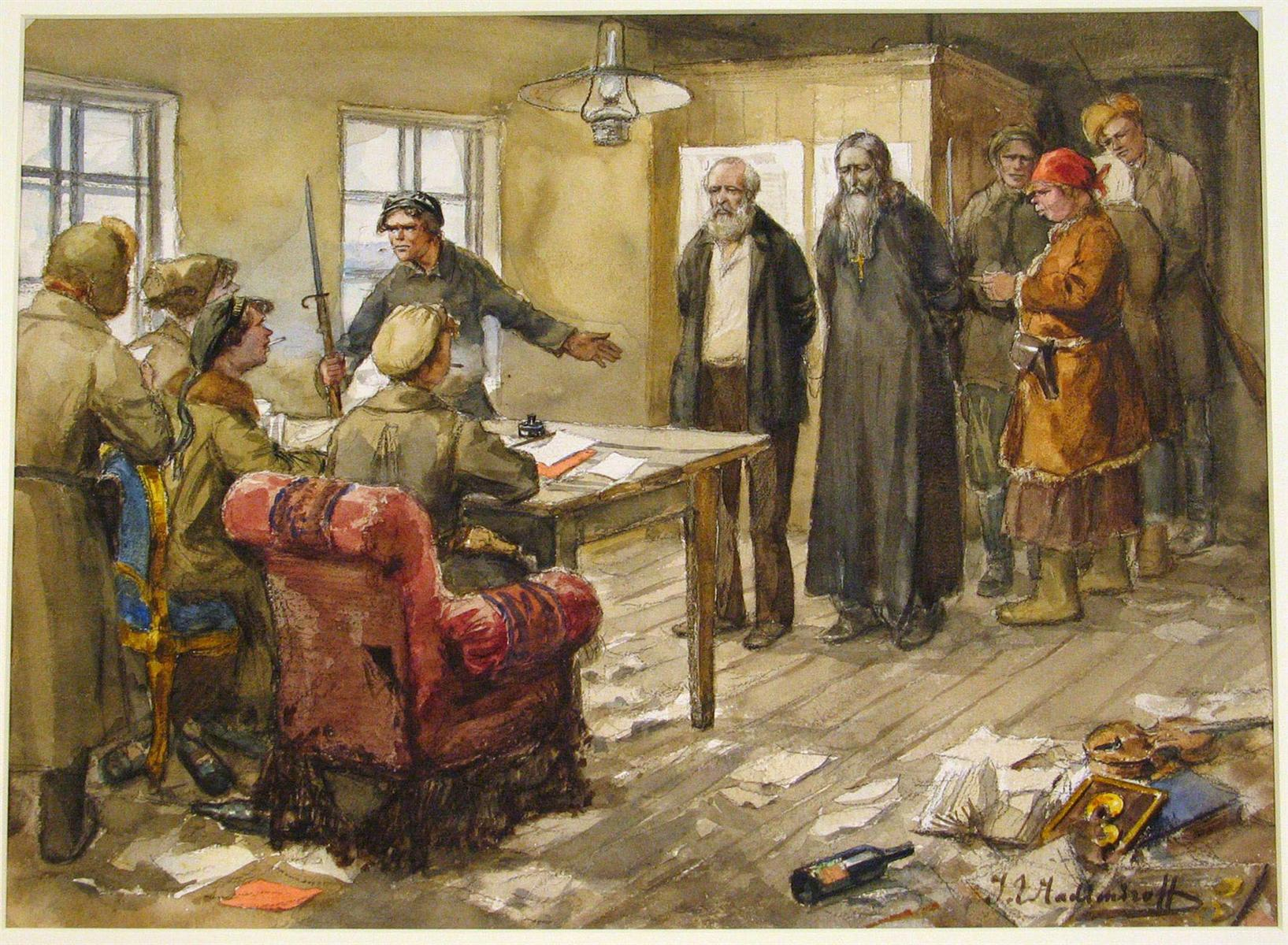
ロシア・革命派によって死刑を宣告される聖職者と地主。 Ivan Vladimirov作。

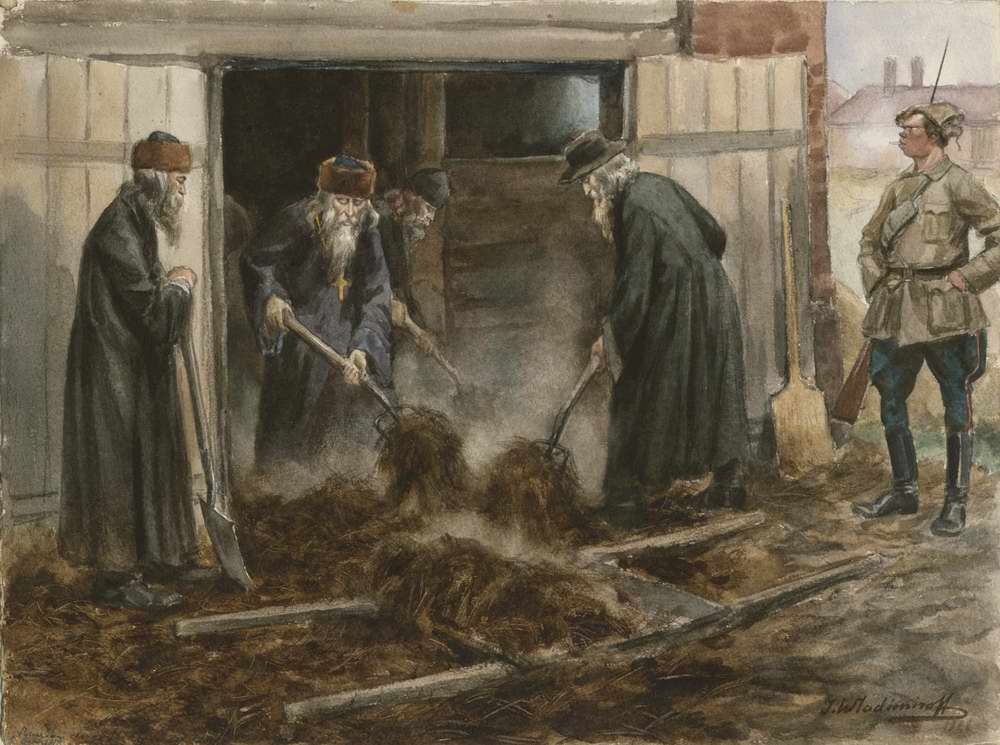
ロシア・ボリシェヴィキの命令で強制労働に従事する聖職者。 Ivan Vladimirov作。

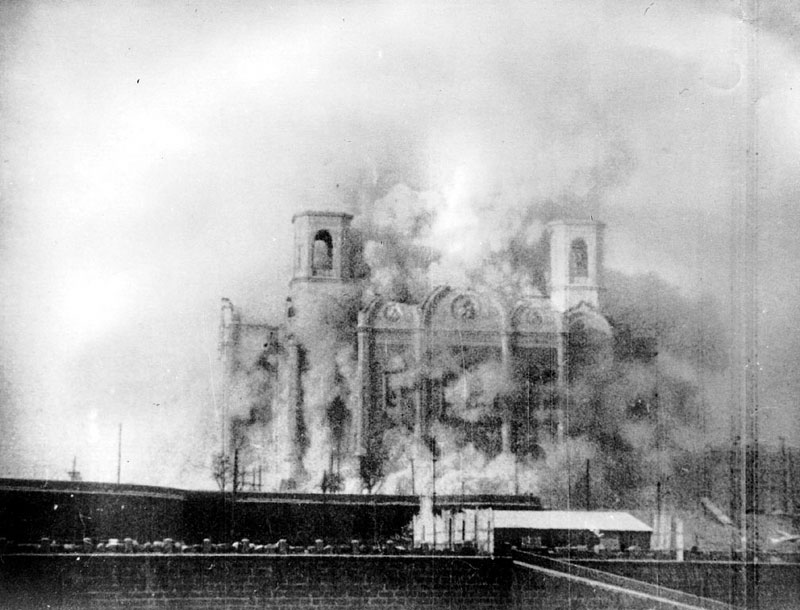
1931年のモスクワにて、爆破される救世主ハリストス大聖堂

ロシア革命によって世俗主義、無神論、唯物論を奉じるソビエト連邦が成立すると、ロシア帝国の国教であった正教（組織としてはロシア正教会のほか、ウクライナ正教会、グルジア正教会などを含む）は多数の聖堂や修道院が閉鎖され、財産が没収された。のちに世界遺産となるソロヴェツキー諸島の修道院群は強制収容所に転用された。
聖職者や信者が外国のスパイなどの嫌疑で逮捕され、多数の者が処刑され致命した。初代の京都主教を務めた大主教アンドロニク・ニコリスキイは生き埋めの上で銃殺されるという特異な致命で知られる。モスクワ総主教ティーホンは当初、無神論を標榜するボリシェヴィキに対して強硬な反発を示していたが、想像以上に苛烈な弾圧が教会に対して行われていく情勢に対して現実的姿勢に転換し、ソヴィエト政権をロシアの正当な政府と認め一定の協力を行ったが、教会の活動はなお著しく抑圧された。
1921年から1923年にかけてだけで、主教28人、妻帯司祭2691人、修道士1962人、修道女3447人、その他信徒多数が処刑された。1918年から1930年にかけてみれば、およそ4万2000人の聖職者が殺され、1930年代にも3万から3万5000の司祭が銃殺もしくは投獄された。1937年と1938年には52人の主教のうち40人が銃殺された。
政府の迫害を恐れ多数の亡命者も出た。亡命者たちの中からはセルゲイ・ブルガーコフ、ウラジーミル・ロースキイ、パーヴェル・エフドキーモフ、イリア・メリア（メリアはグルジア人）など世界的に著名な神学者が輩出され、20世紀初頭まであまり知られていなかった正教の伝統が海外に知られるきっかけとなった。
1931年にはスターリンの命令によって救世主ハリストス大聖堂が爆破された。
1940年代に入ると、独ソ戦におけるドイツの侵攻に対して国民の士気を鼓舞する必要に駆られたスターリンは、それまでの物理的破壊を伴った正教会への迫害を方向転換して教会活動の一定の復興を認め、1925年に総主教ティーホンが永眠して以降、空位となっていたモスクワ総主教の選出を認めた（1943年）。この際にそれまで禁止されていた教会関連の出版物がきわめて限定されたものではあったものの認められ、1918年から閉鎖されていたモスクワ神学アカデミーは再開を許可された。
ただし1940年代半ばにはソ芬戦争以後、ヴァラーム修道院のある地域がソ連領となったため、ヴァラーム修道院の修道士達はフィンランドに亡命し、この結果フィンランド正教会で新ヴァラーム修道院が設立されるなど、ソ連における正教弾圧は亡命者が出ることがないほどにまで緩和されたわけではない。
スターリンの死後、フルシチョフは再度、正教会への統制を強化。緩やかかつ細々とした回復基調にあったロシア正教会は再度打撃を蒙り、教会数は半分以下に減少。以降、ソ連崩壊に至るまでロシア正教会の教勢が回復することはなかった。 

### イスラム弾圧
広大な国土の中でも、中央アジア地域ではイスラム教が大きな勢力を持っていたが、ソビエト連邦の成立とともに正教など他の宗教とともに弾圧されることとなり、ムスリム宗務局によって国家統制された。しかし人々の心の中の信仰心までは抑えることができず、他の宗教と同じくソ連崩壊後は教勢が回復した。
信仰されていた地域に偏りはあったものの、全ソビエト連邦領内におけるイスラム教徒の人口は最終的に7000万人前後にも達し、総人口の実に4人に1人がイスラム教徒（もしくはイスラムを文化的背景に持つ人）で占められていた。この数字はイラン、トルコ、エジプトなどの総人口にも匹敵し、ソビエト連邦は総人口においても、国民に占める割合においても、非イスラム教国家としては最大級のムスリム人口を抱える国家となっていた。
イスラムが多数派の地域以外のロシア連邦などの諸州においても、イスラムを背景に持った諸民族、特にタタール人、アゼルバイジャン人が全土に居住し、ソビエト連邦内のどの地域においても一定数のイスラム社会が存在していた。この点は同じ非イスラム教国でありながら全土にイスラム社会を内包しているインドや中国とも共通していた。
ただソビエト連邦におけるイスラムは、中国やインドとは異なり、多数派民族と、文化、言語、血統、形質などを共有する集団、具体的に言えば、スラヴ系のロシア人などと文化や言語を共有する集団の間にはあまり広まらなかった。ソビエト連邦内のイスラムはあくまでテュルク系やイラン系、コーカサス系などの、（多数派民族であるロシア人から見た）異民族の間で主に信仰されていた。全土に幅広く分散していたイスラム系民族のうちタタール人の間にはスンナ派が多く、アゼルバイジャン人の間にはシーア派が多いため、両派が近い比率で全土に散らばっていたこともユニークである。この点はソビエト連邦崩壊後も、ロシア連邦において引き継がれている。

### ユダヤ教弾圧・民衆による反ユダヤ主義
社会主義のソ連政府は他の宗教と同様にユダヤ教も弾圧し、同国民の反ユダヤ感情も強かった。
民衆の間ではソ連という共産主義国家の誕生で国内における宗教活動制限された影響で、ソ連の低迷は同国内の人々の中にロシア正教に救いを求めた人々が増加した一方で反ユダヤ主義も台頭した。ソ連誕生直後の指導部には多くのユダヤ人がいたことから「社会主義革命はユダヤ人の陰謀」とのデマも拡散し、第2次大戦中にもナチスによるユダヤ人迫害に加わる住民さえもいた。
1939年の独ソ不可侵条約で東欧諸国の分割支配を決めると、東欧のユダヤ人は独ソ間に挟まれて行き場を失った。当時のポーランド共和国（現ベラルーシ含）から逃亡したユダヤ人は、ソ連が併合手前であったリトアニアから日本経由で第三国に逃れようとし、彼等を杉原千畝や根井三郎が救っている。ソ連の民衆はソ連への不満を「ユダヤ人が作った共産主義」のせいだと噂し、ソ連右翼団体等がユダヤ人襲撃などしていた。そのため、ソ連崩壊後にロシア人からユダヤ人への憎悪が高まると、多くのユダヤ人がイスラエルに移住している。

### その他の宗教弾圧
正教のみならず、他のキリスト教であるカトリック教会（東方典礼カトリック教会を含む）、聖公会、プロテスタントも弾圧を受けた。

### 創価学会との交流
日本の創価学会（日蓮仏教系）に関しては、ソ連国内における布教活動自体は認めなかったが、外交的および経済的見地から友好関係を保っていた。とりわけ池田大作会長（のちに名誉会長）が1974年以降にソ連訪問を繰り返すようになると、政府や党の要人が面会に応じるのが慣例だった。1974年、1975年の訪ソではアレクセイ・コスイギン、1981年の訪ソではニコライ・チーホノフ、1987年の訪ソではニコライ・ルイシコフ、1990年の訪ソではゴルバチョフと面会している。池田名誉会長と最高指導者との面会が行われたのはゴルバチョフ政権時代の1990年だった。

## 社会問題

### 戦災・貧困孤児
ソビエト連邦では国家連邦の歴史が始まった当初から多くの混乱が生じていたため、多数の戦災孤児やその他のストリートチルドレンに対処しなければならなかった。また、その後独ソ戦が始まると戦災孤児も増えていき、戦後の1945年から1950年代にかけてはソビエト連邦にとって大きな社会問題となっていたが、その後の1960年代から1991年までは終戦からの時間的経過により戦争孤児も日に日に少なくなっていった。そのため、1922年から1991年にかけて孤児に絡む問題は大きく変動している。

### 民族不和

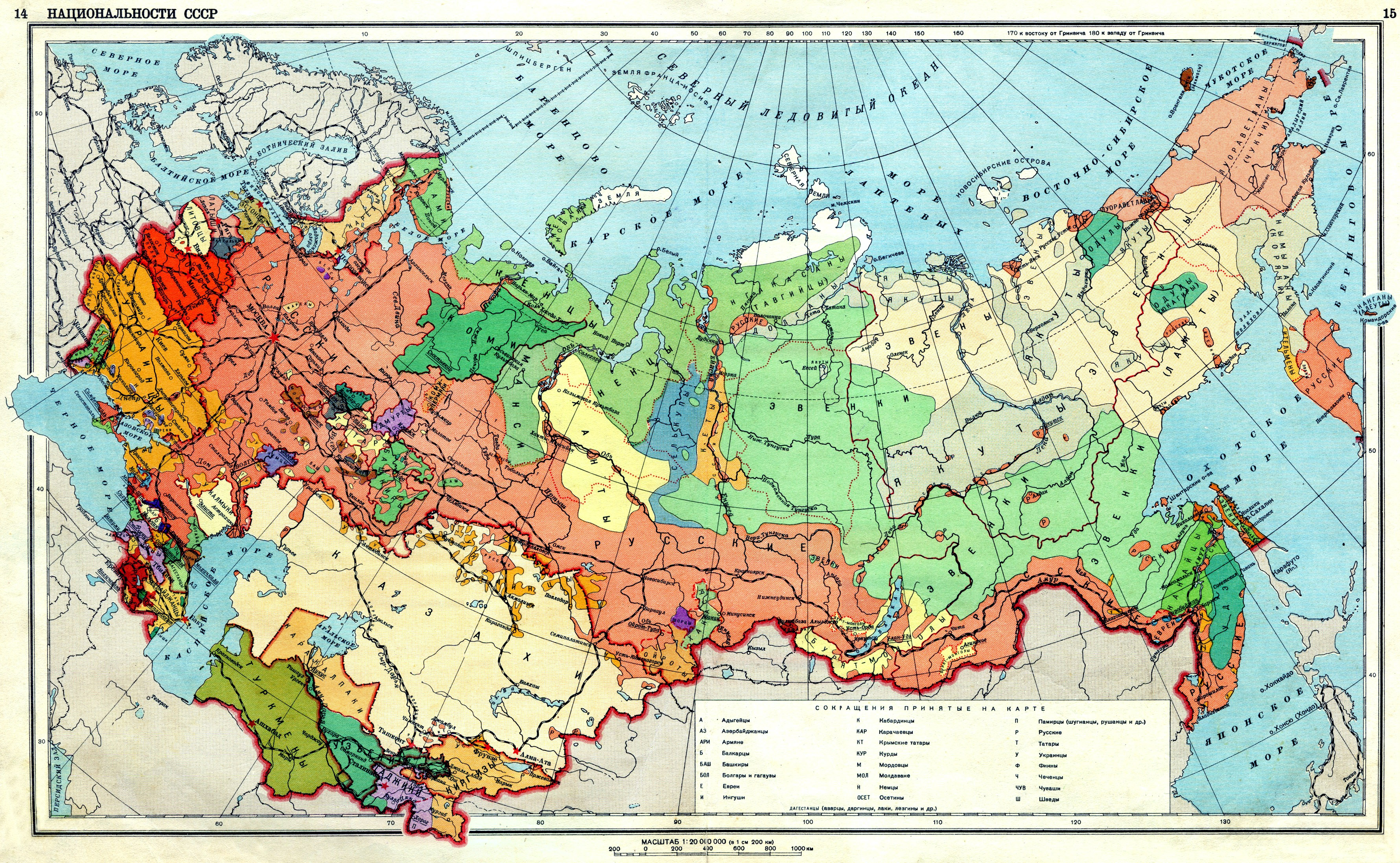
1941年時におけるソビエト連邦の民族誌地図

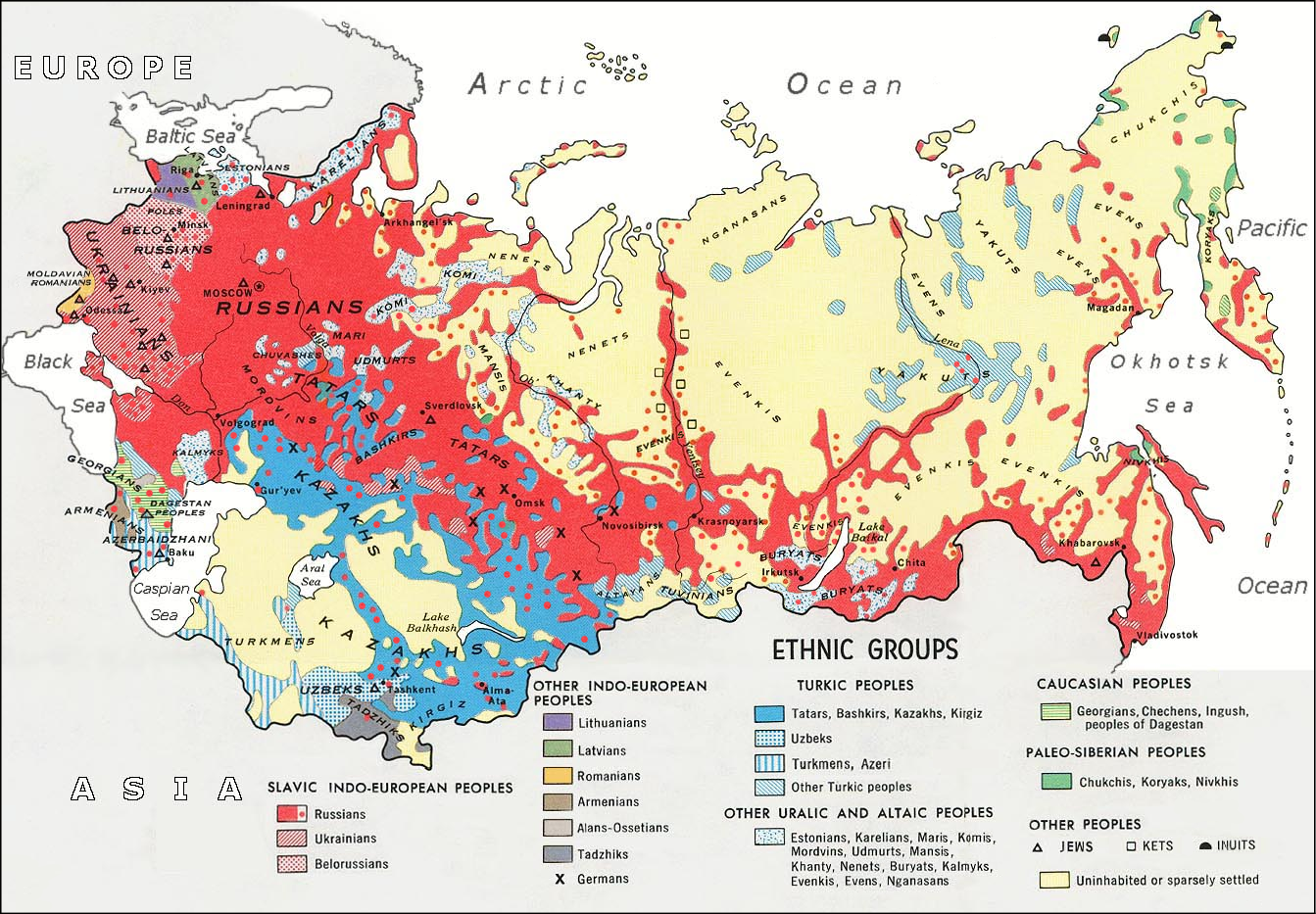
1970年時におけるソビエト連邦の民族誌地図

#### ソ連におけるユダヤ系・反ソ感情による反ユダヤ主義
日本記者クラブによるとソ連時代だけでなく、革命前のロシア帝国でも、ユダヤ人迫害はたびたび起きていたこと、ロシア帝政下で、ロシア帝国はユダヤ人はウクライナに定住させ、移動を禁止するなどの政策をとってきたこと、多くのユダヤ人がロシア帝国に不満を持っていたため、若いユダヤ人たちがロシア革命に参加したことは事実であると指摘している。
1948年のイスラエル建国まで、反ソ連(親ロシア帝国又は自民族国家独立活動家)の人々に反ユダヤ的立場を取る人が多かった背景には、ロシア帝国時代からロシア人からも差別されていた上に、当時自民族国家を持たなかったユダヤ人にはソ連の掲げた共産主義思想に共感する者が多く、彼らが共産主義者となったこと、マルクスだけでなく、ソ連の幹部にユダヤ人が多数いたことがある。そのため、白系ロシア人などのようにソ連に対する敵対行動せずとも反ソ連感情を持っていた非共産主義者の一般ロシア人は「ユダヤ人に母国を乗っ取られた」、ソ連に侵略された地域・国家の人々は「ユダヤ人に自国を侵略された」として、反ユダヤの思想となっていた。ソ連政府指導層におけるユダヤ人の割合は当時の他国を圧倒し、国内外のユダヤ人も資本主義を支持する富裕層以外はソ連にシンパシーを持つほどであった。ただし、1948年にイスラエルが建国されると、裕福でもないユダヤ人もソ連からイスラエルへ心が移っている。 更には、『資本論』を書いたマルクスはユダヤ人であり、第二次ロシア革命である十月革命でロシア帝国からソ連になり、成立した当初のレーニンの内閣のメンバーは半分以上がユダヤ系だった。

##### ロシア正教の復権・ソ連崩壊後のユダヤ人大移動
更にソ連という共産主義国家の誕生で、ソ連国内では宗教活動が制限された。そのため、ソ連が行き詰まると、ソ連国内の人々は再びロシア正教に救いを求めた一方で反ユダヤ主義が台頭した。ソ連の人々は経済の不満を「ユダヤ人が作った共産主義」のせいだと噂し、ソ連右翼団体等がユダヤ人襲撃さえ起こしていた。ソ連崩壊後にロシア人からユダヤ人への憎悪が高まると、多くのユダヤ人がイスラエルに移住している。ソ連崩壊前後のロシアにおける反ユダヤ主義の台頭のため、イスラエルへの大移動がおこり、2016年4月時点イスラエルの人口は現在840万人に増えているが、そのうちロシアからの移民は120万人にも達し、人口の15％を占めるほどになっている。

## 治安
ソビエト連邦における強盗、殺人、その他の暴力犯罪は米国ほど蔓延しておらず、薬物乱用の発生率も低かったとされる。だが反面で汚職や国家腐敗は日常茶飯事であった。

### 公安・警察
ソ連における警察機関は『ミリツィア』と呼ばれていた。この組織はソビエト連邦内務省の下部機関で、ソ連構成国およびワルシャワ条約機構加盟国を中心とした社会主義諸国の治安において絶大ともいえる影響力を示していた。

### 人権
ソビエト連邦の人権概念は国際法とは大きく異なっていた。ソ連の法理論によれば、「個人に対して主張されるべき人権の受益者は政府である」、即ち「ソビエト国家は人権の源である」と考えられていたのである。
同連邦における人権は厳しく制限されたものとなっていた。言論の自由は抑圧され、反対意見は容赦なく処罰されるといった状態が連邦の崩壊まで長きに亘って続いていた。これに伴い、独立した政治活動は 自由労働組合、民間企業、独立教会、野党への参加に関係なく容認されておらず、国民の移動の自由は国内外で制限されていた。

## 言論・報道

### 報道統制

#### 国内
上記のように外国の放送の傍受が禁止されていたうえ、テレビやラジオ、新聞などのマスコミによる報道は共産党の管制下に置かれ、国家や党にとってマイナスとなる報道は、1986年にグラスノスチが始まるまで流れることはなかった。
このような規制は外国の事件や、チェルノブイリ事故や大韓航空機撃墜事件のような国際的に影響がある事件に対してだけでなく、国内の政治、経済的な事件も、党幹部の粛清や地下鉄事故、炭鉱事故のような事件に至るまで、それが国家や党に対してマイナスの影響を与えると判断されたものはほとんど報道されることがなかったか、仮に報道されても国家や党に対して有利な内容になるよう歪曲されていた。そのため、西側の国でオリンピックなどがあると、そこで初めて真実を知ったソ連の選手や関係者がそのまま亡命希望するケースが頻発した。
ロシア革命以前の支配者のニコライ2世やその家族を裁判なしに銃殺した真実を明らかにしようと、1979年に地質調査隊が皇帝一家の遺骨の発掘を行ったが、KGBに逮捕された事例がある。しかしソ連崩壊後にロシアでは70年以上も隠蔽されたこの事実が明らかになり、ロシア革命から80年を経た1998年に葬儀が行われた。

#### 国外
西側諸国の報道機関の特派員は基本的に国内を自由に取材、報道することは禁じられており、事前に申請が必要であったがその多くは却下され、たとえ許されたとしても取材先の人選や日程はすべてお膳立てされたものに沿わなければならなかった。モスクワオリンピックなどの国際的イベントや、西側諸国の首脳陣の公式訪問が行われる際にソ連を訪れた報道陣に対しては、このようなお膳立てされた取材スケジュールが必ず提供された。
西側諸国の報道機関で働くソビエト人従業員も自主的に選択することは許されず、当局からあてがわれた者を受け入れるのみとされ、その多くが西側諸国の報道機関やその特派員の行動を当局に報告する義務を負っていた。

### 「クレムリノロジー」
国内における報道管制の一環として、共産党書記長などの党の要人が死去した際には、党による正式発表に先立ち、テレビやラジオが通常の番組を急遽停止し、クラシック音楽もしくは第二次世界大戦戦史などの歴史の映像に切り替わり、クレムリンなどの要所に掲揚されている国旗が半旗になるのが慣わしであった。このため、国民（と西側の報道機関）の多くは、テレビやラジオの番組が変更され、要所に掲揚されている国旗が半旗になるたびに、モスクワ市内の政府の建物や病院、軍施設などを訪れ情報収集に努めたうえに、これらの対応を見てどの階層の要人が死去したかを推測しあっていたといわれている。
さらに党の要人が失脚した（もしくは粛清された）際にはその事実が即座に政府より正式発表されることはまれで、このため西側諸国の情報機関員や報道機関の特派員は、メーデーなどをはじめとする記念日のパレードの際にクレムリンの赤の広場の台の上に並ぶ要人の立ち位置の変化や、新聞やテレビ、ラジオニュースでの扱い回数や順番を観測し、失脚などによる党中央における要人の序列の変化を推測し、これを「クレムリノロジー」と呼んでいた。

### プロパガンダ
ソビエト連邦のプロパガンダは現代の手法を先駆けるものであり、ソ連は世界初の宣伝国家と呼ばれる（en:Peter KenezのThe Birth of the Propaganda State;Soviet Methods of Mass Mobilization 1985）。映画ではレーニンの「すべての芸術の中で、もっとも重要なものは映画である」との考えから世界初の国立映画学校が作られ、セルゲイ・エイゼンシュテインがモンタージュを編み出したことにより、当時としては極めて斬新なものになり、その精巧さは各国の著名な映画人や、後にナチス政権下のドイツの宣伝相となるヨーゼフ・ゲッベルスを絶賛させた。宣伝映画を地方上映できるよう、移動可能な映写設備として映画館を備えた列車・船舶・航空機が製造・活用された（例：マクシム・ゴーリキー号）。看板やポスターではロシア・アヴァンギャルドから発展した力強い構図・強烈なインパクトのフォトモンタージュが生まれ、これは世界各国で模倣された。
特にバベルの塔にも例えられる世界最大最高層の超巨大建築物を目指したソビエト・パレスは後世の建築家だけでなく、形態的にはイタリアやドイツ、日本などの建築に大きな影響を与えた。日本でもソビエト・パレスの計画を見て丹下健三が建築家を目指すに至った。当時世界一高い建造物であったオスタンキノ・タワーも完成させた。スターリンはモスクワをニューヨークのような摩天楼にするため、スターリン様式の建物を多く建設した。ソ連のプロパガンダはイワン・パヴロフやレフ・ヴィゴツキーなどの心理学者の理論に基づいていた点で先駆的だったと評するものもいる。ほかにもボリス・ロージングがブラウン管を使ったテレビを世界で初めて発案するなど、テレビの研究も活発だった。

## 文化

### 食文化・料理
ソビエト連邦における食文化は、社会主義体制の影響から壊滅的な打撃を受けていたものが散見される。その中で、ウォッカは輸出品として貴重な外貨をもたらした。
西側の嗜好品に対しても社会主義のイデオロギーによる排除が行われていたが、コカ・コーラに「反共的な飲み物」というレッテルを貼った一方で、ペプシの流通は許可されるなど一様ではなかった。

### 文学
ソビエト連邦では上述されているように言論の自由や表現の自由がなかったため、文学者の中には亡命を余儀なくされた者や、ノーベル文学賞受賞のボリス・パステルナークのように受賞辞退を余儀なくされたもの、同じくノーベル文学賞受賞のソルジェニーツィンのように国外追放された者がいるなど、文化人にとっては受難が相次ぐ上に言論と表現の封殺が慢性化した状況が続いていた。

### 音楽
ソビエト連邦では音楽教育制度が創設され、多くの才能ある作曲家や演奏家が輩出されていたが、その大部分はロシア人で占められていた。しかしながらウクライナ人やベラルーシ人、ユダヤ人、コーカサスエリアの出身者も音楽分野において重要な貢献を果たしており、それらの人物は主にクラシック音楽などで名曲を遺している。

### 芸術
革命直後のソ連では革命的な前衛芸術が流行し、抽象芸術や構成主義が生まれ、ロシア・アヴァンギャルドは共産党のいわば公認芸術として革命思想を宣伝するプロパガンダポスターに広く採用された。当時のソ連は世界初の電子音楽機器テルミンが作られ、モンタージュ理論が生まれるなど前衛芸術の一大中心地と化しており、不遇であった多くの外国出身の前衛芸術家がソビエト連邦の建設に参加した。たとえば、前述したソビエト・パレスの計画にはル・コルビュジエ、ヴァルター・グロピウス、エーリヒ・メンデルスゾーン、オーギュスト・ペレ、ハンス・ペルツィヒといった新進気鋭のモダニズム建築家たちが関わった。レーニン自身もダダイストであったという学説もある（塚原史『言葉のアヴァンギャルド』）。フセヴォロド・メイエルホリドがアジ・プロ演劇手法の確立、古典の斬新的解釈に基づく演出、コメディア・デラルテ、サーカスなどの動きと機械的イメージを組み合わせた身体訓練法「ビオメハニカ」の提唱などを次々と行い、1920年代におけるソビエト・ロシア演劇はもとより20世紀前半の国際演劇に大きな影響を与えた（スターリン政権期にはスタニスラフスキー・システムがあった）。
スターリン政権下の1932年に行われたソ連共産党中央委員会にて「社会主義リアリズム」の方針が提唱されて以降は、1930年代前半のうちに文学や彫刻、絵画などあらゆる芸術分野の作家大会で公式に採用されるに至り、これにそぐわぬものは制限され、次第に衰退することを余儀なくされた。
一方でバレエなどのロシアの伝統的な芸術は政府により潤沢な予算が投じられたことで高い水準を維持し、クラシック音楽でも、当局による制限を受けながらドミートリイ・ショスタコーヴィチらが作品を残し、エフゲニー・ムラヴィンスキー率いるレニングラード・フィルハーモニー交響楽団などが演奏を残している。バレエ団やオーケストラは共産主義の理想を広めるためとして海外公演を行っていたが、実際には外貨の獲得が主目的であったとされる。ソ連崩壊後は存続が難しくなり、オーケストラが改名したり団員が独立したりするなどして幽霊オーケストラが多数誕生した。アナトリー・ヴェデルニコフのように当局に迎合しない演奏家は海外公演を制限された。

### 祝祭日
ソビエト連邦における祝日は、以下の通りである。
| 日付             | 名称                                                                               | 概説 |
| ---------------- | ---------------------------------------------------------------------------------- | --- |
| 1月1日           | 新年（Новый год）                                                                  | 1930年から1947年までは非休業日であった |
| 1月22日          | 血みどろの日（Кровавое воскрессенье）                                              | 二月革命の直前に起きた血の日曜日事件の犠牲者を追悼する日として定められた。1951年廃止 |
| 2月23日          | ソビエト陸軍と海軍の日（День Советской Армии и Военно-морского флота СССР）        | 1918年のプスコフ付近にてドイツ軍に勝利したことを記念して1922年に制定。1949年までは赤軍と海軍の日と明記され、ソ連崩壊後の1993年以降は祖国防衛者の日に変更された。 |
| 3月8日           | 国際女性デー（Международный женский день）                                         | 1965年以降は非休業日。 |
| 3月12日          | 専制打倒の日（Низвержение самодержавия）                                           | 二月革命を記念して制定、モスクワなどの都市部では1929年、地方では1940年に廃止となった。 |
| 3月18日          | パリ・コミューンの日（День Парижском комуны）                                      | 1918年制定、1929年に廃止されたが、地方では1940年頃まで存在した。 |
| 4月12日          | 宇宙飛行士の日（День космонавтки）                                                 | ユーリイ・ガガーリンが世界初の有人宇宙飛行を成し遂げた日。 |
| 5月1日、5月2日   | メーデー（День интернационала、День международной солидарности трудящихся）        | 休業日。1917年（十月革命以前）に制定され、1918年に名称が「国際労働者の日」に変更するのと同時に休業日となった。1928年からは5月2日もメーデーに追加され、1970年には「国際労働者連帯の日」に名称が変わり、ソ連崩壊後の1992年にはロシアで「春と労働の日」に名称が再再度変更された。 |
| 5月9日           | 戦勝記念日（День Поведы）                                                          | 休業日。大祖国戦争におけるソ連の勝利を記念して1965年に制定、それ以前は一応の記念日であったものの、休業日ではなかった。 |
| 5月19日          | ピオネールの日（День пионерии）                                                    | ピオネール創設日 |
| 9月3日           | 対日戦勝記念日（День победы над Японией）                                          | 第二次世界大戦の終結（日本の降伏文書の調印）を記念して制定された。 |
| 10月7日          | ソ連憲法記念日                                                                     | 1977年の憲法改正を記念して制定。1978年から1991年までは休業日であった。 |
| 10月29日         | コムソモールの日（День рождения Комсомола）                                        | コムソモール創設日 |
| 11月7日、11月8日 | 十月社会主義大革命の日（Годовщина Великой Октябрьской социалистической революции） | 休業日。1917年の十月革命を記念して1918年に制定、ソ連崩壊後の旧ソ連諸国では、ベラルーシが11月7日のみを祝日としている。 |
| 12月5日          | ソ連憲法記念日                                                                     | 1936年の憲法改正を記念して制定。1977年以降は10月7日に移動した。 |

### その他

#### 外来文化
西側諸国で人気のあったロックンロールやヘヴィメタル、ジャズなどの音楽や、ハリウッド映画などの大衆文化は「商業的で、退廃を招く幼稚なもの」として規制され、わずかに北ヨーロッパ諸国や西ドイツなどのポピュラー音楽や、衛星国や日本、イタリアなどの芸術的要素の高い映画のみが上映を許されていた。これに伴い、外国のラジオ放送を傍受することも禁止されていた。

#### ソビエトを描いた作品
映画
- 戦艦ポチョムキン（1925年、ソ連）
- 僕の村は戦場だった（1962年、ソ連）
- 地球爆破作戦（1970年、アメリカ）
- モスクワは涙を信じない（1979年、ソ連）
- ファイヤーフォックス（1982年、アメリカ）
- ゴーリキー・パーク（1983年、アメリカ）
- ロッキー4/炎の友情（1985年、アメリカ）
- レッドブル（1988年、アメリカ）
- レッド・スコルピオン（1989年、アメリカ）
- レッド・オクトーバーを追え!（1990年、アメリカ）
- ターミネーター2（1991年、アメリカ）
- スターリングラード（2001年、アメリカ）
- ククーシュカ ラップランドの妖精（2002年、ロシア）
- K-19（2002年、アメリカ）
- 007シリーズ

ゲーム
- メタルギアソリッド3（日本）
- コール オブ デューティ ワールド・アット・ウォー
- コマンド&コンカー
- レッドアラート3
- Soviet Republic
- コール オブ デューティ ブラックオプス コールドウォー

アニメ
- ウサビッチ（日本）
- Axis powers ヘタリア（作中では時代がまちまちなため「ロシア」として扱われ、ソ連は「皆で住んでいた家」となっている）

社会主義体制が描かれている作品
- 007シリーズやゴルゴ13など、40年代から90年代までの世界情勢を背景とするフィクション作品において、ソビエト連邦は頻繁に描かれている。特に諜報機関KGBの暗躍や、政府高官や科学者の亡命事件等がよく題材となる。作成された国が西側諸国であるためと、ソビエト連邦の内部が不明であったために、ソビエト連邦の関係者は悪役として描かれることも多い。
- アメリカとソ連の緊張が緩和した冷戦終結前後には、レッドブル（1988年）のように単なる悪役ではなく堅物で西側文化に戸惑うキャラクターとして描かれる例も増えた。
- ウォッカ・タイム（片山まさゆき）

## スポーツ

### ステート・アマチュア
運動競技では国の威信をかけた強化策がとられ、選手育成プログラムによって育成させられた選手が、オリンピックで数多くのメダルを獲得していた。レスリング、アイスホッケー、サッカー、バレーボール、バスケットボール、ホッケー、体操競技の強豪国として知られ、オリンピックや世界選手権で多くのメダルを獲得した（オリンピック初参加後のメルボルンオリンピックから）。しかし崩壊後にそれらの選手の多くが人権を無視したトレーニングのみの生活と違法ドーピングによるものだったことが当事者の告白により明らかになった。それらの記録はいまもなお剥奪されずに現存している。
共産主義というシステム上、すべてのスポーツ選手が国家の管理下におけるステート・アマであるという位置づけであり、よって資本主義諸国のようなプロスポーツおよびプロ選手は存在しなかった。尚、プロ級の選手は大勢いた。

### 1980年モスクワオリンピック
1980年に、ソビエト連邦の歴史上唯一の夏季オリンピックであるモスクワオリンピックが行われた。冷戦下ということもあり、国の総力を挙げてオリンピックの成功を目指したものの、前年に行われたアフガニスタン侵攻に対する抗議という名目で、日本や西ドイツ、アメリカなどの西側諸国、東側諸国の中でも、ソ連と対立の最中であった中華人民共和国がボイコットを行った。
クレムリンの時計塔であるスパスカヤ塔の時報とともに始まった開会式では、レーニン・スタジアムの中央のマスゲームが国章や、マスコットキャラクターであるこぐまのミーシャ、さらにソビエト連邦を構成する15の共和国の基幹民族の衣装模様を体現するなど、まさに多種多様な画を体現したのである。
そして、1984年に開催された次回のロサンゼルスオリンピックでは、1983年のアメリカ軍によるグレナダ侵攻への抗議という名目で、ソビエト連邦と東ドイツをはじめ、ソ連の衛星国である東側諸国の多くが報復ともいえる一斉ボイコットを表明した。しかしソ連は、その代替ともいえるフレンドシップ・ゲームズ（Дружва-84）の開催を決定し、東側諸国の一流選手が参加した。

### 頭脳スポーツ
識字率が30%であった革命直後から数十年で87%に改善させ、戦後にほぼ100%を達成させるなど基礎教育は充実していた。さらに国威発揚のため専門のトレーニングへの公的な補助が行われたが、第1回国際数学オリンピックは「下から2番目の6位」をという結果に指導部から叱責を受け、3年後の1962年からは高い成績を誇るようになる強豪国となった。参加者は国内の大学を卒業後に科学者や技術者として活動した。
マインドスポーツの中でも特にチェスは伝統的に盛んで、国民にとっても公認されている数少ない娯楽であったが、ソ連時代には国が管理するチェス学校が各地に建設され、体制が崩壊するまでは世界最高の水準を保っていた。国内選手権の開催や書籍の出版なども盛んだった。コンピュータチェスの研究も盛んで、第1回世界コンピュータチェス選手権でもソ連のプログラムが優勝し、人工知能の権威ジョン・マッカーシーとアラン・コトック率いるマサチューセッツ工科大学とソ連のモスクワ理論実験物理研究所によって行われた世界初のコンピュータ同士のチェス対戦でも勝っている。
チェス界ではプロとアマの区別がないため、ミハイル・タリやミハイル・ボトヴィニク、ガルリ・カスパロフなど、ソ連出身の選手が世界王者を長期にわたって独占していた。一時期は国際大会に出られなかったグランドマスター級の国内選手に対し、ソ連のチェス協会が「ソ連邦グランドマスター」という独自のタイトルを創設したこともあったが、次第にトップ選手ならば試合渡航も許可されるようになった。西側の大会で優勝し国威発揚に貢献するだけでなく、大会の賞金、指導対局の謝礼、執筆した棋書の印税など多くはないが貴重な外貨をもたらした。しかし有力選手がこれを利用して亡命することもあった。特にヴィクトール・コルチノイは亡命後「西側の選手」としてアナトリー・カルポフらソ連代表と国際大会で対戦したことがあり、ソ連側から非難を受けることとなった。
ソ連代表と西側の選手がチームで対戦することもあったが、特にボリス・スパスキーとアメリカ人のボビー・フィッシャーが対戦した1972年の世界王者決定戦は試合の進行をめぐり、クレムリンやホワイトハウスが介入するなど、政治的な問題にまで発展することがあった。敗れたスパスキーはその後の待遇悪化などで、1975年にはフランスへ亡命した。
体制崩壊後は西側へ拠点を移す選手もいたが、ウラジーミル・クラムニクなど、ソ連時代のチェス学校で教育を受けた選手が多数活躍している。旧東ドイツや近隣の東欧諸国でもソ連と似た状況にあった。
中華人民共和国ではスポーツの管理に関してソ連を手本としたため、半官半民の組織（中華全国体育総会）による統括やマインドスポーツを国家体育総局が管轄するなど影響が大きい。

### サッカー
サッカーはソビエト連邦で最も人気のあるスポーツの1つであった。サッカーソビエト連邦代表は1950年代から1960年代にかけて黄金期を迎えており、ステート・アマを採用したオリンピックでの活躍は目覚ましかった。1956年のメルボルンで金メダル、1972年のミュンヘン、1976年のモントリオール、1980年のモスクワでは銅メダルを獲得した。1988年のソウルはプロ解禁が行われた後であったが、金メダルを獲得しソ連代表の有終の美を飾った。
FIFAワールドカップでは、オリンピックほどの目立った活躍はないものの、1966 FIFAワールドカップではベスト4に進出するなど、しばしば上位に進出する強豪国として知られていた。またソ連の伝説的な選手であり、史上最高のゴールキーパーとされるレフ・ヤシンは世界年間最優秀ゴールキーパーに与えられる賞であるヤシン・トロフィーにその名を残しており往時の強さを偲ばせている。
UEFA欧州選手権での活躍も目覚ましく、1960年の第1回大会で優勝。その後も1964年、1972年、1988年で準優勝の成績を収めている。1988年の準優勝は同年のオリンピック金メダルと並んで、ソ連代表の有終の美を飾った。
|                             | 開催国             | 結果               |
| --------------------------- | ------------------ | ------------------ |
| 1958 FIFAワールドカップ     | スウェーデン王国   | ベスト8            |
| 1960 欧州ネイションズカップ | フランス           | 優勝               |
| 1962 FIFAワールドカップ     | チリ共和国         | ベスト8            |
| 1964 欧州ネイションズカップ | スペイン           | 準優勝             |
| 1966 FIFAワールドカップ     | イングランド       | 4位                |
| 1970 FIFAワールドカップ     | メキシコ合衆国     | 4位                |
| 1974 FIFAワールドカップ     | ドイツ             | 4位                |
| 1978 FIFAワールドカップ     | アルゼンチン共和国 | 予選敗退           |
| 1982 FIFAワールドカップ     | スペイン王国       | 2次リーグ敗退      |
| 1985 FIFA U-16世界選手権    | 中華人民共和国     | 不参加             |
| 1986 FIFAワールドカップ     | メキシコ合衆国     | ベスト16           |
| 1987 FIFA U-16世界選手権    | カナダ             | 優勝               |
| 1989 FIFA U-16世界選手権    | スコットランド     | 不参加             |
| 1990 FIFAワールドカップ     | イタリア共和国     | グループリーグ敗退 |
| 1991 FIFA U-17世界選手権    | イタリア           | 不参加             |

## 連邦の遺産
ソビエト連邦のような共産主義国家の社会経済的性質、特にスターリンのもとで実施されてきた政策では、官僚的集産主義、国家資本主義、国家社会主義、あるいは全く特異な生産様式の一形態など、様々なレッテルを貼られ、多くの議論が交わされてきた。ソ連は長期間にわたって幅広い政策を実施し、様々な指導者によって大量の相反する政策が実施されてきたため、肯定的な見方をする人がいれば「抑圧的な寡頭政治」として同連邦に未だ批判的な人も存在する。現在においてソ連に関する意見は複雑な状況であり、時間の経過とともに変化している。そのため、世代が異なれば、この問題やそれらの歴史の異なる期間に対応するソビエトの政策についても異なる見解を持ち合わせる現状が続いている。

### 役職
1. ↑  ソビエト連邦においては、1936年憲法126条で「党の指導的役割」が明記されており、国家元首である最高会議幹部会議長や、行政の長（首相格）である人民委員会議議長ではなく、ソビエト連邦共産党書記長が最高指導者であった。
2. ↑  人民委員会議議長
3. ↑  ソビエト共産党書記長、人民委員会議議長→閣僚会議議長
4. ↑  閣僚会議議長
5. ↑  ソビエト共産党第一書記、閣僚会議議長
6. ↑  ソビエト共産党第一書記→書記長、最高会議幹部会議長
7. ↑  ソビエト共産党書記長、最高会議幹部会議長
8. ↑  ソビエト共産党書記長、最高会議幹部会議長
9. ↑  ソビエト共産党書記長、ソビエト連邦大統領
10. ↑  中央執行委員会議長（ロシア代表）→最高会議幹部会議長
11. ↑  最高会議幹部会議長→最高会議議長→ソビエト連邦大統領
12. ↑  人民委員会議議長
13. ↑  国民経済管理委員会委員長